# Église Notre-Dame-de-la-Nativité-et-Saint-Fiacre de Livilliers
Pour les articles homonymes, voir Église Notre-Dame.
L'église Notre-Dame-de-la-Nativité-et-Saint-Fiacre de Livilliers est une église catholique paroissiale située à Livilliers, en France. La chapelle de Livilliers fut donnée à l'abbaye Saint-Martin de Pontoise avant 1150, et elle est érigée en église paroissiale en 1175. Peu de temps après, débute la construction de l'édifice actuel, en intégrant le clocher roman préexistant. En dépit de ses dimensions modestes, le maître d'œuvre de l'église de Livilliers adopte, pour la nef, une élévation à trois niveaux inspirée de Notre-Dame de Paris. C'est donc la plus petite église de la région a présenter un faux triforium au-dessus des grandes arcades. En revanche, le chœur se limite à une seule travée terminée par un chevet plat, éclairé par une baie à deux lancettes analogue aux arcades du triforium simulé. On peut ajouter au chœur liturgique la travée sous le clocher central, reprise en sous-œuvre vers la fin du XVIIe siècle, quand l'étage de beffroi est également reconstruit. Des chapelles à deux travées flanquent la base du clocher et le chœur de chaque côté. Des doutes pèsent sur le voûtement ou non des bas-côtés de la nef au moment de leur construction. Inachevées ou effondrées, ces voûtes sont absentes depuis plusieurs siècles tout au moins. En 1560 et 1563, des marchés sont conclus avec le maître-maçon Garnot Gerbault, de Pontoise, pour reconstruire le bas-côté nord, avec voûtes d'ogives, et notamment construire un porche devant le portail latéral de la troisième travée du bas-côté nord. Cette œuvre de la Renaissance constitue certainement l'exemplaire le plus abouti dans son genre dans le Vexin français, où ce courant architectural a laissé beaucoup de traces, et fait la réputation de l'église de Livilliers dans l'histoire de l'art. Concernant les parties gothiques, elles sont assez tôt victimes de désordres de structure du fait de l'absence d'arc-boutants. Des dispositifs provisoires sont mis en place par les habitants afin de maintenir la stabilité de la structure, qui remplissent tant bien que mal leur mission, mais les problèmes s'aggravent au XXIe siècle, et l'église est fermée par un arrêté de péril le 11 septembre 2014. L'église Notre-Dame-de-la-Nativité-et-Saint-Fiacre de Livilliers est classée monument historique par arrêté du 12 juin 1936, ce qui permet à la commune de solliciter des subventions de l'État. La municipalité avait déjà commandé un diagnostic l'année précédente, et engage deux importantes campagnes de restauration entre 2017 et fin 2019. Dès le 23 janvier 2020, l'église peut rouvrir, mais la paroisse de Pontoise, dont elle dépend, n'a pas repris la célébration d'offices réguliers.

## Localisation

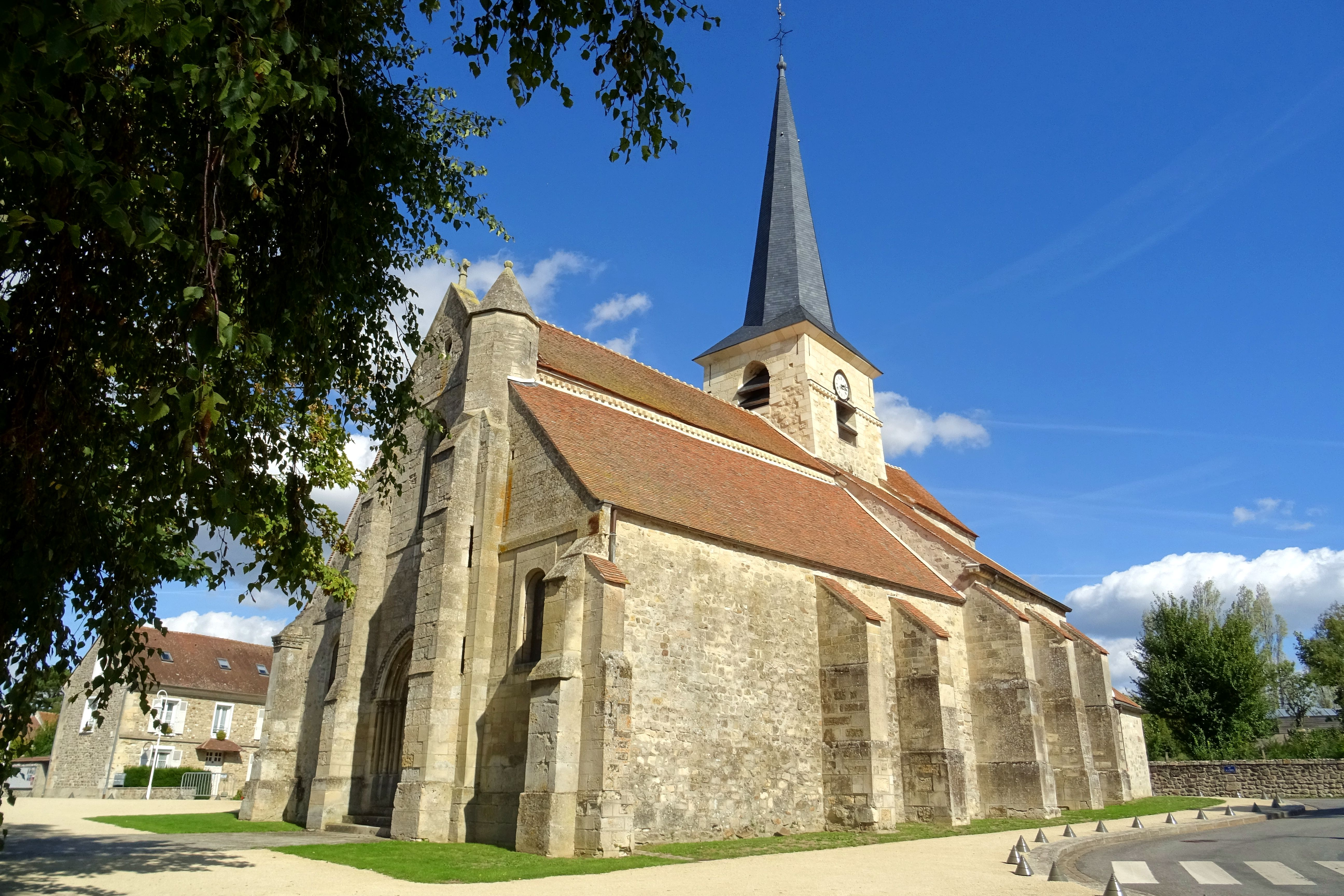
Vue générale depuis le sud-ouest. La RD 79, à droite, passait longtemps devant la façade, à gauche.

L'église Notre-Dame-de-la-Nativité-et-Saint-Fiacre de Livilliers est située en France, en région Île-de-France et dans le département du Val-d'Oise, aux confins de l'agglomération de Cergy-Pontoise, dans le parc naturel régional du Vexin français sur la commune de Livilliers, au sud du village, au milieu d'un carrefour où convergent cinq rues. L'axe le plus important, la route départementale 79 (rue du Vaunay ou du Veau né) au sud de l'église, puis rue de la Chaise) est longtemps passé immédiatement devant la façade occidentale. Après 1990, la route a pu être déviée par le sud de l'église, grâce à la démolition de la partie débordante de la sacristie, un parvis piétonnisé créé devant la façade. La RD 79 arrive donc depuis le sud-ouest (Génicourt), passe devant l'élévation méridionale de l'édifice, puis devant le chevet, et repart vers le nord. Un parvis est également laissé libre devant le porche au nord de l'église. Il est délimité au nord par la sente de l'École qui se dirige vers l'ouest, et donne accès aussi bien à la mairie qu'à l'école. La route de Paris arrive par le sud-est (Ennery), et rejoint la RD 79 à l'angle sud-est de l'édifice. Proche de l'angle nord-est du chevet, débute l'avenue de Saint-Fiacre, desservant les jardins à l'est du village.

## Historique

### Les origines et le vocable

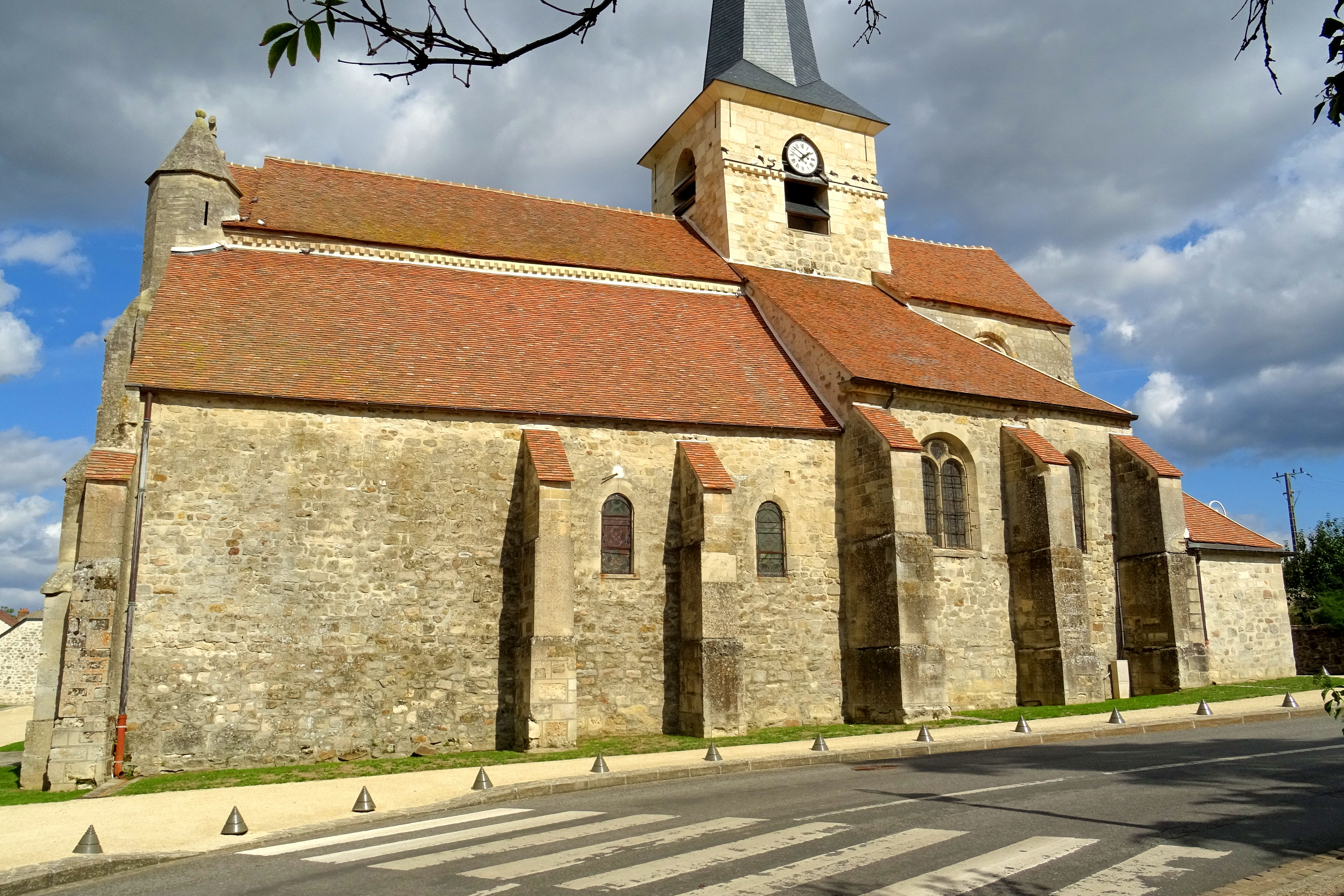
Vue depuis le sud.

À la première moitié du XIIe siècle, Livilliers dépend de la paroisse Saint-Pierre de Génicourt. Le village dispose déjà d'une chapelle pour l'usage de ses habitants (capella de Linvilario). En 1150 au plus tard, le seigneur local, Raoul Vallez, donne la chapelle de Livilliers et l'église de Génicourt à l'abbaye Saint-Martin de Pontoise. L'érection de Livilliers en paroisse intervient en 1163 selon l'abbé Vital Jean Gautier ; en 1175 selon Guiorgadzé qui s'appuie sur le cartulaire de l'abbaye publié par Joseph Depoin. L'archevêque de Rouen, Hugues III d'Amiens, élève donc la chapelle au rang d'église paroissiale. Le lieu de culte est placé sous le vocable de la Nativité de Marie. Le patron secondaire est saint Fiacre de Meaux, patron des jardiniers et maraîchers, activité qui était importante à Livilliers. (Parfois, Saint-Fiacre est mis en avant, et Notre-Dame est mentionné en second rang, certainement pour éviter les confusions, du fait du nombre important d'églises qui soient placées sous sa protection). Sous l'Ancien Régime, Livilliers relève du doyenné de Pontoise, de l'archidiaconé du Vexin français et de l'archidiocèse de Rouen. L'abbé de Saint-Martin de Pontoise nomme à la cure. Les grosses dîmes appartiennent pour un tiers au prieuré de Conflans-Sainte-Honorine, qui est une dépendance de l'abbaye Notre-Dame du Bec, et pour les deux autres tiers à l'abbaye de Chelles. L'origine de ces droits est inconnue.

### Les campagnes de construction de l'église
Louis Régnier, qui est le premier auteur à avoir étudié l'église, affirme qu'aucune partie ne remonte à l'époque contemporaine de la fondation de la paroisse. Ensuite, il revient sur cette certitude et s'interroge si les arcades assez basses et sans caractère particulier, qui font communiquer la base du clocher avec les potentiels bras d'un transept primitif, ne permettent pas de conclure qu'il y a eu reprise en sous-œuvre d'un clocher du XIIe siècle. L'auteur n'a pas examiné l'intérieur du clocher et la partie des murs latéraux cachés par les toitures des chapelles latérales, mais n'a pas non plus eu un œil suffisamment attentif. En effet, Claire Guiorgadzé, architecte du patrimoine, dirige l'attention sur un ancien contrefort en talus contre lequel prennent appui les grandes arcades du sud de la nef ; une corniche à denticules (elle dit de modillons) dégradée en haut du clocher, côté sud ; la base d'une colonnette d'angle à l'angle sud-est du clocher, au-dessus de cette corniche ; une corniche à modillons dans les combles de la chapelle latérale sud ; ainsi que les traces d'une ouverture bouchée et un mur en talus visibles au même endroit. La thèse d'un clocher roman qui existe préalablement à la construction de l'église gothique actuelle est donc validée, documentation photographique à l'appui. Ce clocher était plus haut que l'actuel. Pour imaginer ce que le clocher roman de Livilliers a pu être, on peut regarder son homologue de Courcelles-sur-Viosne, qui possède également un premier étage éclairé par une baie unique au sud, et un deuxième étage dépourvu de contreforts, orné d'une unique colonnette d'angle. La corniche sur laquelle prennent appui les baies geminées de l'étage de beffroi est différente, mais l'étage de beffroi se conclut par une corniche analogue à celle dissimulée sous la toiture de la chapelle latérale sud.
Les murs latéraux du clocher roman présentent donc, au-dessus du premier niveau d'élévation, une retraite par un talus. Ceci parle en faveur de l'absence de chapelles latérales importantes ou de transept du temps de la chapelle romane, qui auraient conforté le clocher au nord et au sud, et dispensé le maître d'œuvre du renforcement des parties basses des murs. La chapelle primitive se composait donc certainement d'une nef unique non voûtée, d'un clocher et d'une abside, comme toujours à Auvillers, Gadancourt, Omerville et Reilly. Les travaux pour la construction de l'église actuelle débutent donc par la reprise en sous-œuvre du clocher, afin que la travée sous le clocher soit portée à peu près à la hauteur de la future nef et du futur chœur. Si ce chantier peut paraître fastidieux pour l'époque, on procéda pourtant de la même manière dans de nombreuses autres églises, dont Cauvigny, Jouy-le-Moutier, Rully, Sarcelles et Villers-sous-Saint-Leu. On peut dater ces travaux des alentours de 1200. Parallèlement, on élève la travée du chœur. Louis Régnier évoque un transept et des chapelles latérales ajoutées ultérieurement, alors que les dispositions ne permettent pas réellement de discerner un transept, et l'homogénéité des deux travées de chacune des chapelles latérales est évidente, bien que la deuxième travée soit plus courte que la précédente. Il n'y a pas beaucoup d'années qui séparent la construction du chœur de celle des chapelles : le profil des nervures des voûtes est le même dans la base du clocher, le chœur et la chapelle latérale nord, tandis que la deuxième voûte de la chapelle latérale sud repose, dans l'angle sud-est, sur un groupe de trois colonnettes disposés en équerre, comme dans les deux angles du chevet du vaisseau central. Cela dit, les deux chapelles ne sont donc pas analogues : au sud, le profil des nervures des voûtes diffère, et au nord, il n'y a qu'une colonnette unique dans l'angle. En ce qui concerne la nef, sa construction a suivi de près celle des parties orientales. En se basant sur le profil des tailloirs des chapiteaux des grandes arcades, Louis Régnier indique la fourchette 1210-1240.

### La question du voûtement des bas-côtés de la nef

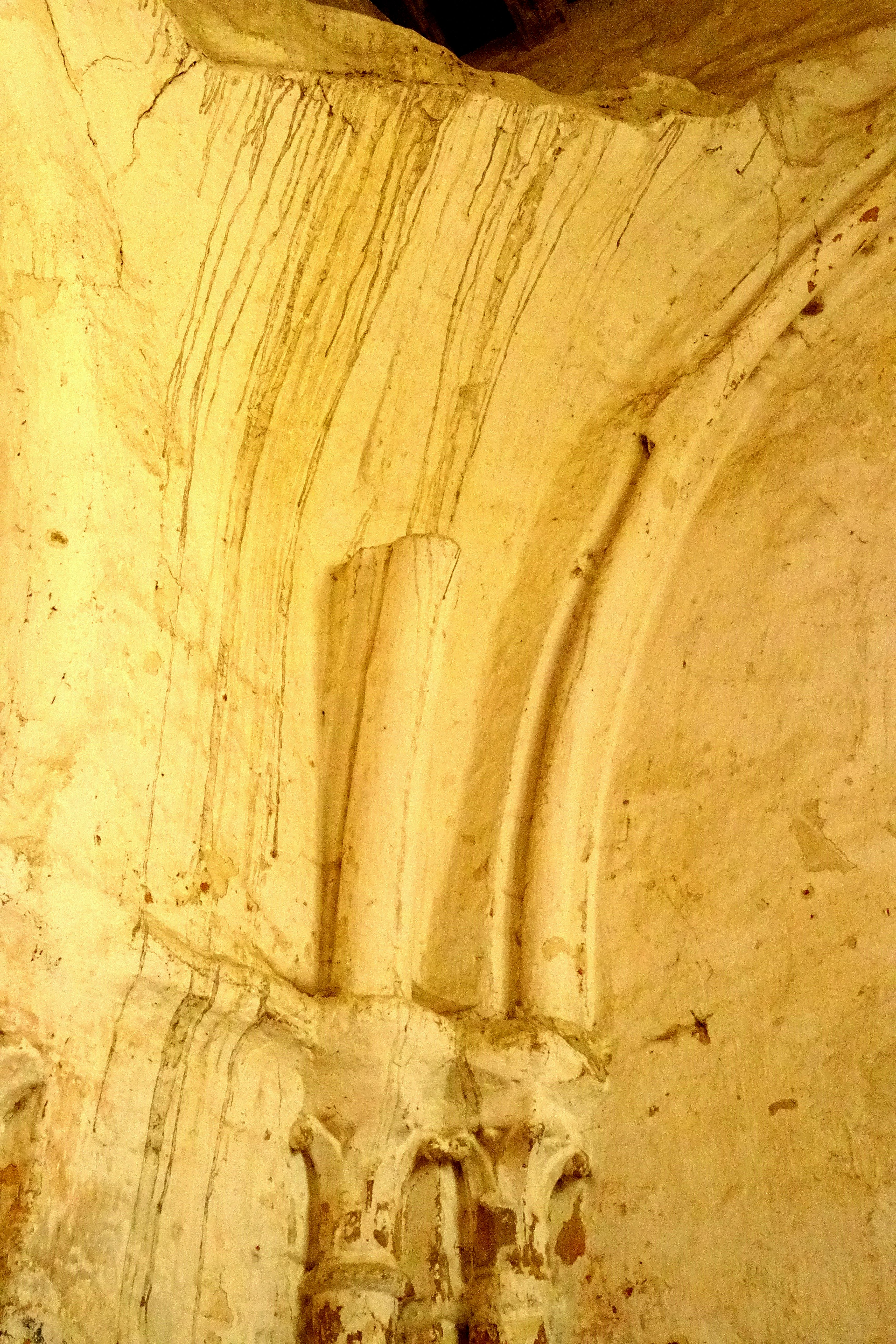
Bas-côté nord, amorce de voûte gothique dans l'angle sud-ouest.

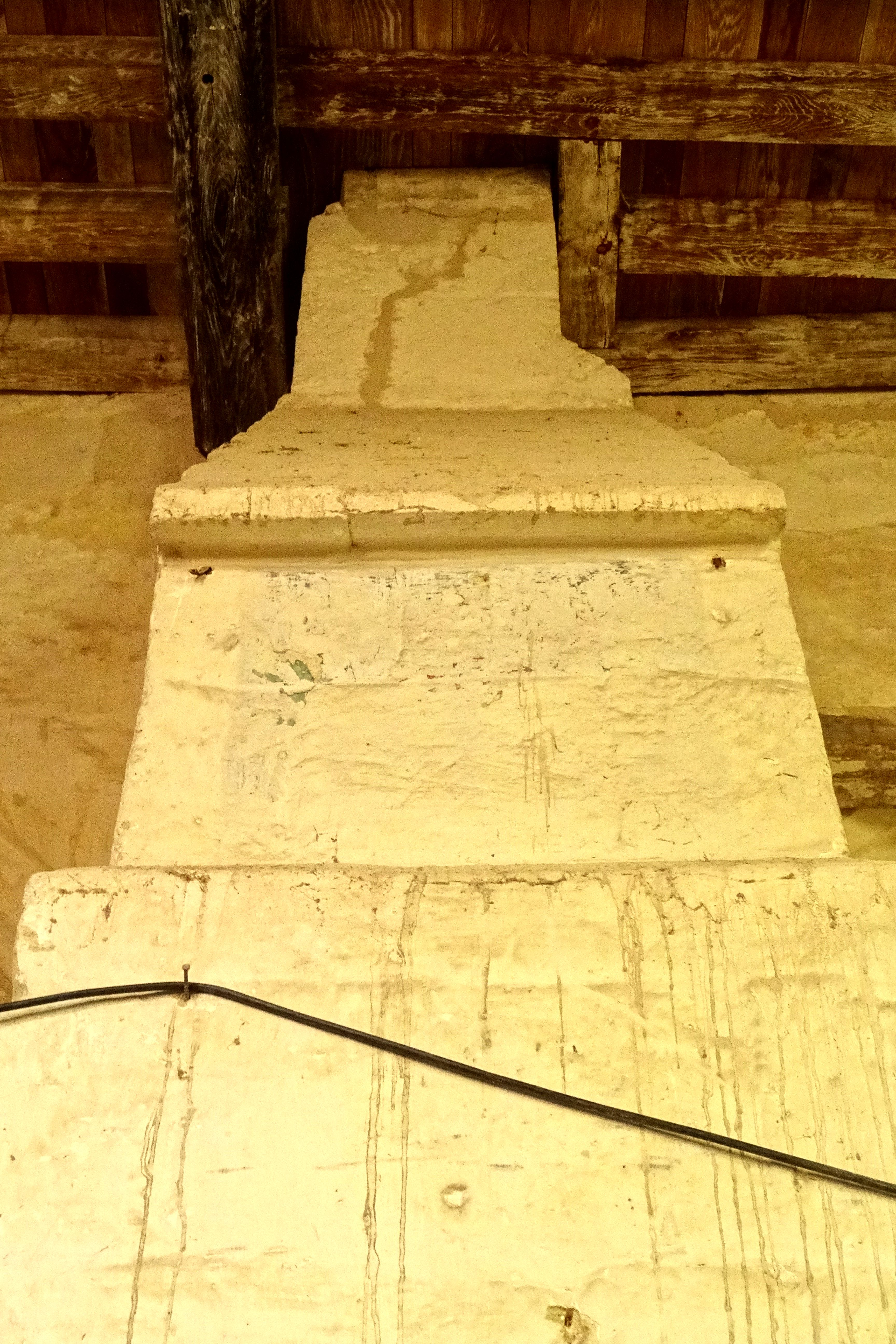
Bas-côté sud, 3e contrefort intermédiaire de la nef.

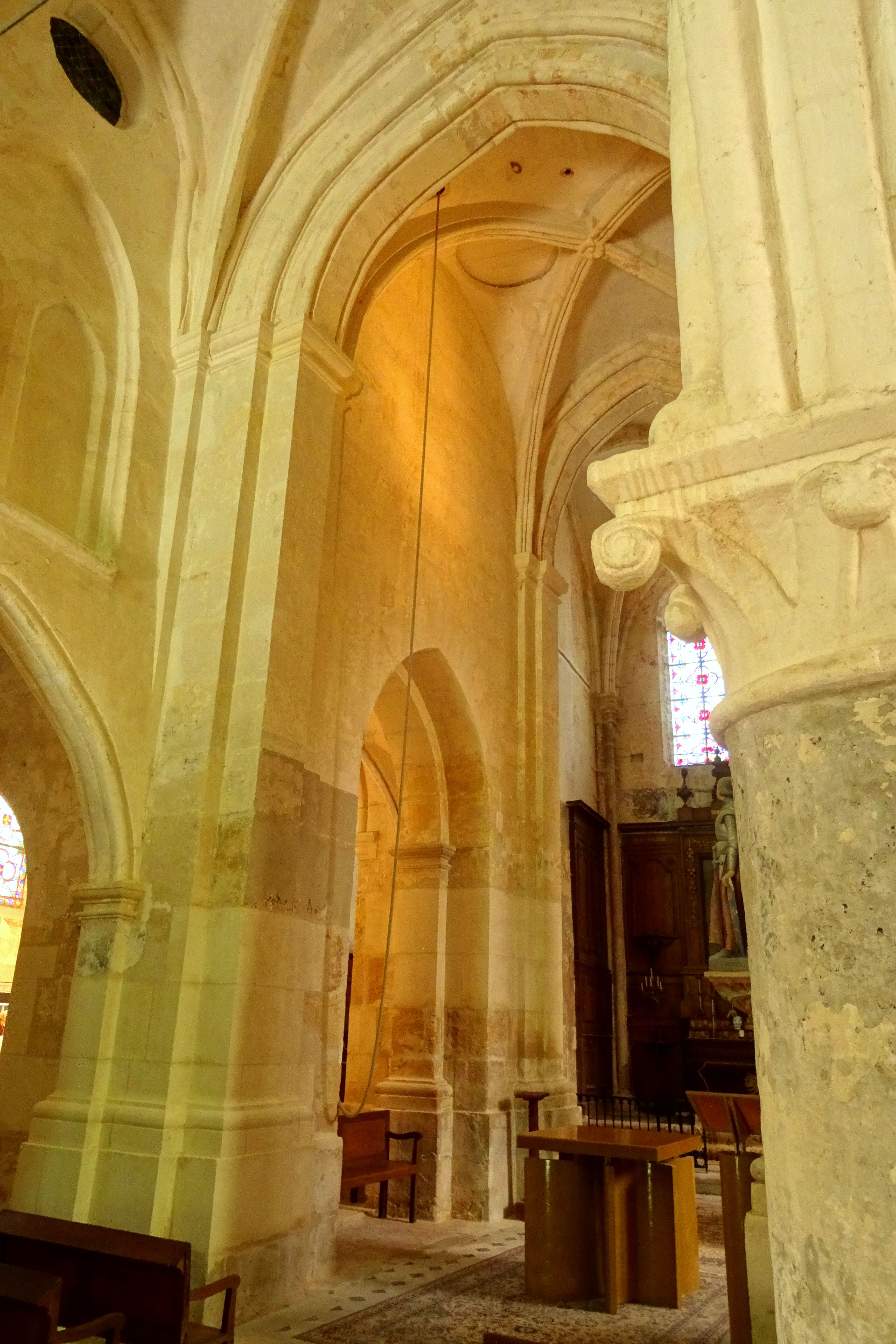
Base du clocher, vue vers le nord-est : la voûte est gothique, les supports sont de style classique, l'étage au-dessus est en partie roman.

Pour celui qui entre par le portail occidental, l'aspect le plus marquant de l'église de Livilliers est la nef à trois niveaux d'élévation, insoupçonnée derrière les toits en appentis des bas-côtés cachant les murs gouttereaux de la nef, et la sobriété extrême des parties gothiques de l'église à l'extérieur, hormis le portail. Louis Régnier est passé à côté des oculi qui servaient de fenêtres hautes, bouchés depuis plusieurs siècles, jusqu'à leur rétablissement (sans jour sur l'extérieur) en 2017-2018, mais néanmoins détectables depuis les combles des bas-côtés. — Pour celui qui entre par le portail septentrional, l'aspect le plus frappant est l'absence de voûtement dans le bas-côté, malgré le voûtement de la nef et la présence de départs de voûte, et la présence de volumineux contreforts de 130 cm à 160 cm de longueur : certes soigneusement appareillés en pierre de taille, mais « irréguliers, dissymétriques, implantés un peu de travers pour certains, ils grèvent tout l'espace des collatéraux ». Ceux-ci existent aussi dans le bas-côté sud, qui n'est pas non plus voûté.
Il n'y a pas que les « pieds de gerbe » de la Renaissance le long du mur du bas-côté nord, mais aussi un groupe de deux colonnettes gothiques du XIIIe siècle dans l'angle sud-ouest, avec une partie des voûtains adjacents. Louis Régnier prend ainsi pour acquis l'effondrement des voûtes gothiques des bas-côtés en raison de l'absence d'arc-boutants, et donc de l'imprudence du maître d'œuvre, et fait le rapprochement avec Ennery, où la nef n'est toutefois pas voûtée, et où l'on ignore si des voûtes ont initialement existé. En l'occurrence, le déversement des murs latéraux de la nef, toujours visible, et impossible à corriger, aurait donc écrasé les voûtes des bas-côtés, et afin de sauver au moins les voûtes de la nef haute, on aurait érigé des contreforts dans les bas-côtés.
Étant donné les autres omissions de l'auteur, Claire Guiorgadzé ne tient pas compte de l'avis de Régnier, mais c'est néanmoins l'historien de l'art amateur le plus avisé dans le Vexin dans son temps, et son expérience ne fait pas de doute. Selon l'architecte au contraire, les contreforts auraient été bâtis afin de pouvoir remettre à plus tard l'exécution du voûtement des bas-côtés (ou des bas-côtés tout en entier), sans qu'elle justifie néanmoins l'effort disproportionné accepté par le maître d'œuvre pour exécuter les voûtes sous ces conditions, et sans qu'elle tienne trop compte de la réalité qui s'observe dans de nombreuses églises, qu'au cas de manque de moyens, l'on procède au voûtement des bas-côtés au détriment de la nef, et non le contraire. Pour étayer sa thèse, Claire Guiorgadzé attire l'attention sur les parties hautes des contreforts, visibles dans les combles des bas-côtés, qui font 52 cm de ressaut devant les murs, et présentent un caractère définitif. Ces contreforts étaient destinés à prendre appui sur les voûtes des bas-côtés, et prouveraient que les parties basses des contreforts n'auraient pas pu être ajoutées après coup, faute de quoi les parties hautes auraient été suspendues dans le vide. De surcroît, les contreforts sont munis de larmiers, dont la fonction est en principe de contrer le ruissellement des eaux pluviales sur le massif, ce qui indiquerait que les contreforts étaient pendant un temps exposés aux intempéries. En fait, l'architecte dément uniquement l'hypothèse que la nef voûtée aurait existé pendant un certain temps sans les contreforts encombrant les bas-côtés, hypothèse qu'aucun auteur ne semble avoir formulée, et ne fournit pas d'argument contre la thèse de l'effondrement de Régnier.

### Les remaniements après l'achèvement
Au XVIe siècle en tout cas, les bas-côtés de la nef ne sont pas voûtés, et les murs latéraux de la nef, surtout dans la troisième et la quatrième travée côté nord, déversent de manière notable, jusqu'à 30 cm sur une hauteur de 5 m. C'est dans ce contexte qu'il faut situer la décision du conseil de fabrique de faire bâtir un porche massif devant le bas-côté nord. Il aurait pu aider la structure du bas-côté nord solidifiée par des voûtes à résister contre la poussée des voûtes de la nef,, « le plus beau que faire se pourra ». À juste titre, Louis Régnier constate que les maîtres d'ouvrage du XVIe siècle présumaient souvent de leurs forces et se trouvaient obligés, faute de fonds, de s'arrêter à moitié chemin. C'est à tort néanmoins qu'il attribue la paternité du porche au maître-maçon Nicolas Le Mercier de Pontoise, qui est connu pour avoir repris de son père la maîtrise d'œuvre des collatéraux Renaissance de l'église Saint-Maclou. Catherine Crnokrak a retrouvé les marchés passés par les marguilliers de Livilliers avec Garnot Gerbault, maître-maçon à Pontoise, en 1560 et 1563, et avec Andry Quatrevau, tailleur de pierre à Pontoise, en 1574. Le porche est bien achevé, et le mur gouttereau du bas-côté de la nef est totalement bâti à neuf, mais comme déjà signalé, le voûtement n'est finalement pas effectué, et le bas-côté sud n'est pas du tout entamé. Le bas-côté gothique reste donc en place au sud, non sans connaître des remaniements laissant leurs traces dans l'appareil. Dans un premier temps, les bas-côtés sont dépourvus de plafond, et on peut voir directement la charpente. Cela est prouvé par le décor en faux-joint sous la forme de traits blancs posé sur le badigeon gris qui recouvre les murs de la nef au-dessus du plafond. Au nord, le plafond date du XVIIe siècle ou du XVIIIe siècle ; au sud, il ne date que de la fin du XIXe siècle ou du début du XXe siècle. Le bois du plafond était caché par une couche de plâtre avant la restauration récente.
À la période classique, l'on reprend des travaux, mais cette fois-ci uniquement dans le but de préserver l'édifice, sans envisager son embellissement. Il s'agit d'une nouvelle reprise en sous-œuvre du clocher, qui concerne la pile nord-ouest en totalité, les trois autres piles en partie, les supports des arcades latérales vers les chapelles, les piliers engagés entre les deux travées de la chapelle latérale nord, et le pilier engagé dans l'angle sud-est de la deuxième travée de la chapelle latérale sud. Le résultat le plus visible sont les tailloirs, que l'on peut qualifier de chapiteaux doriques, qui se substituent aux chapiteaux gothiques. Les arc-doubleaux et voûtes gothiques sont toutefois conservés. La même campagne de travaux est susceptible de concerner aussi les parties hautes du clocher, où l'étage de beffroi roman est raccourci. Les baies d'origine (habituellement deux sur chaque face) sont bouchées et remplacées par une baie unique, implantée plus bas, sur chaque face. Ces travaux ne sont pas datés par des documents d'archive ; on peut les situer entre la fin du XVIIe siècle et le milieu du XVIIIe siècle. — En 1751, des tirants, contrefiches et butons sont posés en travers de la nef par les paroissiens, comme le révèle une lettre adressée par le curé de Livilliers à l'abbé commendataire de Conflans-Sainte-Honorine. En haut de chaque travée de la nef, un tirant en bois sous la forme d'une poutre en chêne est mis en place et ancré dans les murs qui bouchent les anciens oculi, donc les parties les plus fragiles des murs. Ce n'est pas non plus à cette hauteur que s'excercent les poussées responsables du dévers des murs, et ce n'est pas au milieu des travées, mais c’est au niveau des supports sur lesquels retombent les arc-doubleaux. En dessous du troisième arc-doubleau, un tirant en fer a toutefois été posé de manière sensée. Plus bas, à mi-hauteur des arcs des grandes arcades, le dispositif est complété par un buton, soit une autre poutre, dont la mission est d'empêcher un dévers vers l'intérieur comme résultat involontaire de l'effet du tirant. S'y ajoute une contrefiche en charpente derrière le pilier, dans le comble du bas-côté nord.

### Les restaurations depuis leXIXesiècle

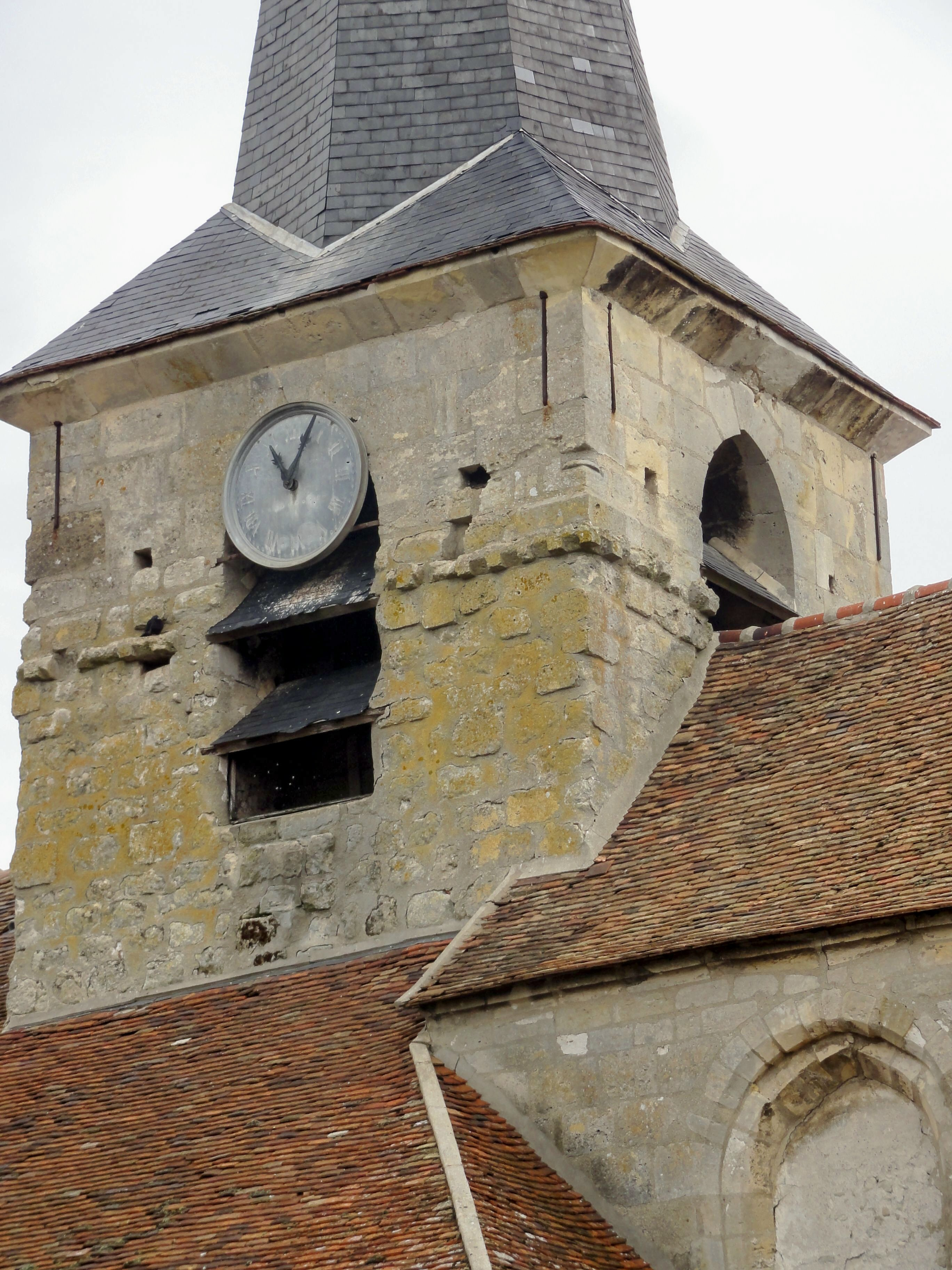
Clocher, côté sud-est, avant la restauration.

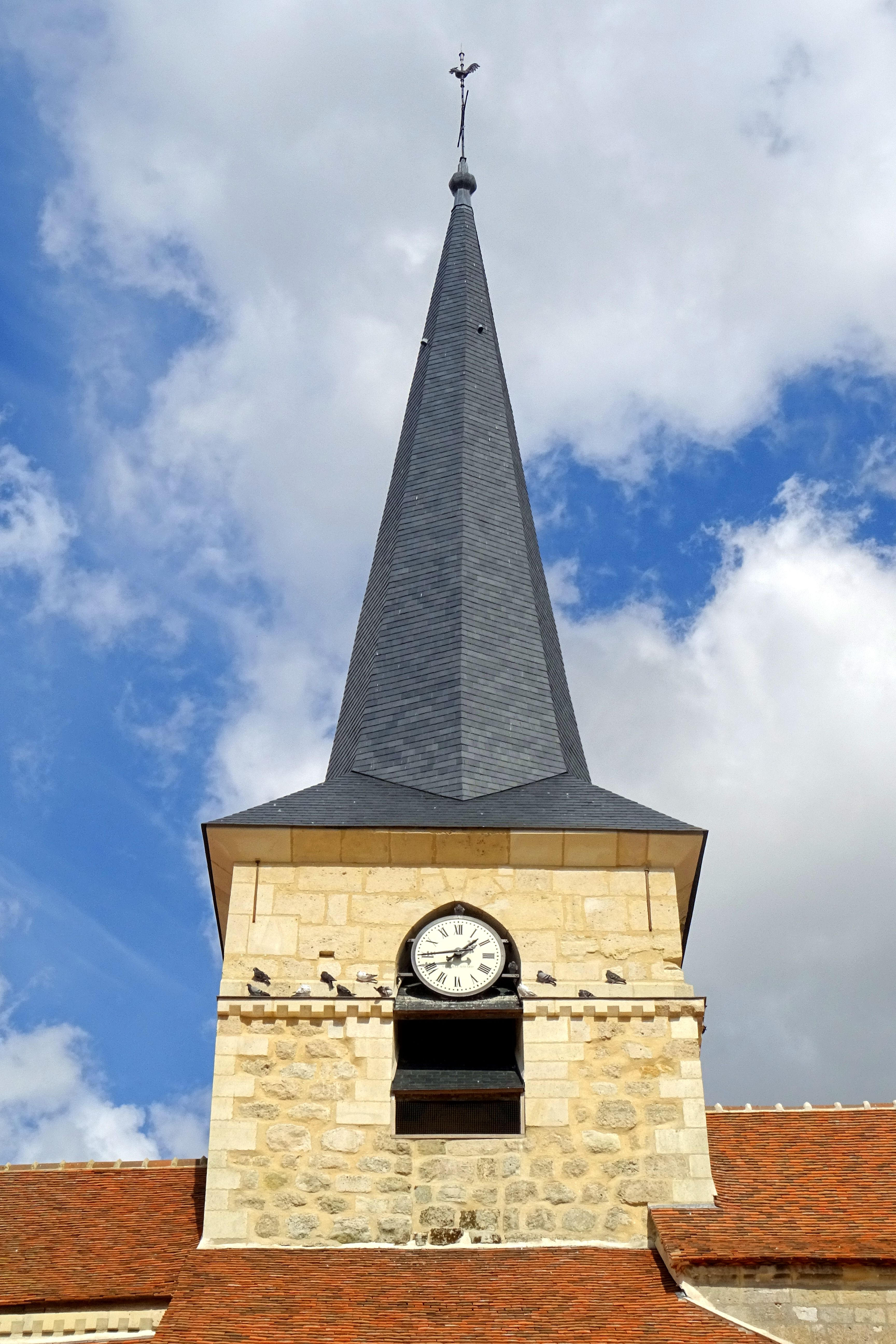
Clocher, côté sud, après la restauration.

La flèche en charpente et recouverte d'ardoise est une adjonction tardive. Une flèche semblable est toutefois attestée dès le XVIIIe siècle par des petits dessins qui figurent sur les terriers de Génicourt et Livilliers. La couverture en ardoise et en plomb est refait par Noël fils, entrepreneur à Nesles-la-Vallée, courant août 1877. La cloche de 1696 est refondue en 1896,. Le classement au titre des monuments historiques par arrêté du 12 juin 1936 donne lieu à un diagnostic par l'architecte en chef des monuments historiques, Jules Formigé. Aussitôt, est lancée la réparation du porche et de la façade occidentale. Claire Guiorgadzé apporte un jugement mitigé de ces interventions : « Beaucoup de pierres neuves, de béton et de ciment, de sculptures refaites ». En 1951, un ouragan fait des ravages et requiert une réparation des toitures. En 1954, c'est la foudre qui endommage la flèche. Elle est remise en état sous l'égide de l'architecte en chef Sylvain Stym-Popper. En 1965, la commune sollicite un devis pour la restauration intérieure, sans donner suite. Des travaux sur la toiture du collatéral nord sont effectués entre 1960 et 1974. En 1974, le porche est mis hors d'eau et consolidé, soit 38 ans seulement après des travaux similaires. Puis entre 1987 et 1990, sous la direction de l'architecte en chef Pierre-André Lablaude, la restauration des charpentes et couvertures de la nef, de la chapelle latérale sud du chœur et de la sacristie est effectuée, ainsi que la réduction de la sacristie (pour faire passer la route par le sud de l'église) et la restauration des maçonneries attenantes. Mais rien n'est fait pour parer au problème le plus menaçant, et le plus complexe à résoudre : les désordres de structure. Par mesure de précaution, la sonnerie à la volée de la cloche est donc suspendue en 1992. En 2008, la chute d'une pierre de la corniche du clocher fait un trou dans la couverture de la nef, et en 2011, le recouvrement en plâtre du plafond du bas-côté sud tombe en partie. Décision est prise de fermer l'église au culte, hormis les baptêmes et enterrements. L'arrêté de péril du 11 septembre 2014 entraîne la fermeture totale.
Au moment de l'arrêté de péril, le diagnostic de l'édifice et l'étude préalable aux travaux ont déjà été menés. Cependant, la définition des tranches de travaux ne suit pas les propositions initiales de l'architecte. La première tranche, ferme, doit concerner la consolidation de la structure de la nef, et la restauration des toitures en tuiles de la nef, des bas-côtés et chapelles, du porche et de la sacristie. Ce qui a été fait sous Lablaude doit donc être refait, car les éléments des charpentes n'avaient pas été suffisamment renouvelées, et la qualité des tuiles industrielles employées entre 1960 et 1990 s'est avérée insatisfaisante. La deuxième tranche, optionelle, concerne le clocher à tous ses aspects, des grands arcs jusqu'au sommet de la flèche, ainsi que la toiture du chœur. Ce sont, en somme, les travaux compris dans la hypothèse 1 formulée par Claire Guiorgadzé : réparer dans l'état les dispositifs de consolidation ajoutés au cours des
siècles. L’hypothèse 2 était de restaurer la nef en remettant en valeur son architecture gothique, en replaçant les toits des collatéraux à leur ancien niveau afin de dégager les oculi qui éclairaient la nef après son achèvement au XIIIe siècle. Trois ans sont nécessaires pour la planification du budget, pour les formalités administratives, pour le bouclage du financement et pour les appels d'offres. La municipalité initie rapidement la fondation de l'association pour la Sauvegarde de l'église de Livilliers (ASEL), dont le principal objet est l'encouragement du mécénat. Les deux tranches sont votées et approuvées. Le montant global prévisionnel des travaux se chiffre à 884 490 € hors taxes, dont 22,15 % sont à assumer par la commune, et dont la totalité est à financer jusqu'à la réception des subventions. Cela dépasse les moyens d'un petit village de moins de 400 habitants. Sollicitée par l'ASEL, la Fondation du patrimoine organise une campagne de levée de fonds afin de venir au secours de la commune, et parvient à réunir 98 971 € de dons, auxquels elle ajoute 15 000 € de moyens propres. Par dérogation, cette somme n'est pas comptabilisée parmi les aides publiques, qui ne doivent pas dépasser 20 % du montant total, et est considérée comme faisant partie des moyens propres de la commune,. L'État via la DRAC Île-de-France paie la majeure partie, soit 40 % ; la région prend en charge 20,57 % ; et le département contribue à concurrence de 17,28 %.
Le chantier démarre pleinement vers la mi-mars 2017 avec l'installation des échafaudages autour de l'église. L'extérieur de l'église se refait une beauté, mais la principale préoccupation est bien entendu d'assurer la pérennité de l'édifice. Enfin consolidée, la nef est débarrassée de la tribune occidentale de la fin du XIXe siècle ou du début du XXe siècle qui l'encombrait, et des poutres en bois qui la traversaient depuis 1751. Leur mission est mieux accomplie par trois nouveaux tirants en métal très fins, qui ne gênent pas l'esthétique de l'espace intérieur. Les oculi sont rétablis, et équipés de vitraux, qui permettent au moins de simuler l'entrée du jour par un rétroéclairage électrique. Les travaux de la première tranche sont réceptionnés le 15 mars 2018. La deuxième tranche est lancée le 29 octobre 2018. Elle comporte deux étapes particulièrement spectaculaires, à savoir la dépose de la flèche du clocher et du beffroi par une grue, le 21 novembre 2018, et leur remise en place sept mois plus tard. Les travaux de la deuxième tranche sont réceptionnés le 30 décembre 2019. L'église est de nouveau ouverte au public le 23 janvier 2020, et une célébration inaugurale est organisée le 1er février 2020. Manque encore le renouvellement des installations électriques. La paroisse de Pontoise, dont Livilliers dépend sur le plan religieux, n'a pas repris la célébration de messes régulières, mais l'église Notre-Dame-de-la-Nativité-et-Saint-Fiacre de Livilliers accueille occasionnellement des messes dominicales et des célébrations particulières.

## Description

### Aperçu général

Plan de l'église.

Orientée à peu près régulièrement, avec une nette déviation vers le sud-est du côté du chevet, et une déviation encore plus importante dans la nef qui n'est pas bâtie dans le même axe que la base du clocher et le chœur, l'église répond à un plan symétrique assez simple, basé sur le plan basilical et le plan cruciforme, mais sans transept véritable. Elle se compose d'un vaisseau central voûté d'ogives, flanqué de deux collatéraux. Le vaisseau central est constitué d'une nef de quatre travées, à trois niveaux d'élévation, de la base du clocher, et du chœur d'une travée unique à chevet plat. Les voûtes des trois composantes sont portées à une hauteur comparable, la nef étant la partie la plus haute. Les collatéraux ne présentent pas de subdivisions le long de la nef, hormis les grandes arcades et contreforts de celle-ci. Le long de la base du clocher et du chœur, ils prennent la forme de chapelles latérales à deux travées voûtées d'ogives, la première travée étant plus profonde que la deuxième. Ce plan se rapproche de l'église relativement voisine de Théméricourt, où le voûtement de la nef a toutefois été effectué après coup. S'y ajoutent un porche bâti en dur devant le portail latéral de la troisième travée du bas-côté nord, et une sacristie devant le chevet de la chapelle latérale sud. On entre dans l'église par le portail occidental de la nef ou par le portail latéral sous le porche. Les combles sont desservis par une tourelle d'escalier intégré dans le contrefort à droite de la façade occidentale de la nef. À l'intérieur, une coursière en bas de la fenêtre haute permet de passer du côté sud vers le côté nord. Les toitures de la nef et du chœur sont à double versant avec un pignon en façade et un autre au chevet, tandis que les collatéraux sont munis de toits en appentis. Le porche est, quant à lui, muni d'une toiture à double versant avec un pignon côté nord. La couverture est réalisée en tuiles plates. Au-dessus de sa base, le clocher se compose d'un premier étage aveugle, anciennement éclairé par des baies latérales, d'un étage de beffroi, et d'une flèche octogonale en charpente sur une base pyramidale. Elle est recouverte d'ardoise.

### Intérieur

#### Nef

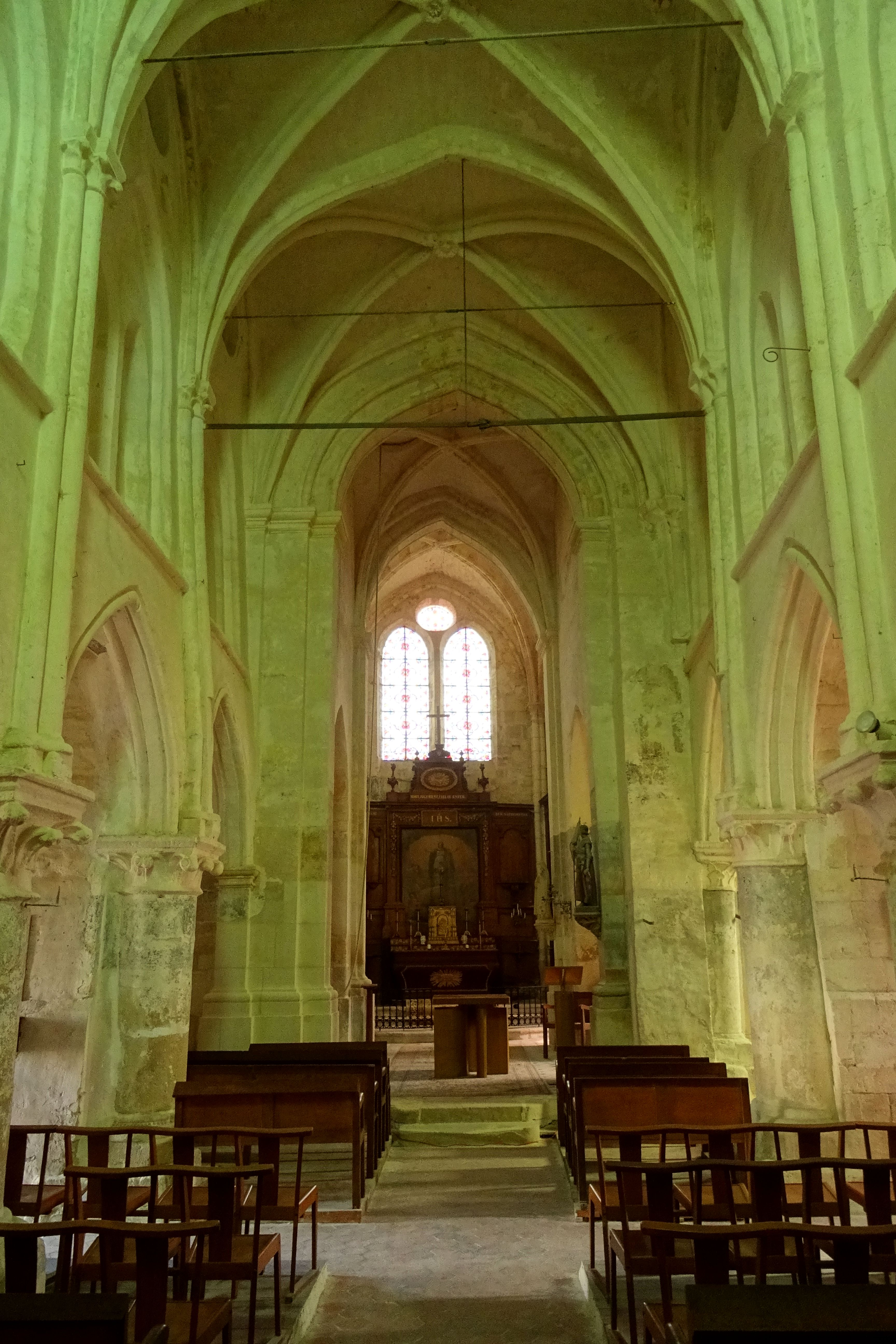
Nef, vue vers l'est.

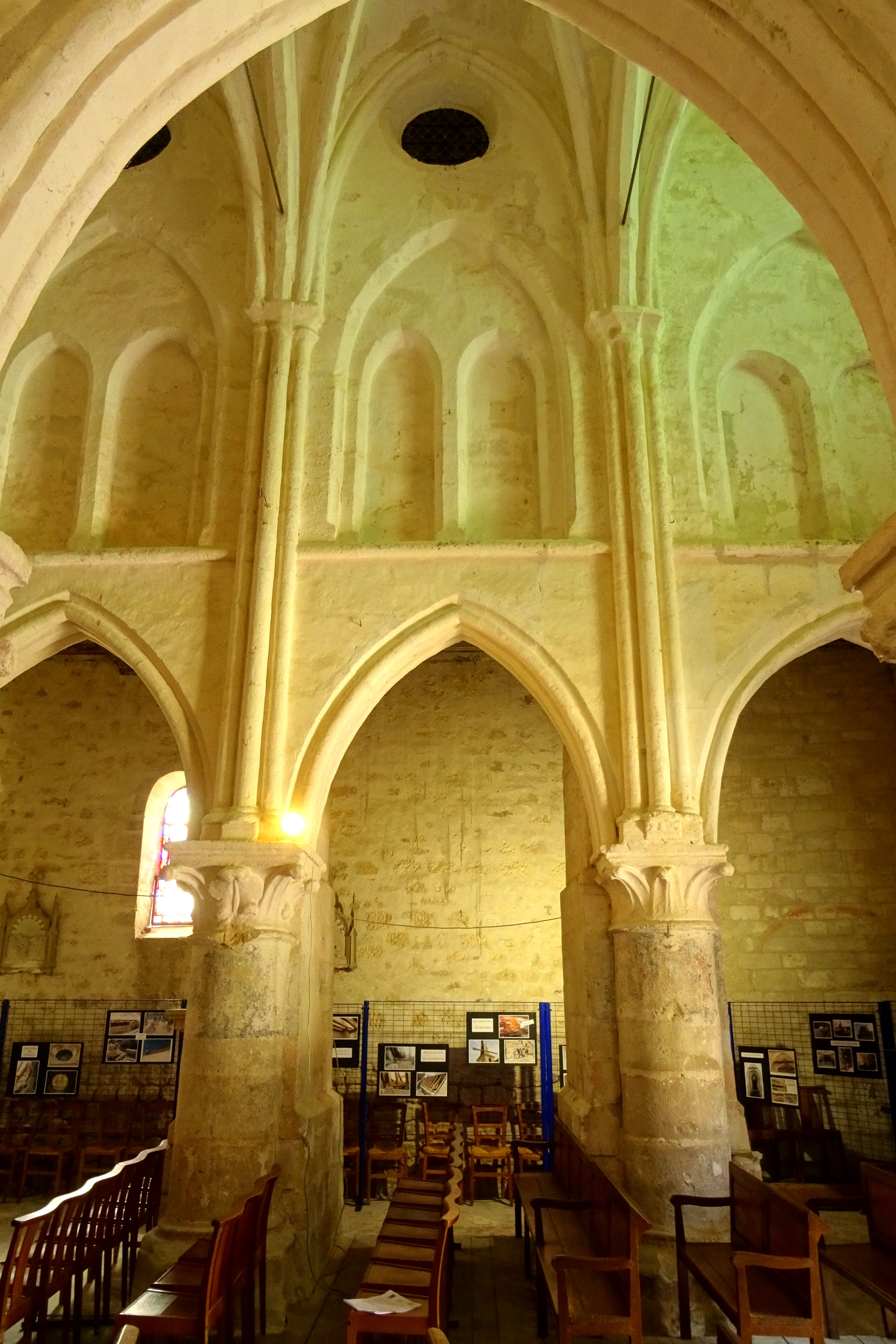
Nef, 2e travée, élévation sud.

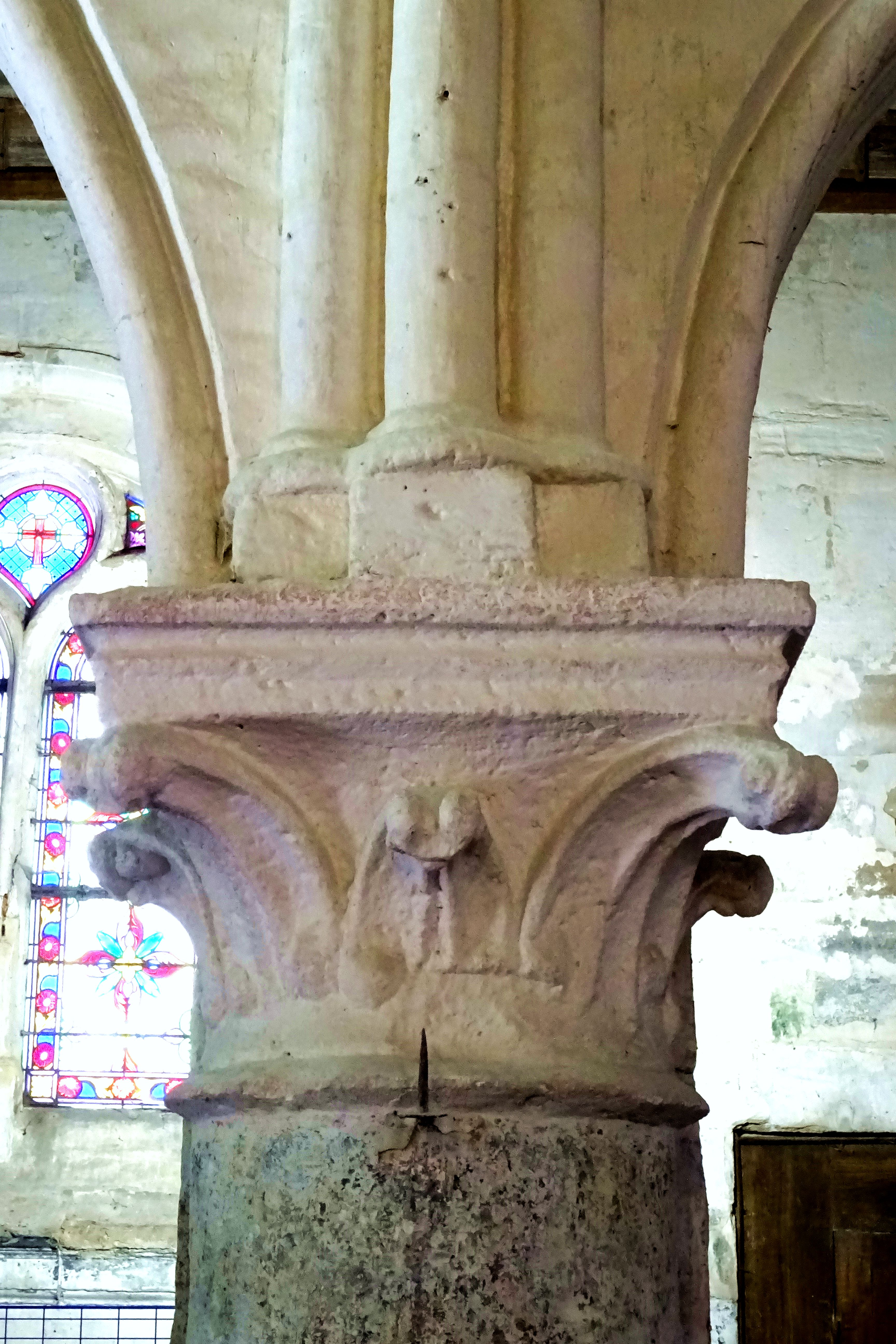
Nef, 2e pilier libre du nord, retombée des colonnettes du 2e ordre.

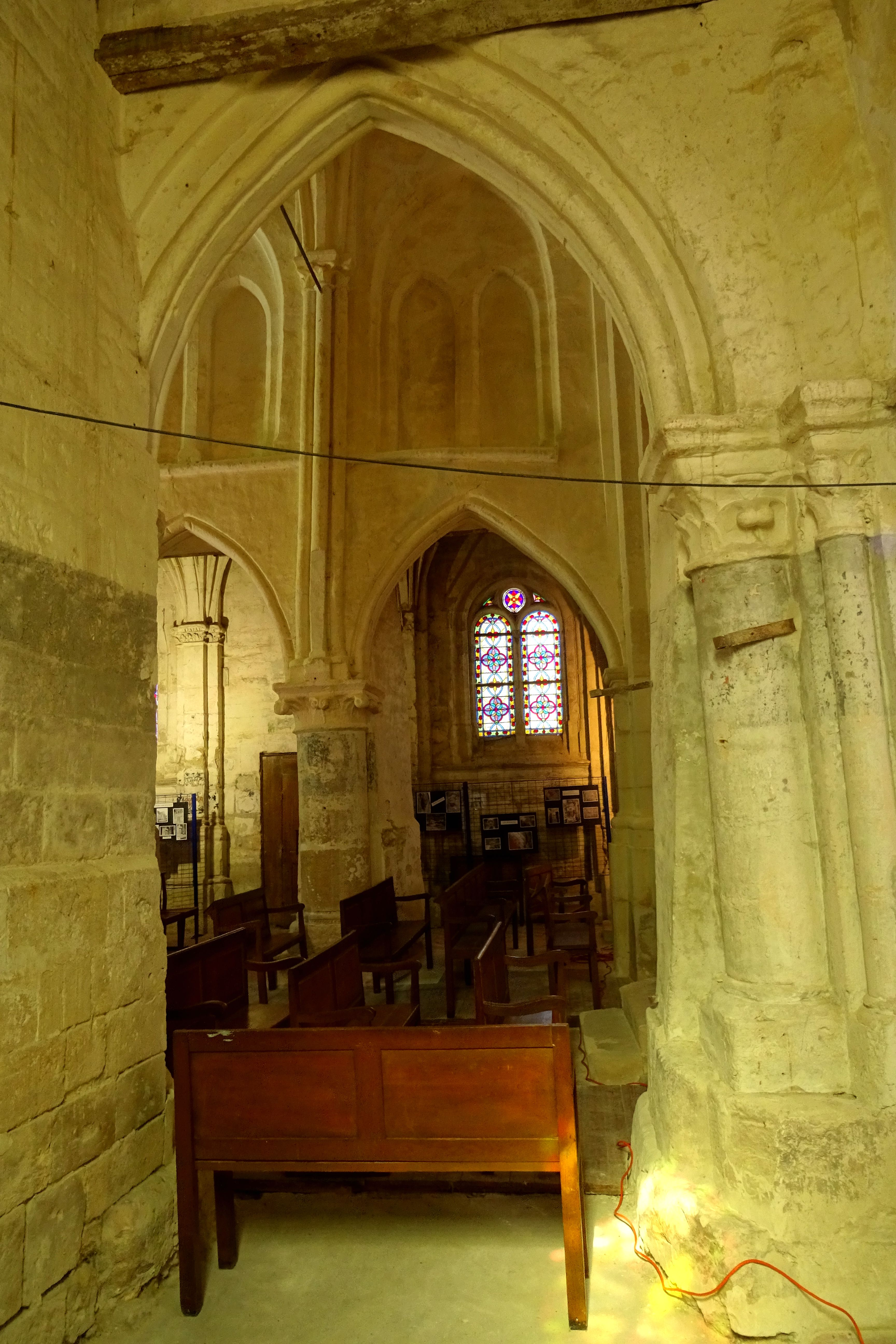
Vue par la 4e grande arcade du sud dans la nef.

L'exhaussement des murs des bas-côtés fait arriver leurs plafonds à mi-hauteur des arcatures du deuxième niveau d'élévation, et l'augmentation de la déclivité des toits en appentis fait disparaître les murs gouttereaux derrière eux, hormis la corniche. La silhouette ramassée qui en résulte n'est pas à l'avantage de l'édifice, et ne présage pas d'une nef élevée, de proportions harmonieuses, à trois niveaux d'élévation. Pour 4,50 m de largeur, elle atteint 10 m de hauteur, et à peine plus de longueur. En dépit de la pénombre qui y règne en permanence, puisque l'éclairage par la lumière naturelle repose sur une unique lancette en haut du mur occidental, la nef apparaît toujours comme une construction élégante. Mais comme le révèle un regard sur les baies, non moulurées, du semblant de triforium, et sur le décalage croissant entre les piédroits de l'arcade sous le clocher et les murs de la nef du bas vers le haut, élégance rime ici avec rusticité. La profondeur des travées n'est pas identique (c'est la première qui est la plus longue), et la largeur des différentes grandes arcades n'est pas non plus exactement la même. Mais c'est surtout le découpage des élévations latérales entre ses trois niveaux qui s'opère selon des principes inhabituels, vraisemblablement aléatoires. Les colonnes des grandes arcades, de 65 cm de diamètre, avec leurs gros chapiteaux, sont ainsi sensiblement plus courtes que les faisceaux de trois colonnettes qui supportent les chapiteaux du second ordre, dont les socles reposent sur les tailloirs débordants des gros chapiteaux. On n'a pas non plus aligné les impostes des arcatures du deuxième niveau, ou sinon leurs sommets, sur les chapiteaux du second ordre. Si les impostes des arcatures se situent un peu en dessous du niveau des chapiteaux, leurs sommets empiètent nettement sur la lunette des voûtes, extrêmement aigu en raison de la faible profondeur des travées. Pour les oculi, ne reste donc guère plus que le tiers supérieur des lunettes des voûtes.
Dans le mur occidental, le portail, nettement désaxé vers le nord, s'inscrit sous un arc de décharge percé d'un oculus. Il fallait laisser assez d'intervalle entre le portail et la porte de la cage d'escalier. Dans les angles, de part et d'autre d'un ressaut du mur, des paires de colonnettes montent depuis le sol directement jusqu'aux chapiteaux du second ordre, qui concernent ici les ogives et les formerets latéraux. Au niveau du seuil des arcatures du triforium simulé, un léger encorbellement permet de faire passer une coursière afin de relier la tourelle d'escalier, côté sud, aux combles du collatéral nord. La coursière est en grande partie prise dans l'épaisseur du mur, ce qui fait que la nef commence, à l'ouest, par une courte section voûtée en berceau, et qu'il n'y a pas de formeret. Une haute balustrade protège le passage. Les grandes arcades débutent par un pilier engagé de plus petit diamètre que les piliers libres, avec un chapiteau également plus petit et un tailloir non débordant. Elles sont moulurées d'un gros tore de chaque côté, séparé du méplat central par de profonds cavets. S'y ajoute un second rouleau, vers le bas-côté, dans les deux premières travées seulement. Ensuite, une simple poutre en bois, toujours vers le bas-côté, a été jugé suffisant. L'épaisseur des arcades varie ainsi entre 47 cm dans la première travée, et 33 cm seulement dans la quatrième travée. Les tailloirs, de faible épaisseur, sont moulurés d'une gorge entre deux filets. Le premier au sud et le dernier au nord ont été refaits, et se présentent comme de simples tablettes dont l'arête inférieure a été taillée en biseau. Les gros chapiteaux, tous un peu différents, sont sculptés d'un seul rang de feuillages aux extrémités recourbées en crochets, plus ou moins saillantes, ou dans un cas, de feuilles polylobées entre les crochets d'angle. Les colonnes proprement dites se composent de seulement trois tambours, ainsi que d'une base profilée d'un petit et d'un grand tore aplatis, séparés d'un rang de denticules, et d'un socle carré, à angles abattus. À l'est, les grandes arcades se terminent, en principe, comme elles ont commencé ; cependant, le chapiteau engagé au nord a été remplacé par un pilastre dorique lors de la reprise en sous-œuvre du clocher à la période classique,.
Afin de comprendre le deuxième niveau d'élévation, il est nécessaire de résoudre la confusion terminologique qui règne chez les différents auteurs. Bernard Duhamel parle d'un triforium aveugle, Louis Régnier de fausses tribunes qui s'ouvraient jadis sur les combles des bas-côtés, et Claire Guiorgadzé d'un faux (?) triforium et d'un triforium aveugle, terme vraisemblablement inspiré de Duhamel. Étant donné l'examination du revers de ces arcatures aveugles menée par l'architecte dans les combles des bas-côtés, c'est Louis Régnier qui a trouvé le terme approprié. Les tribunes, disposition réservée à des églises importantes, sont des salles voûtées avec jour sur l'extérieur, comme on en trouve dans les chœurs de Saint-Germer-de-Fly et Saint-Leu-d'Esserent, et dans les cathédrales de Noyon et Senlis, par exemple. Les fausses tribunes, assez répandues dans la région, constituent une version simplifiée, plus économique, des tribunes véritables. Elles tiennent des tribunes les galeries d'arcades ouvertes sur le vaisseau central ou le transept de l'église, mais sont dépourvues de voûtes, souvent aussi de plancher (on marche sur les voûtes des bas-côtés) et le plus souvent de jours sur l'extérieur, du fait du couvrement des bas-côtés par un toit en appentis. En général, les galeries des fausses tribunes ont été obturées à l'époque moderne. L'exemple de l'église Saint-Étienne de Beauvais, dont l'histoire est particulièrement bien documentée, montre pourquoi : les fidèles s'étaient plaints des courants d'air. Le rétablissement des ouvertures au XIXe siècle est allé de pair avec la construction d'un mur de refend, ce qui donne l'impression d'un triforium, et démontre l'une des sources de confusion possibles. Dans les églises où l'on trouve des galeries ouvertes sur combles (nef de Beaumont-sur-Oise, chœur de Cambronne-lès-Clermont, nef de Santeuil...), c'est grâce à des restaurations. Des galeries bouchées peuvent donner l'apparence d'arcatures plaquées, qui, de tout temps, n'ont fait qu'esquisser ou simuler un triforium, comme à Champagne-sur-Oise, ou dans certaines travées d'Andrésy et de Poissy.
Souvent, la nef de Livilliers a été comparée à son homologue d'Ennery, où l'on ne sait pas s'il s'agit d'anciennes galeries ouvertes sur combles ou d'un triforium simulé, car certains blocs sculptés des baies sont taillés dans le même bloc que les murs qui les bouchent. C'est aussi le cas à Livilliers, où au moins la partie supérieure de la dernière baie au nord a été bouchée tardivement. Quoi qu'il en soit, le deuxième niveau d'élévation de l'église ne présente pas un faux triforium, car cette notion implique l'existence d'un mur de refend à une certaine distance des baies, de sorte que le spectateur ait l'impression d'un triforium. Le triforium est faux parce que l'on ne peut pas y circuler, ou parce que l'on ne peut pas passer directement d'une travée à l'autre, mais seulement par des portes accessibles depuis les combles, comme à Andrésy (en partie), Boissy-l’Aillerie, Marly-la-Ville, ou Nesles-la-Vallée. En ce qui concerne maintenant l'agencement des baies, même si l'on étend l'étude sur les autres églises du voisinage disposant de fausses tribunes, d'un faux triforium ou d'un triforium véritable (Auvers-sur-Oise, Bagneux, Brie-Comte-Robert, Bury, Chars, Cormeilles-en-Vexin, Domont, Gonesse, Gouvieux, Jouy-le-Moûtier, Mareil-Marly, Lagny-sur-Marne, Sarcelles, Taverny, Triel-sur-Seine...), l'on ne trouve pas d'exemple de baies non moulurées, non séparées de colonnettes à chapiteaux. Les galeries du deuxième niveau d'élévation de Livilliers se résument en effet à deux lancettes aux arêtes chanfreinées, s'inscrivant dans un arc de décharge en tiers-point, dont l'arête est moulurée d'une gorge. Ces baies prennent appui sur un cordon torique. On peut souligner l'analogie, probablement volontaire, avec la baie du chevet, où un oculus dans le tympan s'ajoute toutefois à la composition. Il existe encore une disposition plus simple pour le deuxième niveau d'élévation : des baies uniques en arc brisé (Cires-lès-Mello) ou rectangulaires (Champeaux). Quant aux baies du troisième niveau d'élévation, déjà signalées, on peut trouver une disposition semblable à Frouville, Grisy-les-Plâtres (baies bouchées), Mareil-Marly et Vallangoujard. Du fait de l'oubli de ces oculi, jusqu'à leur rétablissement récent (mais sans jour sur l'extérieur), l'église de Livilliers est quelquefois mentionnée à tort comme une église avec (faux) triforium sans étage de fenêtres hautes, au même titre que la nef inachevée de Beaumont-sur-Oise.
Pour venir au voûtement de la nef, les faisceaux de colonnettes des supports du second ordre ont déjà été décrits : ils reposent, par leurs socles, sur les tailloirs des gros chapiteaux. La colonnette médiane est placée en avant des deux autres. Les chapiteaux du second ordre sont sculptés de feuillages, qui se détachent nettement devant la corbeille. Cela donne des groupes de trois chapiteaux au droit des arc-doubleaux de la nef, dont celui du milieu est également placé en avant. Ils sont pourvus de tailloirs carrés, dont le profil est initialement analogue aux tailloirs des gros chapiteaux, de même que l'épaisseur de la tablette. Proportionnellement à la dimension des chapiteaux, ceci donne des tailloirs plus hauts. L'état de conservation des chapiteaux et tailloirs des voûtes de la nef n'est pas bon ; ils ont souffert des différentes tentatives de consolider la structure de la nef, et les détails disparaissent en partie sous l'épaisseur des badigeons de chaux. La fonction des chapiteaux médians est de supporter les arc-doubleaux. Ceux-ci accusent un profil inhabituellement étroit, et aussi inhabituellement simple, à savoir un méplat entre deux cavets. Très courant à la période de construction, et déjà bien avant, est en revanche le profil des ogives, soit un tore en profil d'amande devant un bandeau. Avec les formerets toriques devant les murs hauts de la nef, les ogives se partagent les mêmes tailloirs. Les clés de voûte arborent une fleur, sauf la première, qui a été cassée, et fut remplacée par un simple disque.

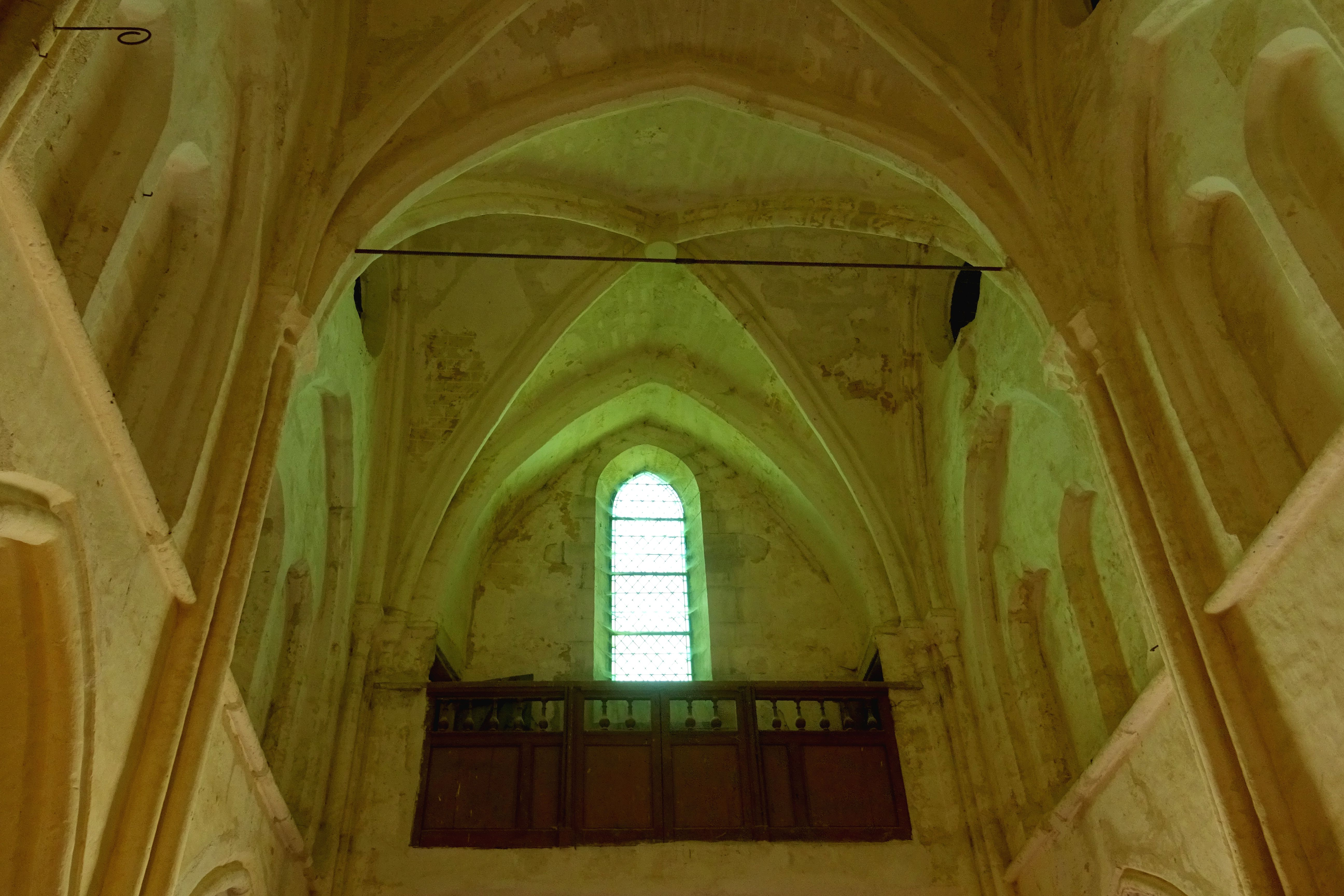
Nef, 1re travée, parties hautes, vue vers l'ouest.
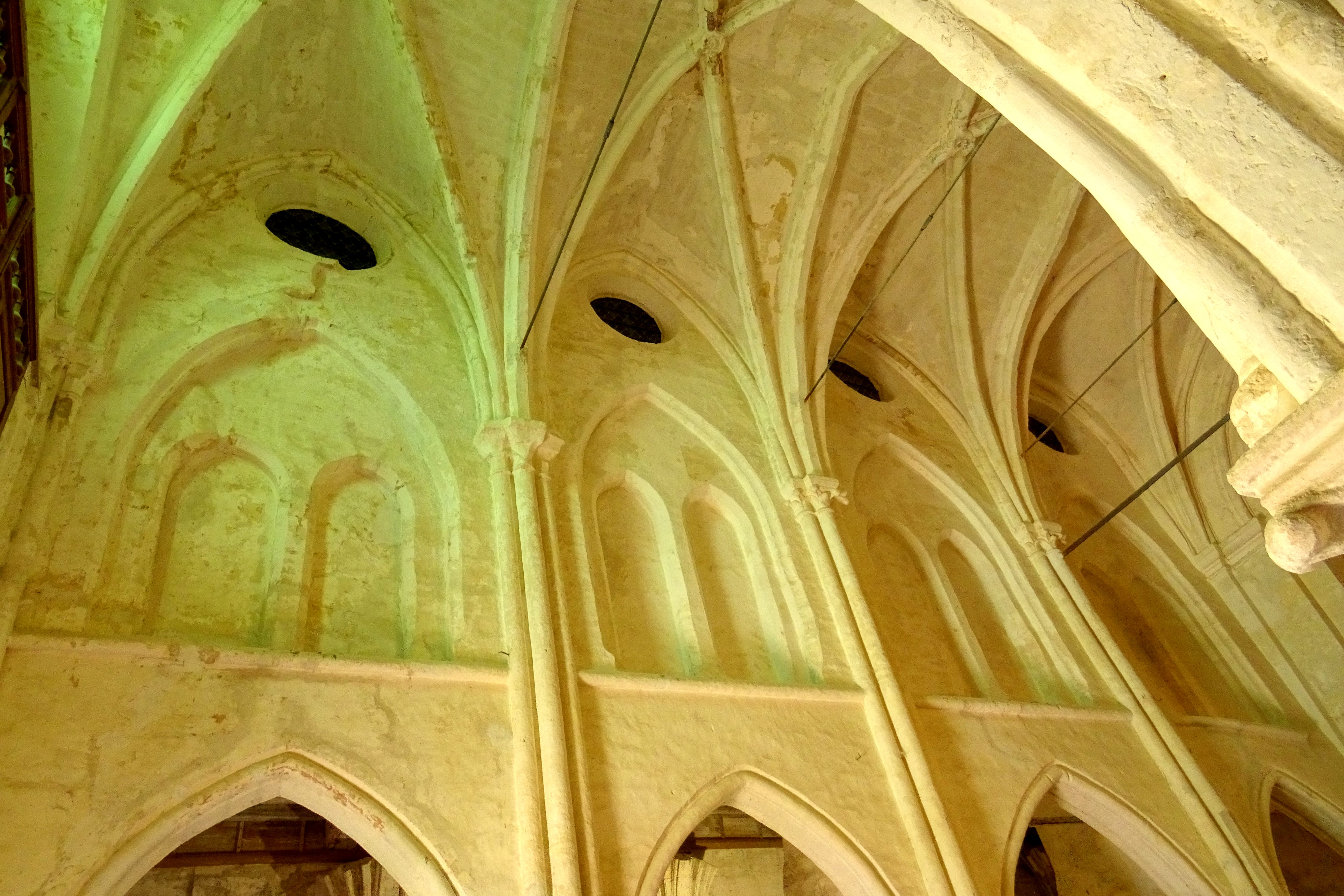
Nef, parties hautes côté nord.
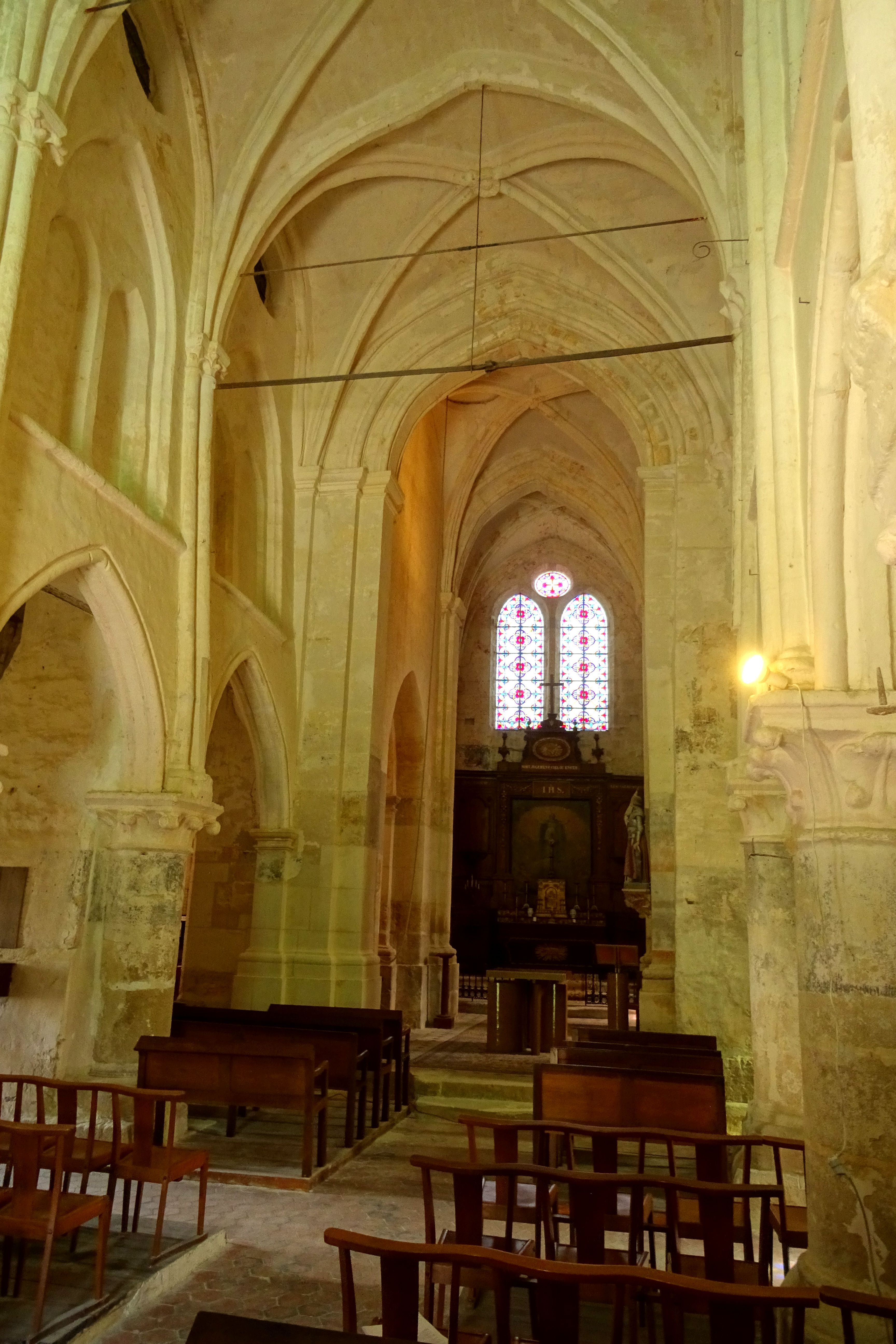
Nef, vue diagonale vers le nord-est.
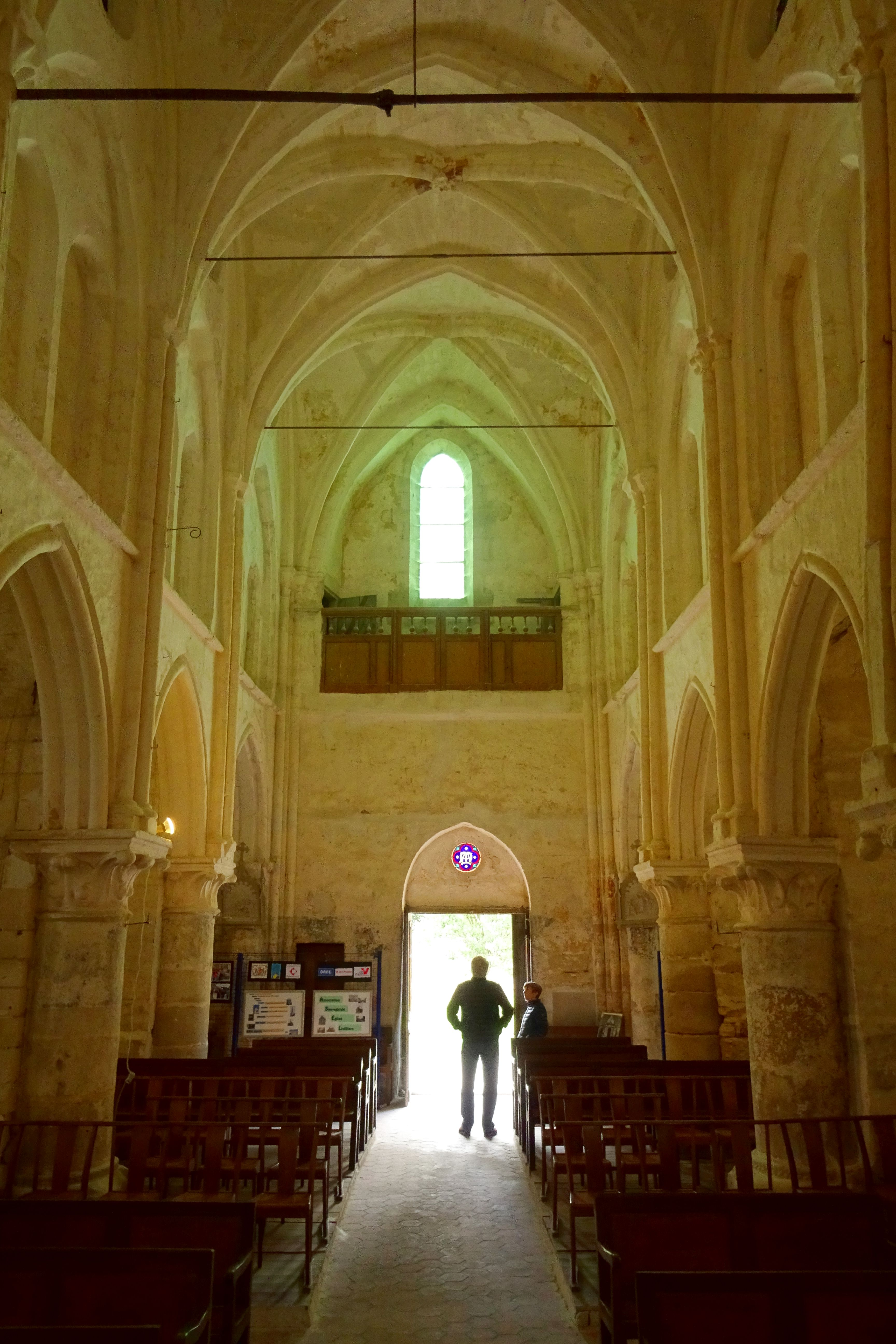
Nef, vue vers l'ouest.
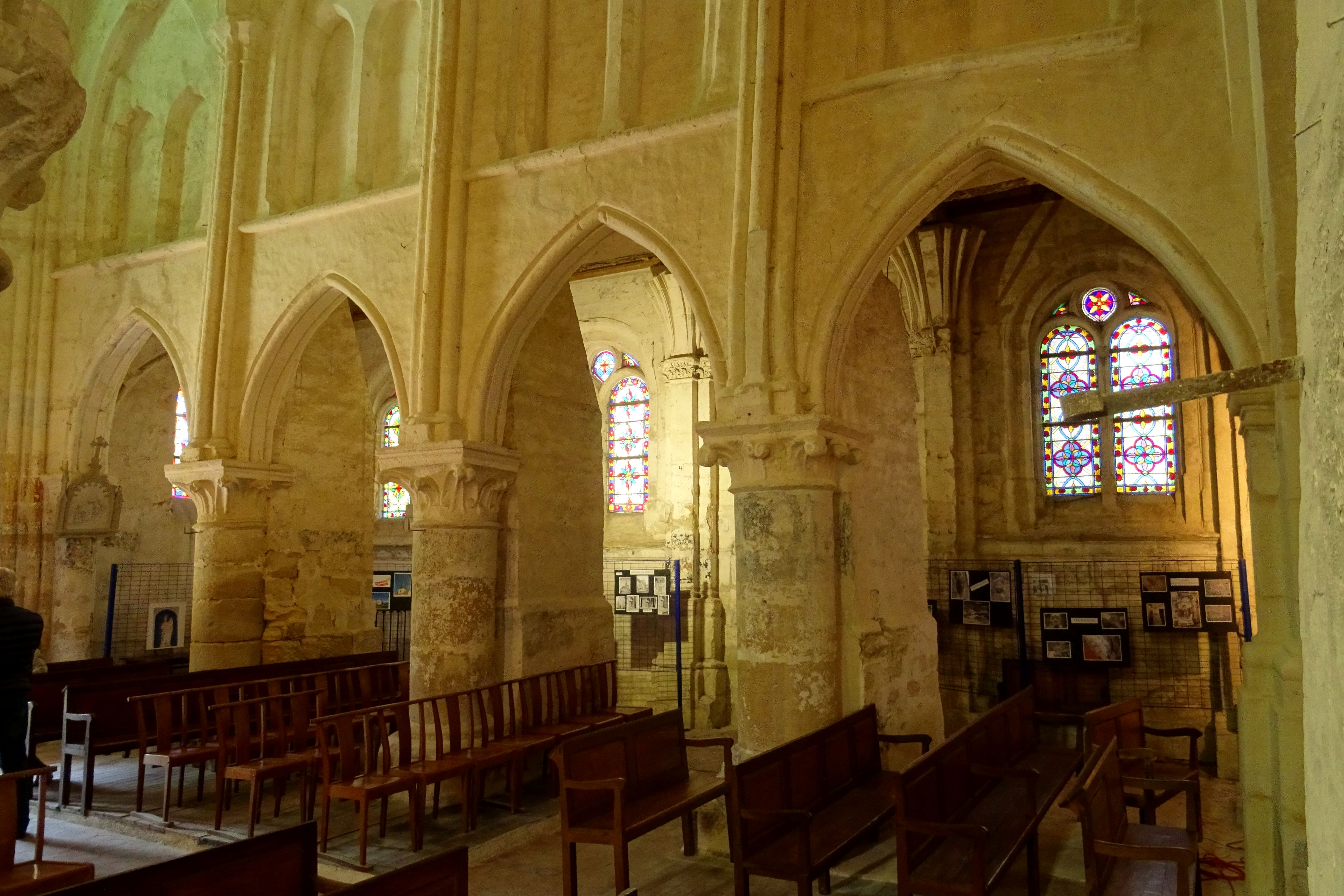
Nef, grandes arcades du nord.
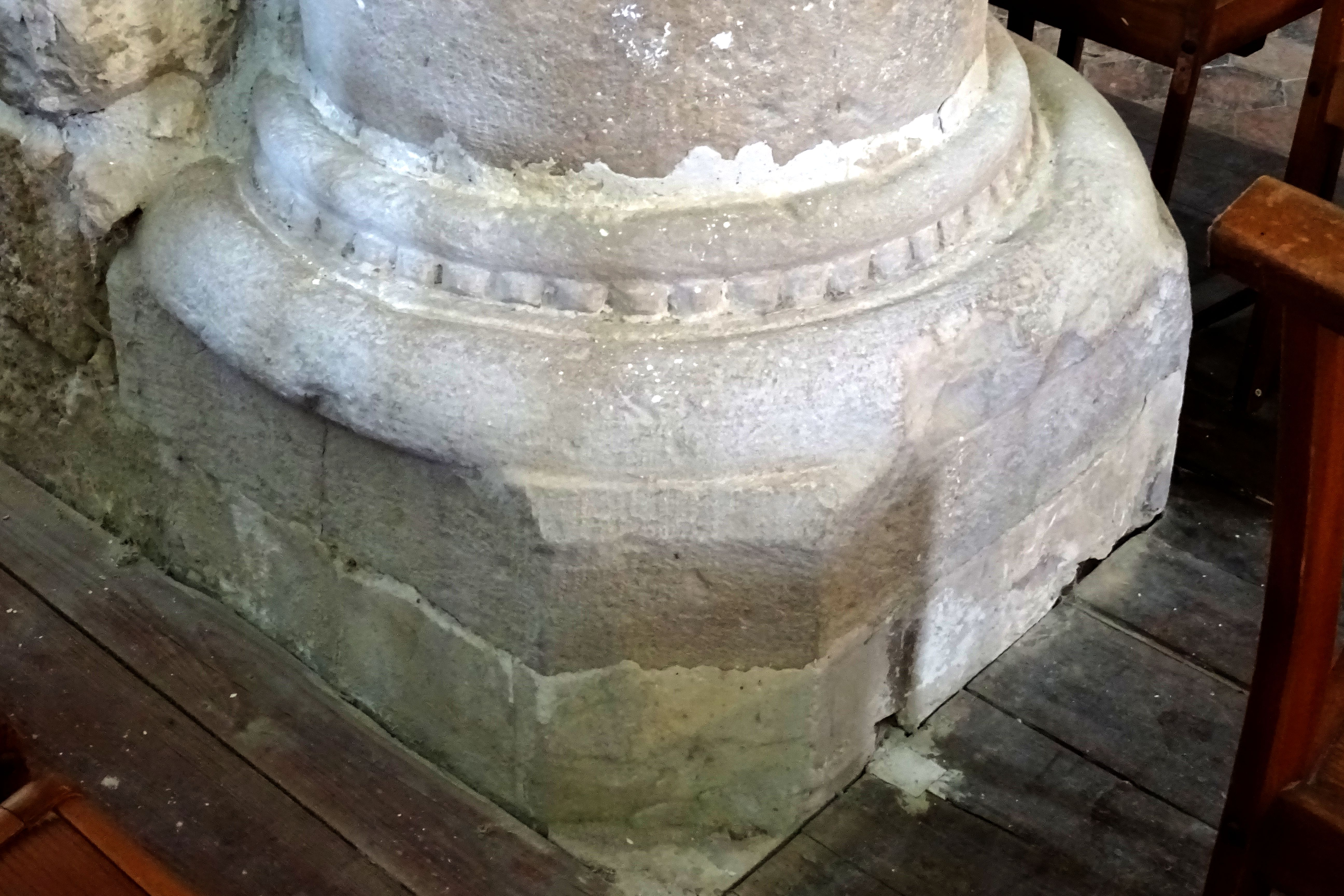
Nef, base du 2e pilier libre côté nord.

#### Base du clocher et chœur

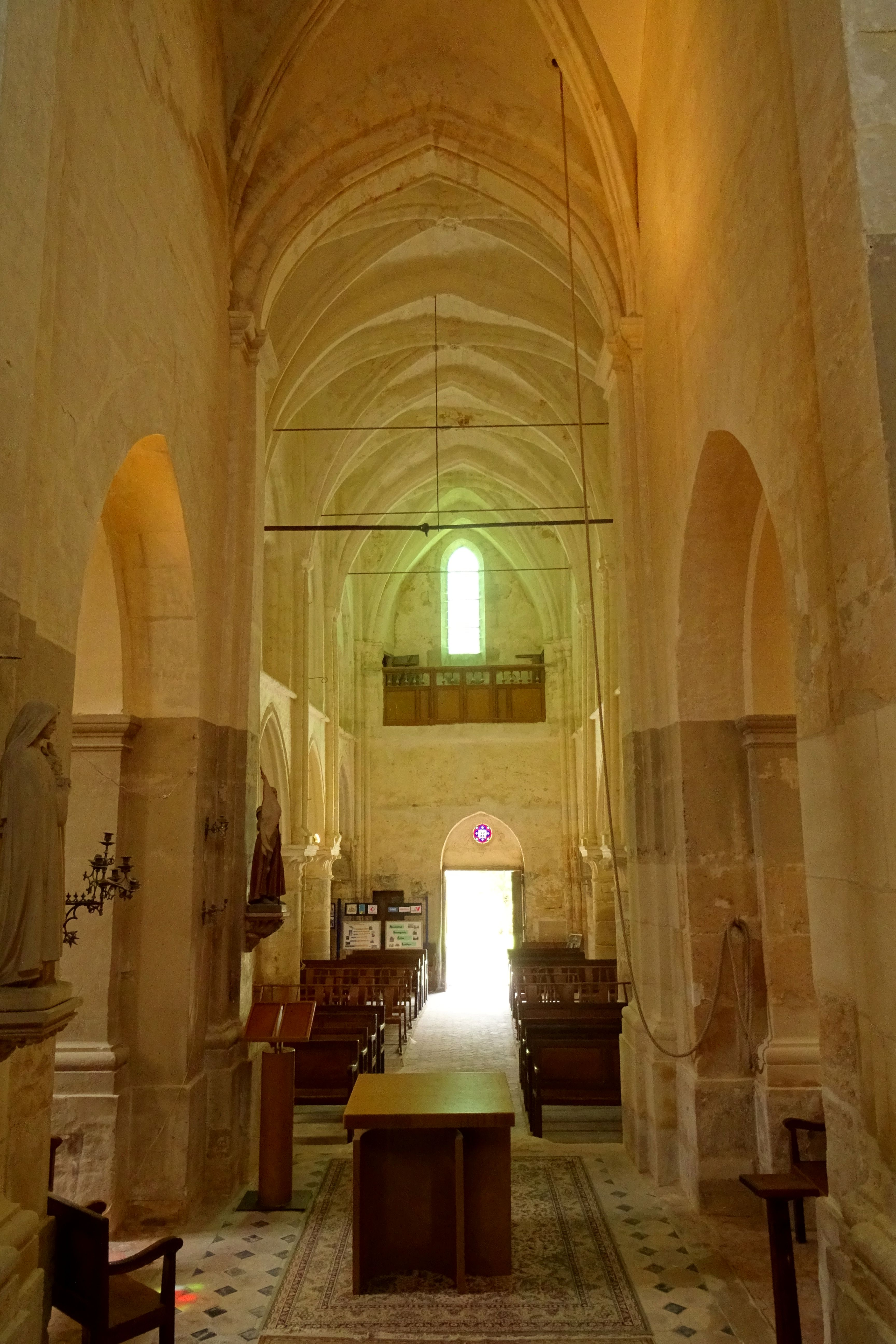
Base du clocher, vue vers l'ouest.

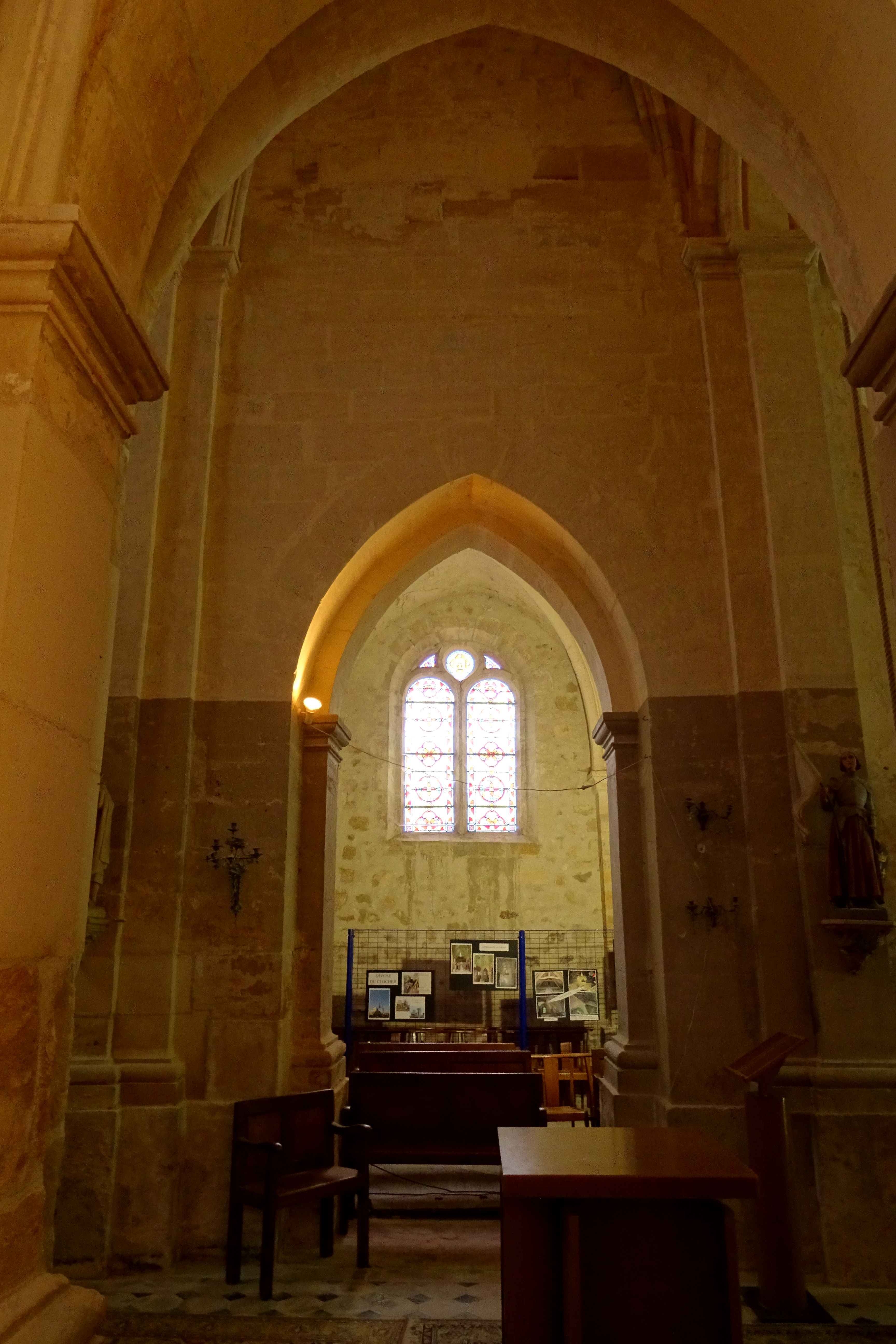
Base du clocher, vue vers le sud.

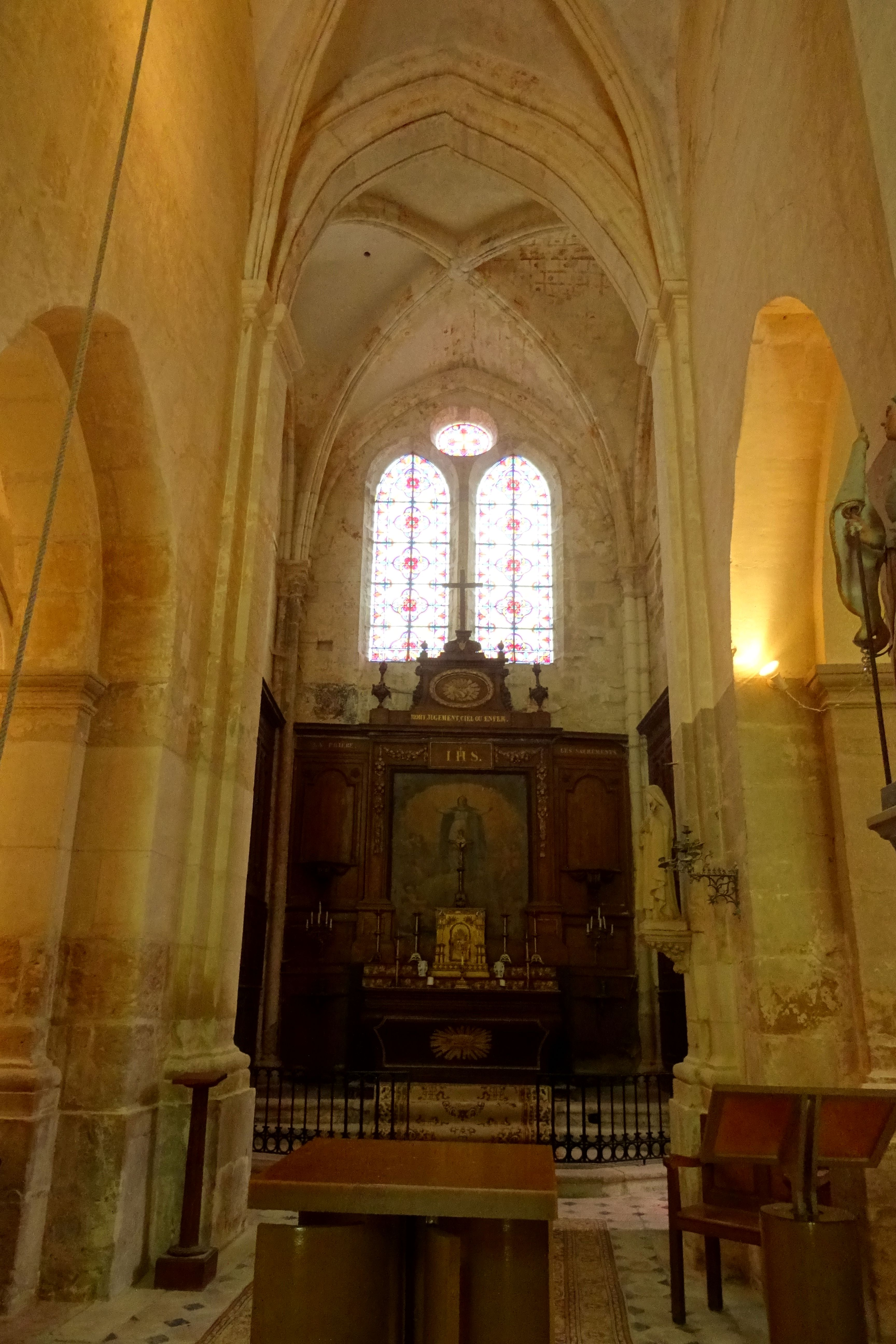
Base du clocher, vue vers l'est dans le chœur.

À l'instar de la croisée du transept dans les petites églises qui en possèdent, la base du clocher forme la première travée du chœur liturgique. Ainsi, l'autel de célébration a été avancé dans la base du clocher après la réforme liturgique voulue par le IIe concile œcuménique du Vatican. En effet, l'un des inconvénients du plan à clocher central des églises du Vexin et du nord de l'Île-de-France est l'étroitesse de la travée sous le clocher, ou parfois ses énormes piles, qui entravent la visibilité du sanctuaire depuis la nef des fidèles, et le rendent imperceptible depuis les bas-côtés. La reprise en sous-œuvre à la période classique n'a eu aucun impact sur cette configuration de base. La voûte est par ailleurs toujours celle du début du XIIIe siècle, de même que les grandes arcades vers la nef et vers le chœur. Elles sont en arc brisé et à double rouleau. Le profil est le même que sur les grandes arcades de la nef (sauf le rouleau supérieur de l'arcade occidentale, l'arc triomphal, côté est, qui a été refaite sans mouluration). Ces arcades avaient souffert du déversement des murs de la nef, et avaient adopté un tracé inquiétant. Elles ont donc été remontées lors de la restauration en 2018/2019. Il n'y a pas d'arc formeret au nord et au sud. Les ogives affichent un profil différent de celles de la nef, à savoir une arête entre deux tores, ce qui est également un profil fortement répandu entre le deuxième quart du XIIe siècle et le premier quart du XIIIe siècle. La clé de voûte arbore une rose, à cinq pétales, de facture simple. Un trou pour la descente de la cloche a été percé dans le voûtain septentrional. Tant les ogives que les arcades retombent sur les chapiteaux doriques (ou tailloirs moulurés) de pilastres depuis la fin du XVIIe siècle ou le milieu du XVIIIe siècle.
Sur les élévations latérales, au nord et au sud, les supports sont conçus selon le même principe que dans le bas-côté nord de la Renaissance (voir ci-dessous). Les pilastres réservés au rouleau inférieur de l'arcade sont placés devant un pilastre plus large, en retrait, destiné aux rouleaux supérieurs et aux ogives. Au point de vue structural, ce pilastre plus large n'est autre que la face ouest ou est des murs latéraux nord ou sud du clocher, comme on peut le constater en regardant depuis la nef ou depuis le chœur. Puisqu'ils sont dépourvus de toute sculpture, les pilastres peuvent être considérés comme d'ordinaires massifs de maçonnerie. Il faut néanmoins noter les bases moulurées dont ils ont été pourvues. Est excepté toutefois le massif de maçonnerie à droite de l'arc triomphal en regardant depuis la nef, qui n'est autre qu'un contrefort subsistant du clocher roman (voir ci-dessus dans Les campagnes de construction de l'église). On y a également maintenu le groupe de deux colonnettes supportant la dernière voûte de la nef, mais seulement à partir du tore horizontal qui marque le début du deuxième niveau d'élévation. Il n'y a donc pas non plus de chapiteau dorique côté nef. En face au nord, la dernière voûte de la nef retombe sur un pilastre supplémentaire, qui n'atteint pas le sol du fait de l'importance du déversement des murs latéraux. Pour terminer la description des élévations latérales de la base du clocher, il faut encore évoquer les arcades en tiers-point, assez petites, qui s'ouvrent au nord et au sud. Ce sont notamment les dimensions restreintes de ces arcades qui ne justifient pas de qualifier la première travée des chapelles latérales de croisillons d'un transept, car il n'y a pas de vaisseau perpendiculaire au vaisseau central. Les deux arcades sont à double rouleau. Le rouleau supérieur n'est pas mouluré, et n'a même pas les angles chanfreinées. Le rouleau inférieur est analogue, mais retombe quant à lui sur des pilastres doriques munis de bases. Dans ce contexte, il faut citer aussi l'arcade latérale nord du chœur, qui est plus étroite encore, mais sinon du même type, et issue de la même campagne de remaniements. Il est à souligner qu'en dépit de la doctrine de l'architecture classique qui favorise l'arc en plein cintre, ces trois arcades ainsi que les baies de l'étage de beffroi du clocher sont en tiers-point, ce qui illustre la volonté d'éviter toute rupture de style. Enfin, l'arc-doubleau intermédiaire de la chapelle latérale nord, lui-même gothique, retombe lui aussi sur des pilastres doriques,.
Comme à Arronville, Montgeroult et Théméricourt, le chœur proprement dit se compose seulement d'une travée unique de plan rectangulaire, mais est tout de même bordé de chapelles latérales. Ce n'est pas si fréquent dans le Vexin. Pour les églises à chevet plat, les chœurs de deux travées, ou d'une travée unique plus profonde mais sans chapelles, sont plus courants. Avec la base du clocher, le chœur communique donc par un arc-doubleau gothique prenant appui sur des pilastres de la période classique, et avec les chapelles, par des étroites arcades en tiers-point. Au nord, les piédroits sont également des pilastres doriques, et l'arcade elle-même n'est pas moulurée, tandis qu'au sud, l'arcade retombe sur d'ordinaires tablettes biseautées engagées dans les murs, mais conserve son profil gothique d'un méplat entre deux tores.
Louis Régnier, en 1895, écrit que le chœur est éclairé de chaque côté par une lancette simple, dont l'arc, mal appareillé, témoigne d'une refaçon. Aujourd'hui, la lancette du nord a totalement disparu à l'intérieur, mais son emplacement est épargné par les peintures murales qui ont refait surface derrière les badigeons. Ce sont des rinceaux végétaux variés dessinés en ocre rouge, devant un décor de faux-joints. À l'extérieur, le demi-pignon du toit en appentis de la chapelle latérale coupe verticalement la lancette bouchée en deux parties égales. La lancette du sud est encore bien visible tant depuis l'intérieur que depuis l'extérieur. Sa partie inférieure seulement est cachée derrière le toit en croupe de la sacristie. La restitution de la lancette a été préparée par la restauration en 2018/2019. En attendant, le jour entre uniquement par la double lancette du chevet, surmontée d'un oculus. Louis Régnier souligne la ressemblance avec les arcades des galeries ouvertes sur combles, y compris pour les chanfreins moulurés d'un cavet, côté extérieur seulement. On a affaire ici à un précurseur des fenêtres à remplage, même s'il doit s'agir d'un anachronisme. Dans les environs, les seuls chevet éclairés ainsi sont ceux d'Ableiges et de Méry-sur-Oise. Beaucoup plus courant pour les chevets et extrémités du transept est le triplet. La voûte étant analogue à la base du clocher, avec des peintures murales ornementales en plus, tout ce qui reste encore à signaler dans le chœur sont les faisceaux de trois colonnettes dans les angles du chevet, au nord-est et au sud-est. Ces colonnettes sont disposées en équerre, sous un tailloir carré partagé, comme dans les croisillons de Saint-Maclou de Pontoise au milieu du XIIe siècle, et apparemment jadis à Puiseux-Pontoise et dans les parties orientales de l'église détruite de Génicourt.

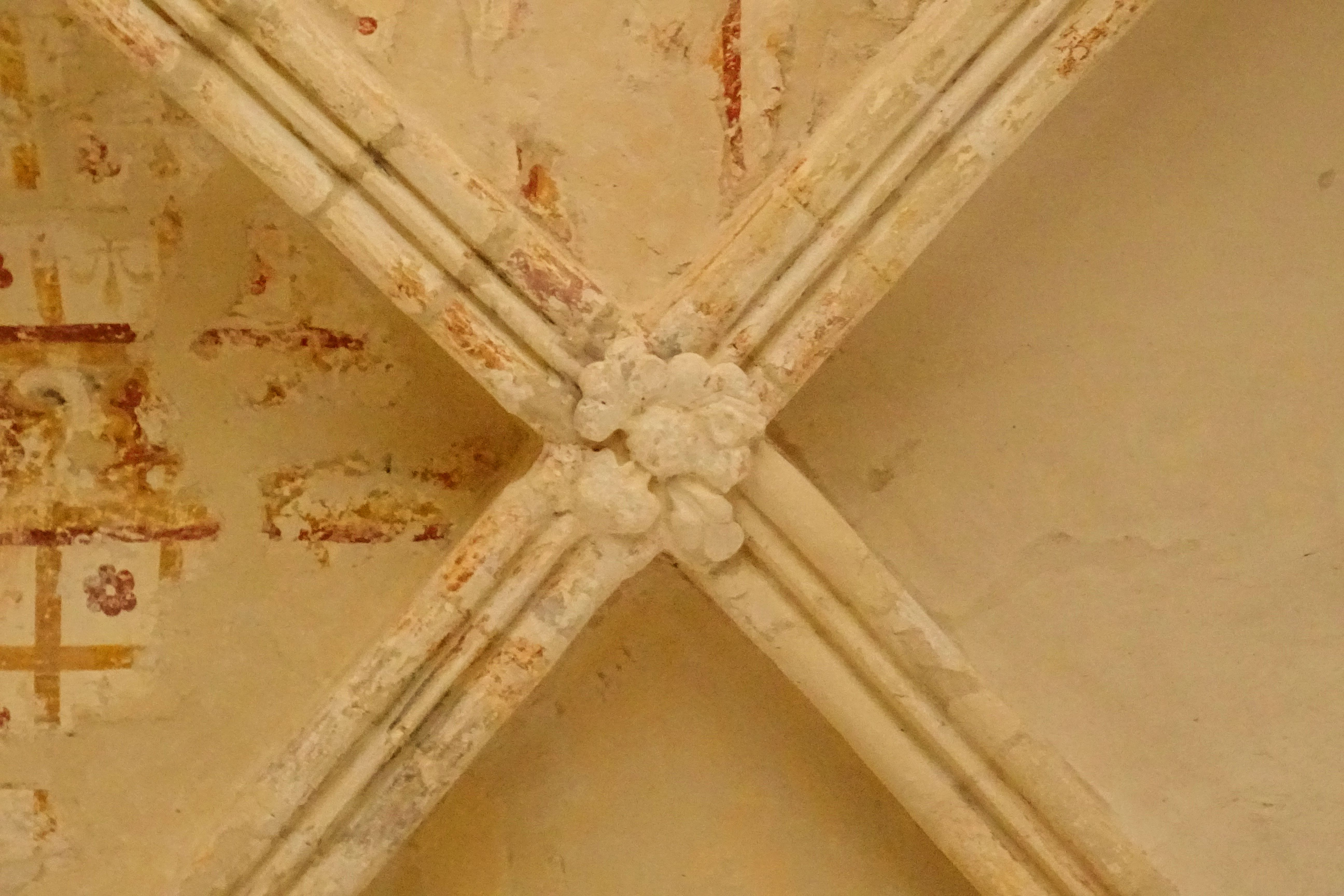
Chœur, clé de voûte.
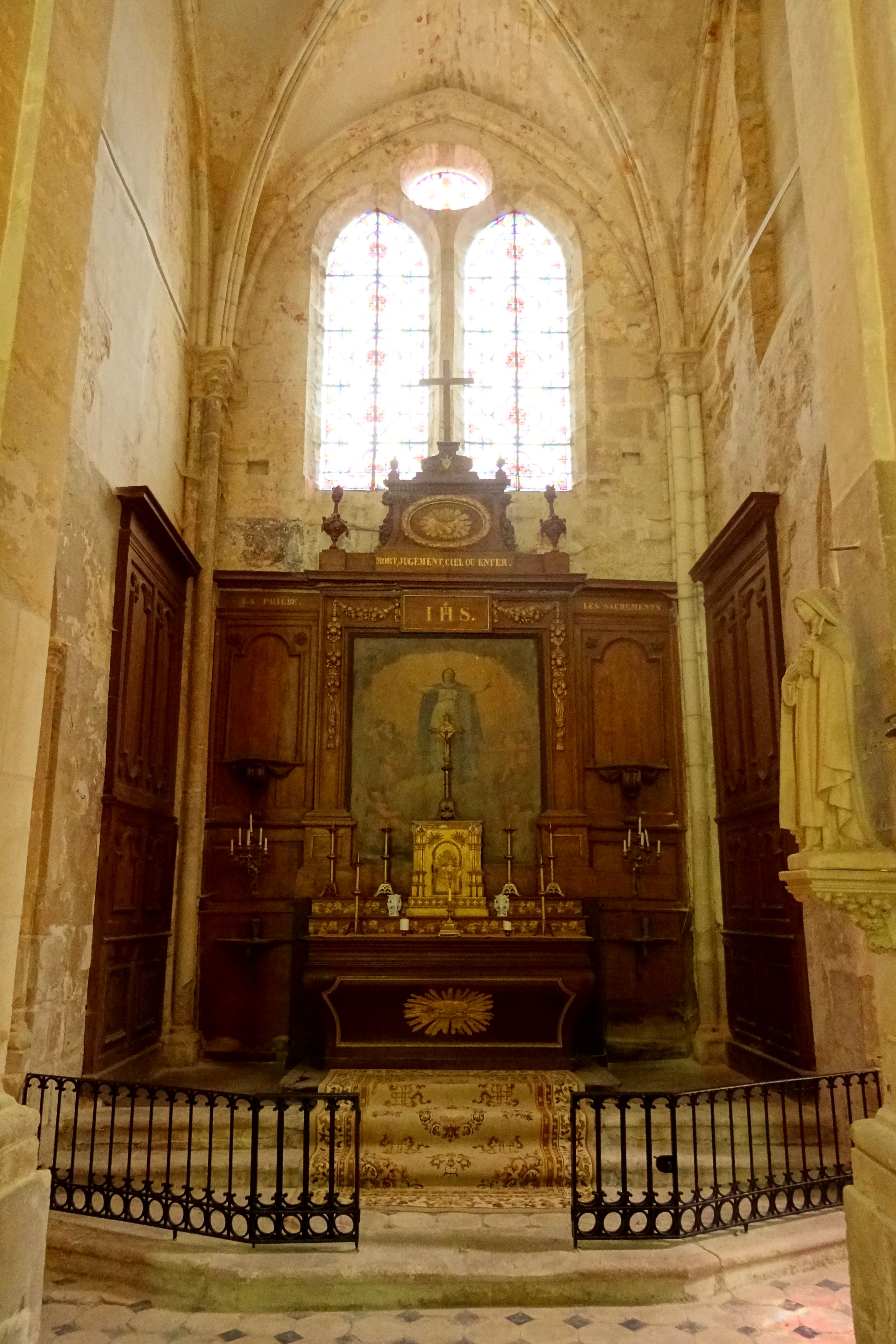
Chœur, vue vers l'est.
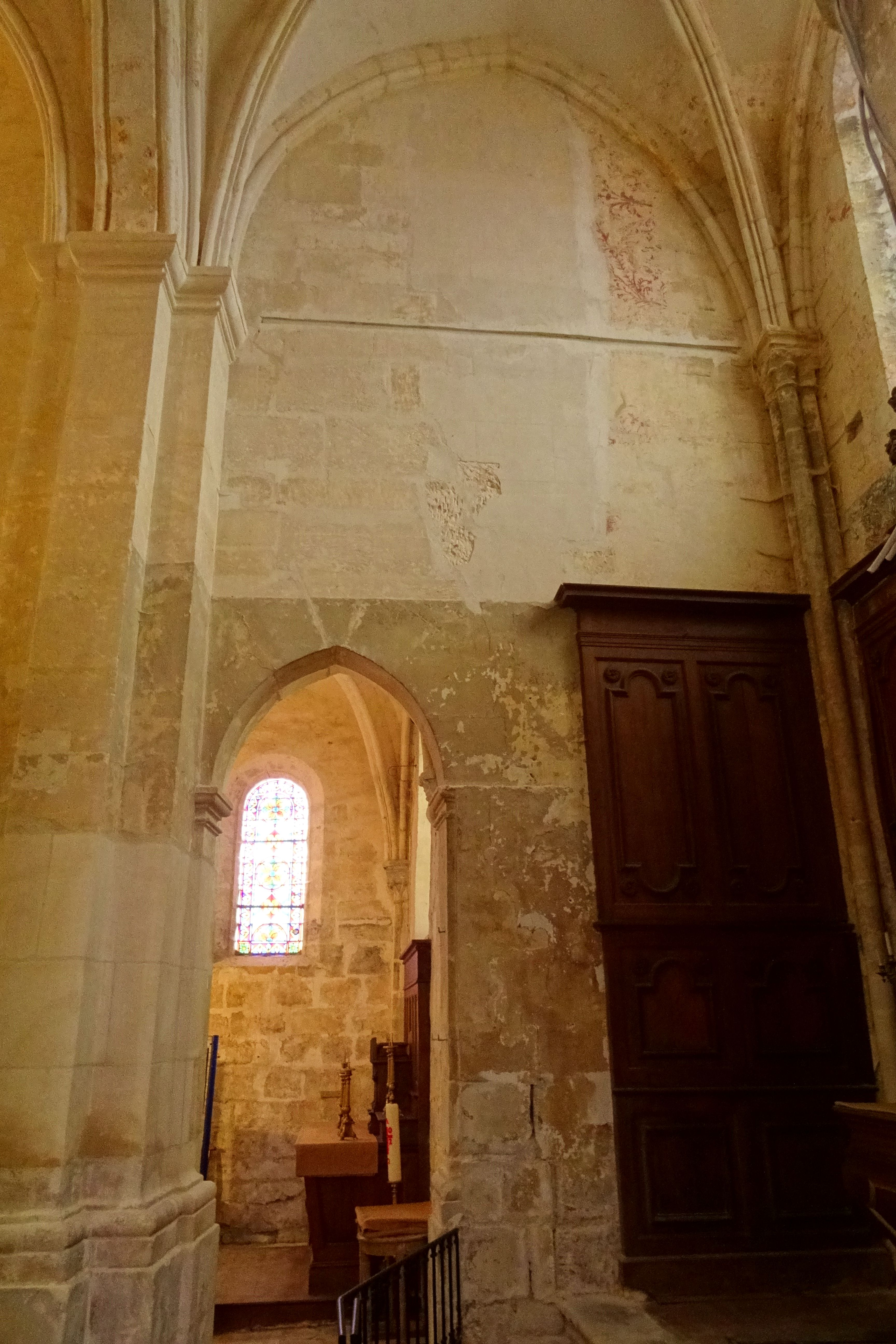
Chœur, côté nord.
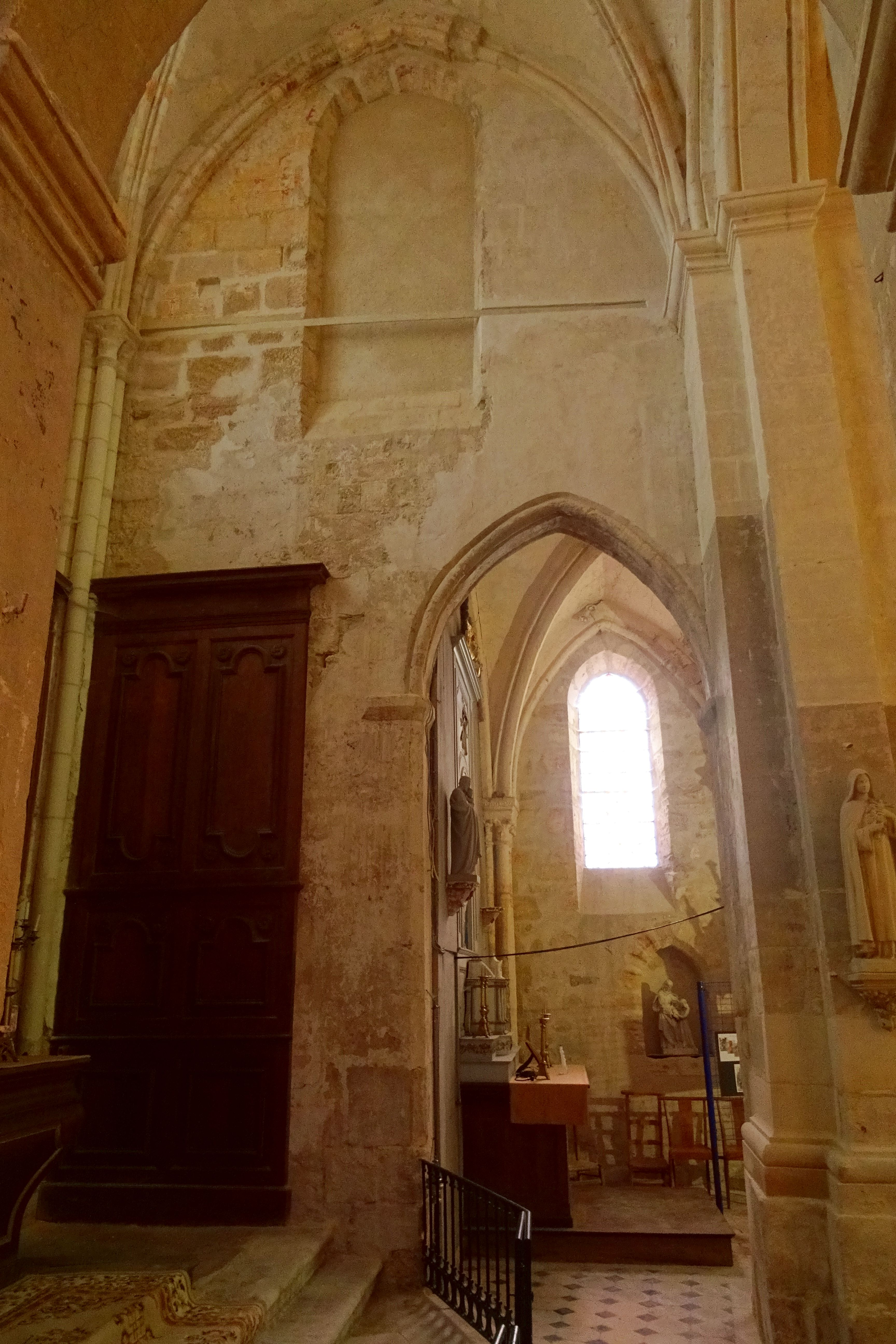
Chœur, côté sud.
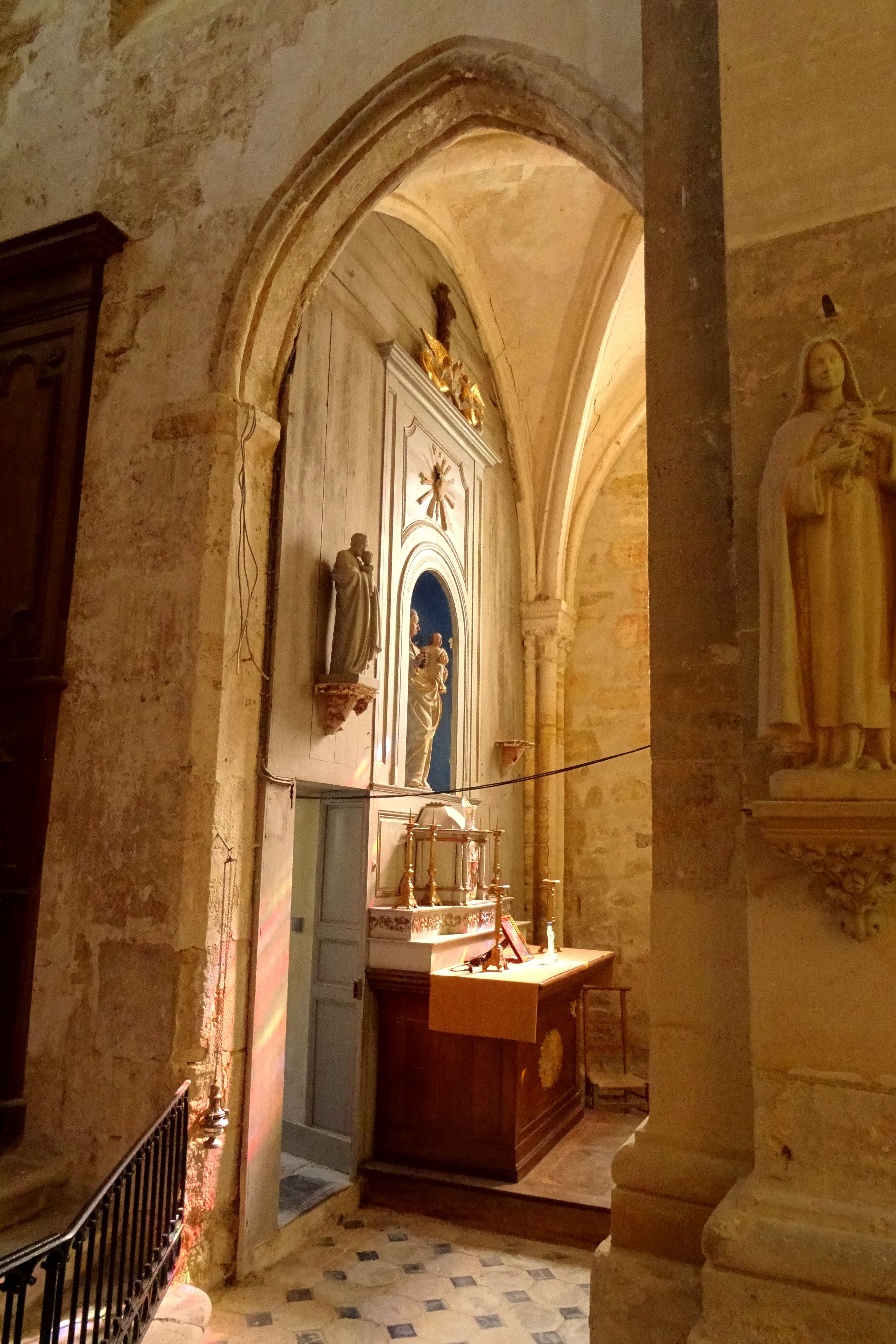
Chœur, vue par l'arcade du sud.
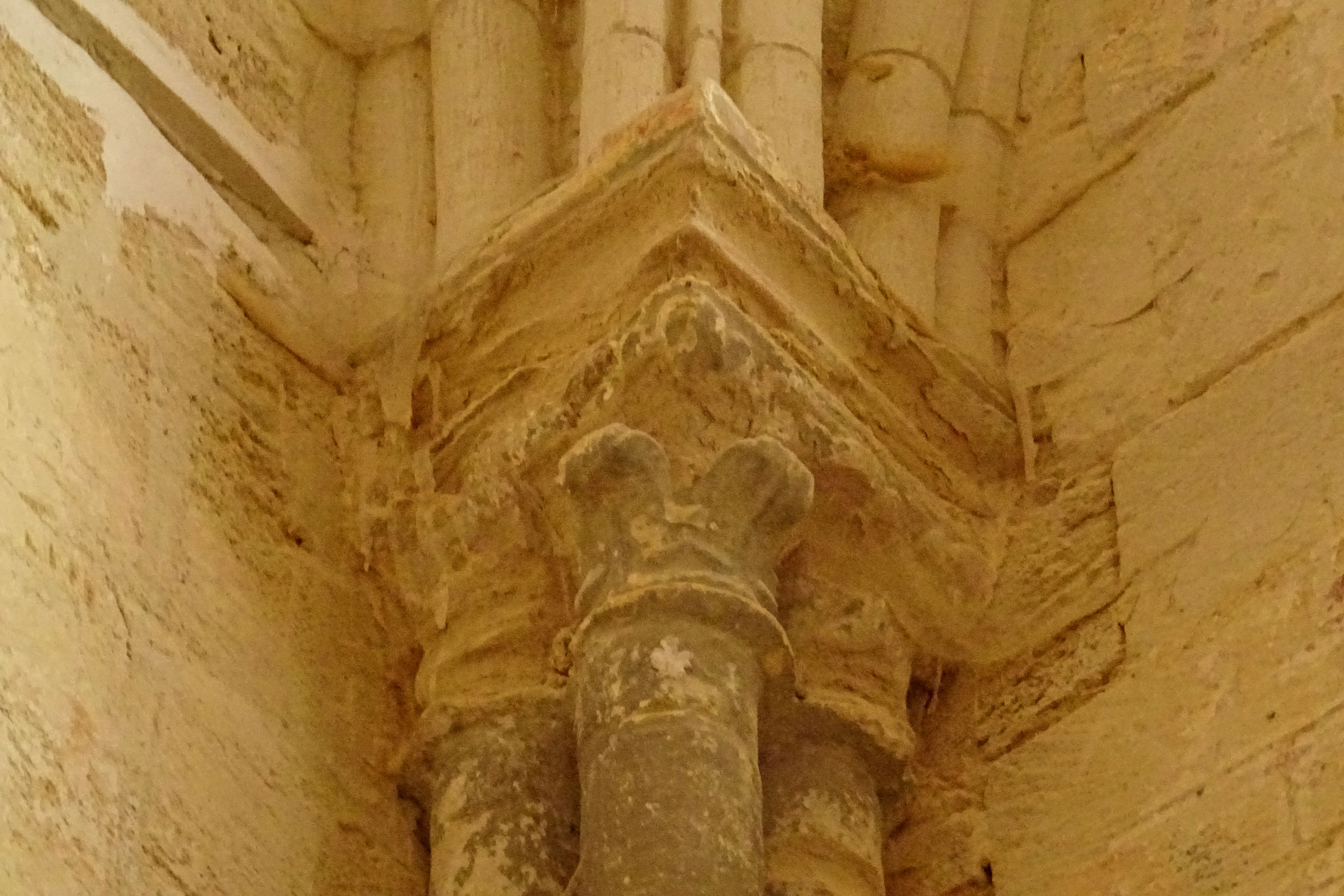
Chœur, chapiteaux dans l'angle nord-est.

#### Chapelles latérales du chœur

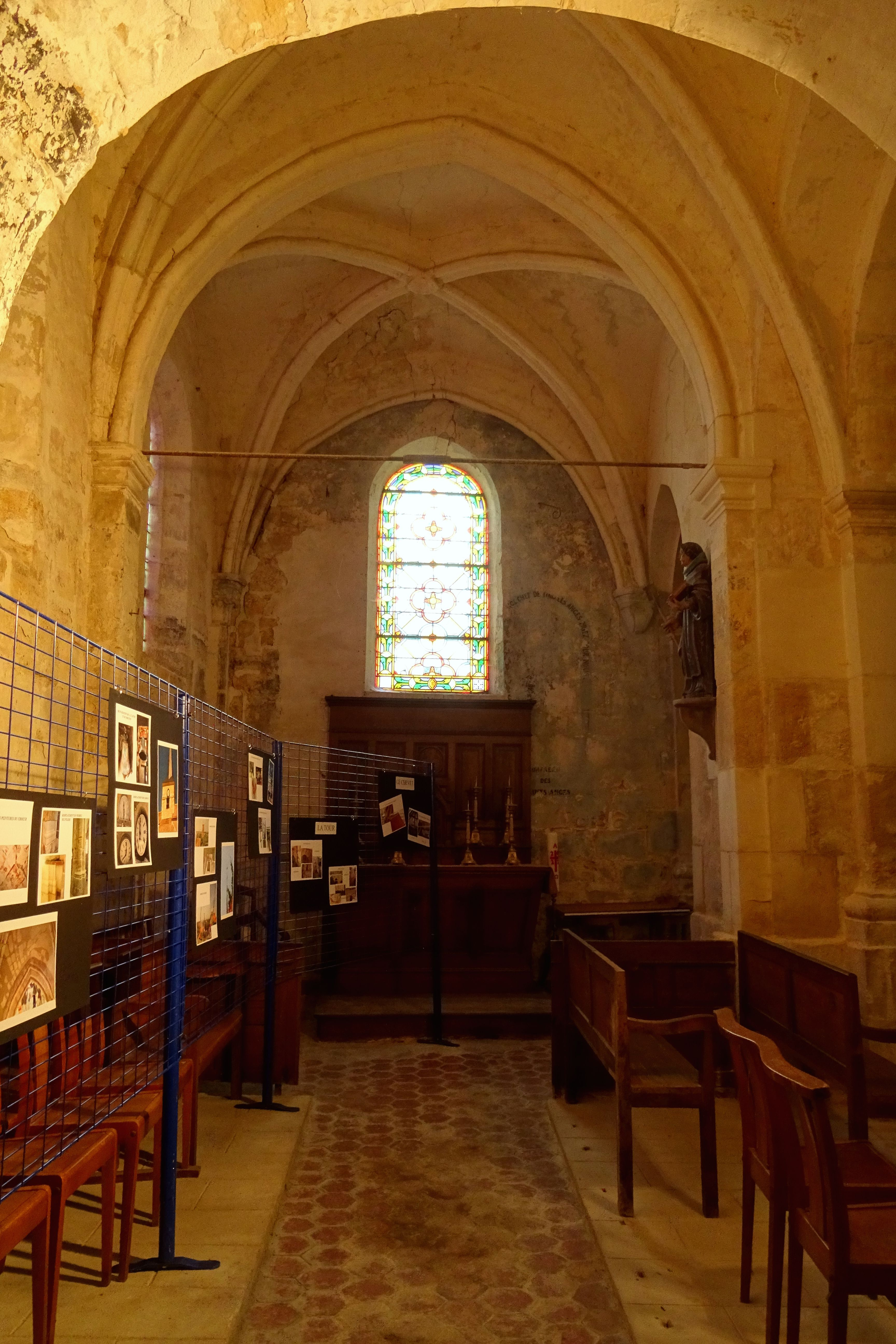
Chapelle latérale nord, vue vers l'est.

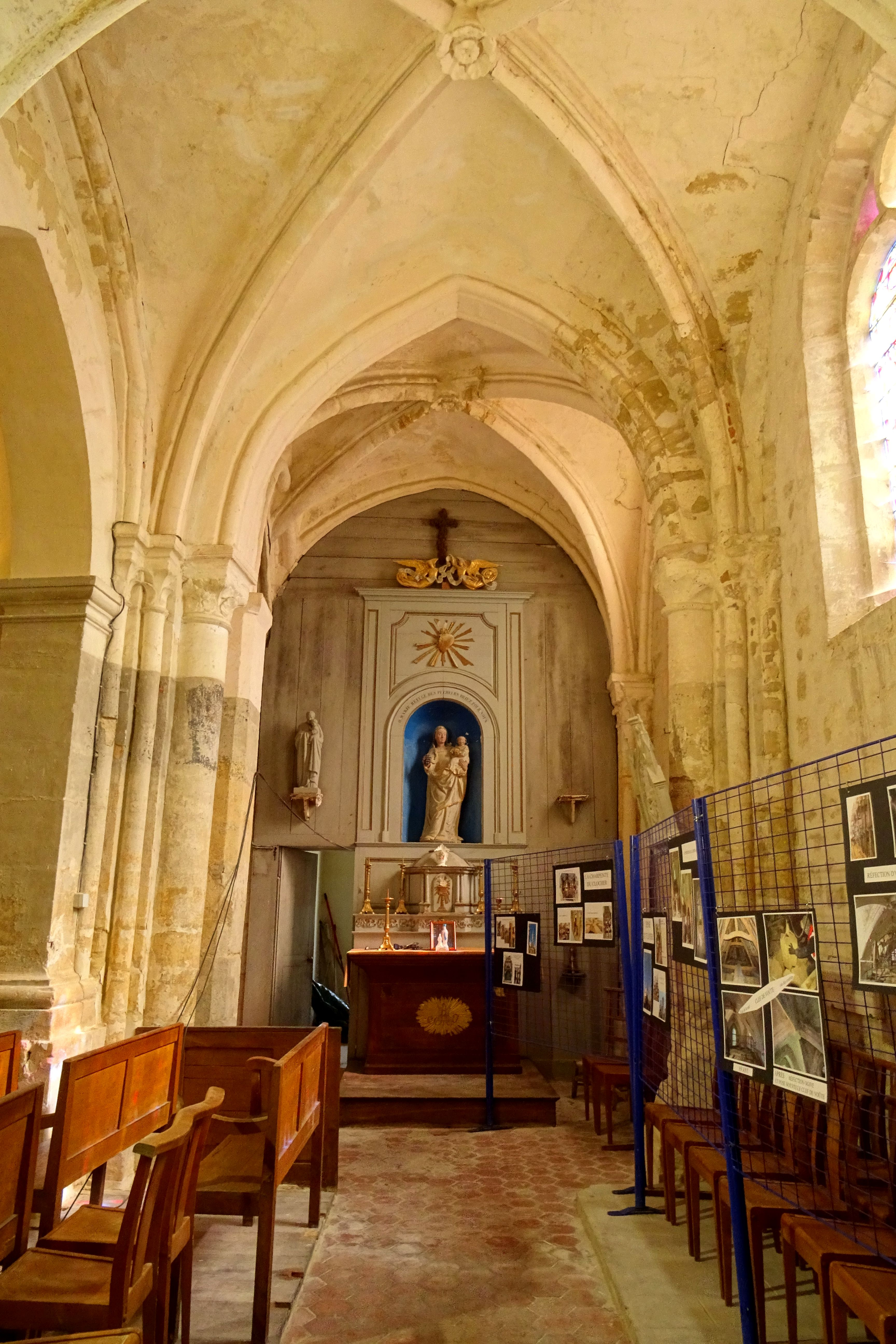
Chapelle latérale sud, vue vers l'est.

La chapelle latérale nord présente un mélange d'architecture classique et gothique. Elle s'ouvre, depuis le bas-côté nord de la nef, par une arcade en plein cintre plus basse encore que devaient être les voûtes gothiques de ce bas-côté. Sans caractère véritable, elle a dû être bâtie en deux temps. Pour les deux tiers, elle a les arêtes chanfreinées et est appareillée en pierre de taille : cette partie est issue de la campagne de reconstruction entre la fin du XVIIe siècle et le milieu du XVIIIe siècle concernant notamment la reprise du clocher. Comme déjà évoqué dans le contexte de celui-ci, cette campagne a aussi donné les piédroits des arcades vers la base du clocher et vers le chœur, qui prennent la forme de pilastres doriques, ainsi que les deux autres pilastres doriques qui soutiennent l'arc-doubleau gothique à l'intersection des deux travées. Les ogives accusent le même profil que déjà observé dans la base du clocher et dans le chœur, à savoir une arête entre deux tores. Si la construction de la chapelle relève donc peut-être d'un changement de parti après le départ du chantier du chœur, on peut difficilement soutenir que la deuxième travée aurait été ajoutée après coup. Elle est néanmoins moins large que la précédente, puisqu'après le rétrécissement du vaisseau central au niveau de la base du clocher, le chœur revient à la largeur de la nef.
Se pose maintenant la question ce qui demeure encore de la période gothique. Les baies latérales sont en effet en plein cintre et ne sont pas identiques aux trois fenêtres gothiques subsistant dans les bas-côtés de la nef. La baie du chevet est certes en arc brisé, mais plus grande que les trois baies mentionnées, et dépourvue d'ébrasement, ce qui dénote également d'une réfection. Quant à la voûte de la première travée, elle a apparemment été remontée lors de la reprise du clocher, car son tracé est maintenant en plein cintre, et son ogive sud-est se superpose désormais au rouleau supérieur de l'arcade vers sa base, qui date justement de la période classique. L'ogive nord-ouest ne descend pas aussi bas que les autres et se fond dans le mur septentrional, qui a peut-être donc aussi été refait en même temps que les deux baies. Il n'y a plus d'arc formeret ni de chapiteau. Dans la deuxième travée, la situation est un peu différente, avec une voûte qui affecte un tracé en arc brisé, et un formeret en tiers-point au chevet. Subsistent deux supports de la période gothique : un chapiteau avec un tailloir à angle abattu à gauche du chevet, un et un cul-de-lampe à droite du chevet, où une colonette aurait encombré l'arcade vers le chœur, déjà assez étroite. On peut s'interroger pourquoi il n'y a qu'une seule colonnette, car dans les angles de la nef et l'angle sud-ouest du bas-côté nord, l'on trouve deux colonnettes, mais de telles incohérences, motivées par l'économie, sont fréquentes.
La chapelle latérale sud reste plus proche de son état au XIIIe siècle, mais a elle aussi subi des remaniements. L'architecture était, dès l'origine, plus soignée, avec davantage de colonnettes, mais semble toujours avoir manqué de consistance. Depuis le bas-côté sud de la nef, la chapelle s'ouvre par une arcade gothique, dont les chapiteaux se situent au même niveau que ceux des grandes arcades de la nef. Avec le chapiteau à l'est de la dernière grande arcade, et le chapiteau sans emploi de la voûte inexistante du bas-côté, le chapiteau au nord de l'arcade forme un groupe. À l'intérieur de la chapelle, la situation est différente, car la voûte est portée à une plus grande hauteur. Dans l'angle nord-ouest de la première travée, le maître d'œuvre a ainsi placé un groupe de trois colonnettes sous un tailloir carré partagé, comme dans les angles du chevet du vaisseau principal. Il en a fait peut-être de même en face au sud, mais ici, un massif de maçonnerie a pris le relais lors de la réfection de la fenêtre à la Renaissance. L'arc formeret méridional a lui aussi été sacrifié lors de cette réfection, et avec sa modénature chanfreinée sommaire, le résultat n'est pas à la hauteur des trois exemplaires semblables dans le bas-côté nord des années 1560-1580. Dans la travée suivante, on a maintenu la lancette du XIIIe siècle du côté sud, ce qui fait un total de quatre lancettes simples de ce type qui subsistent d'origine (baie occidentale du bas-côté nord, baies méridionales du bas-côté sud). Du côté est, la baie du chevet est dissimulée par le retable de la Vierge Marie), derrière laquelle se situe la sacristie.
L'arc-doubleau vers la deuxième travée de la chapelle latérale sud, inchangé depuis le XIIIe siècle, repose de chaque côté sur un faisceau de colonnettes. Seulement le faisceau au sud est complet : une colonette plus forte est destinée au doubleau lui-même, et deux colonnettes plus fines de chaque côté sont réservées aux ogives et formerets. Les formerets subsistent en effet au sud et à l'est de la seconde travée. Le faisceau au nord dissimule habilement le rétrécissement de la chapelle après la première travée, et évite le ressaut comme on en voit dans la chapelle du nord. Néanmoins, pour consolider le piédroit ouest de l'arcade vers le chœœur, un massif de maçonnerie disgrâcieux a été ajouté. Il n'y a ici pas de place pour les supports de la voûte, et la solution retenue est originale : l'ogive se fond, assez haut, dans le mur du nord, tandis que le formeret fait défaut. À sa place, un gros tore encadre l'ouverture de l'arcade vers le chœur. Dans l'angle à gauche du chevet de la chapelle, le problème de place est le même. La solution aurait pu être analogue à celle retenue pour la chapelle latérale nord, soit un cul-de-lampe, mais il n'y en a ici pas besoin : le tore de l'arcade et le formeret du chevet se rejoignent nettement au-dessus du niveau des chapiteaux, et l'ogive se superpose au tore, pour se fondre dans l'arcade vers le chœur. Malgré le soin apporté aux finitions, cette voûte laisse donc une impression de maladresse. Dans son angle sud-est enfin, à droite du chevet, elle retombe sur un groupe de trois colonnettes disposées en équerre, toujours comme dans les angles du chevet du chœur. Il est donc évident que la chapelle a été entamée peu après le chœur, peut-être avant son homologue au nord, plus économique, mais le voûtement a sans doute été effectué plus tard : les ogives accusent le profil qui règne dans la nef, un tore en profil d'amande, qui se détache devant deux listels (à la place du bandeau dans la nef).

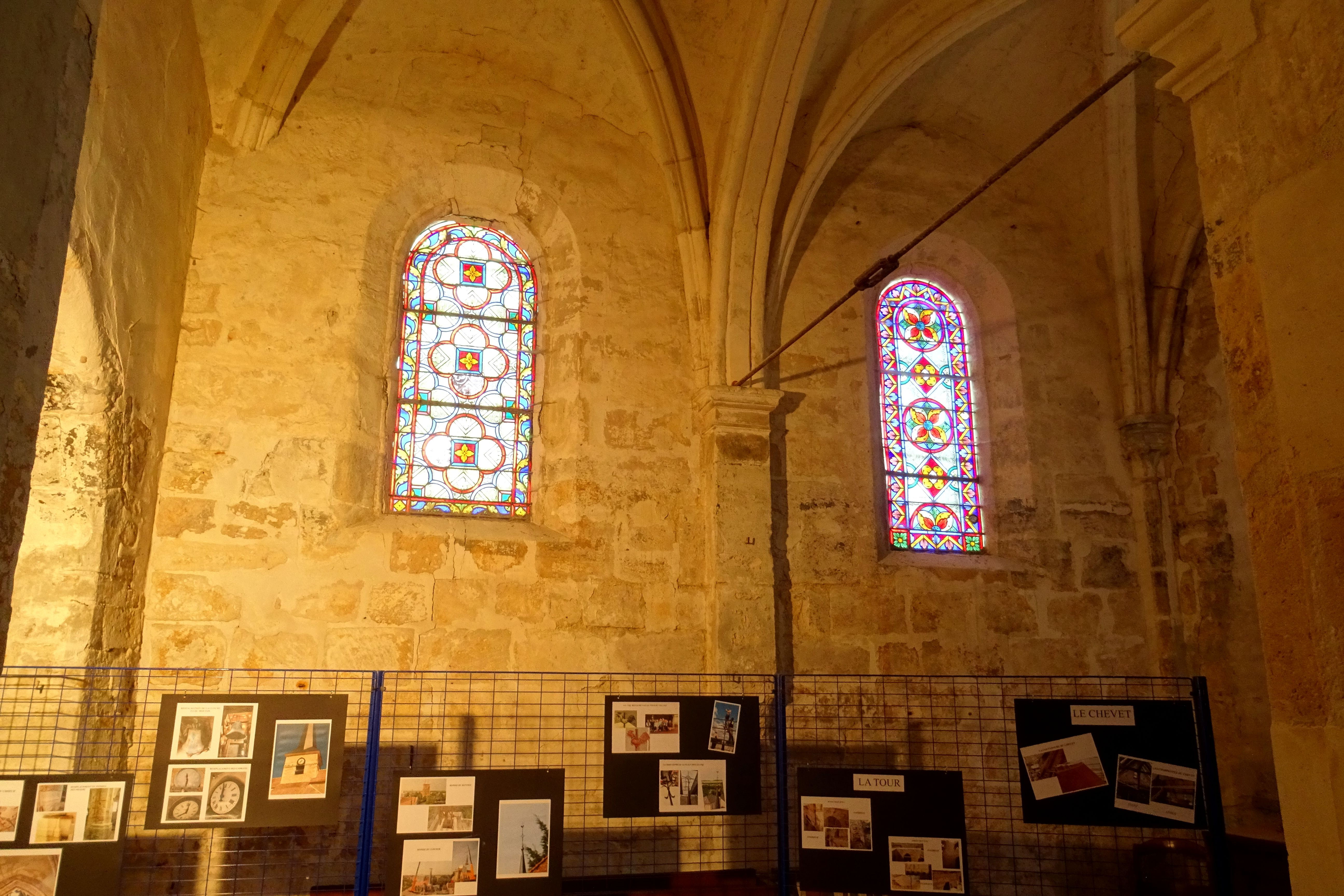
Chapelle latérale nord, vue vers le nord.
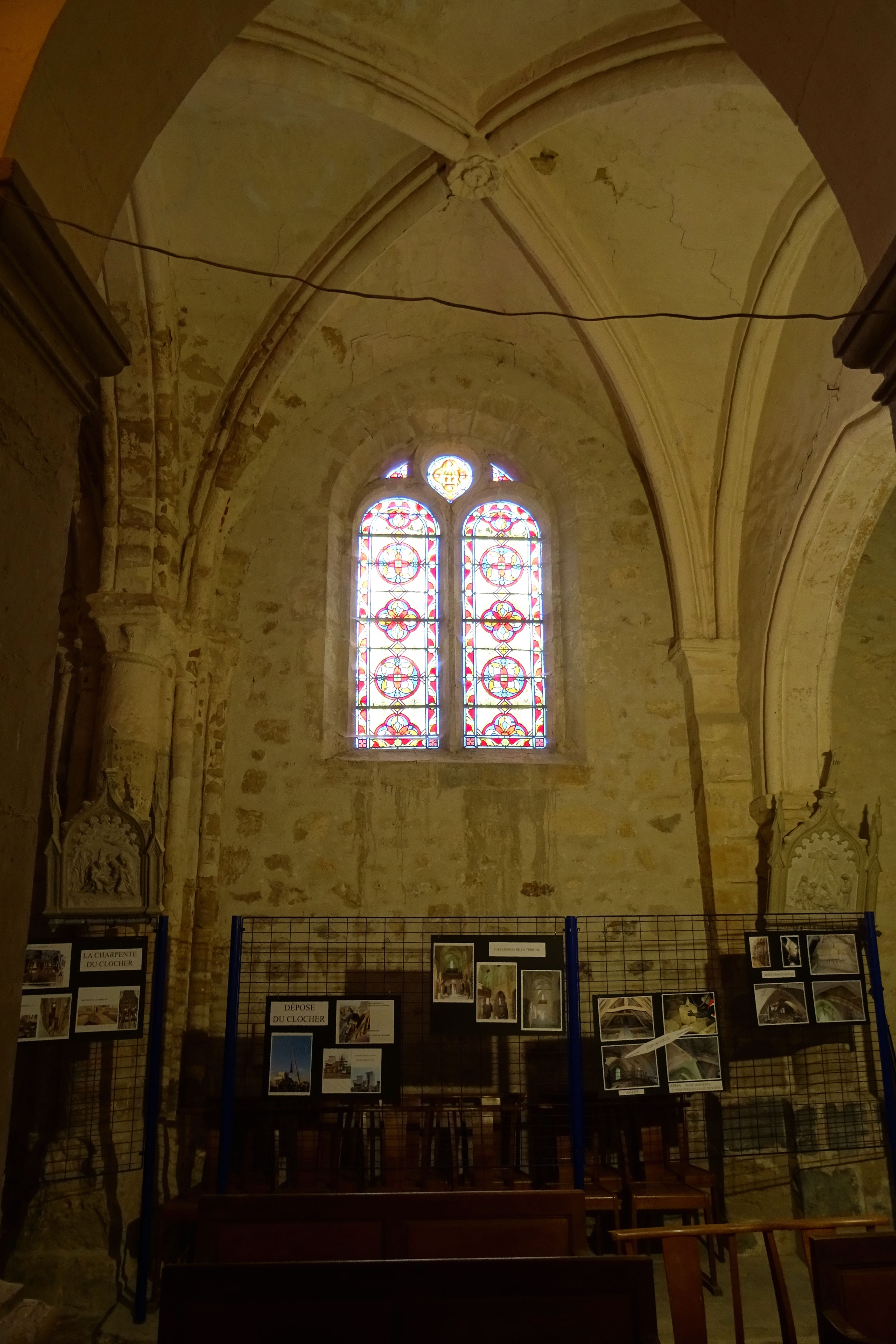
Chapelle latérale sud, 2e travée, vue vers le sud.
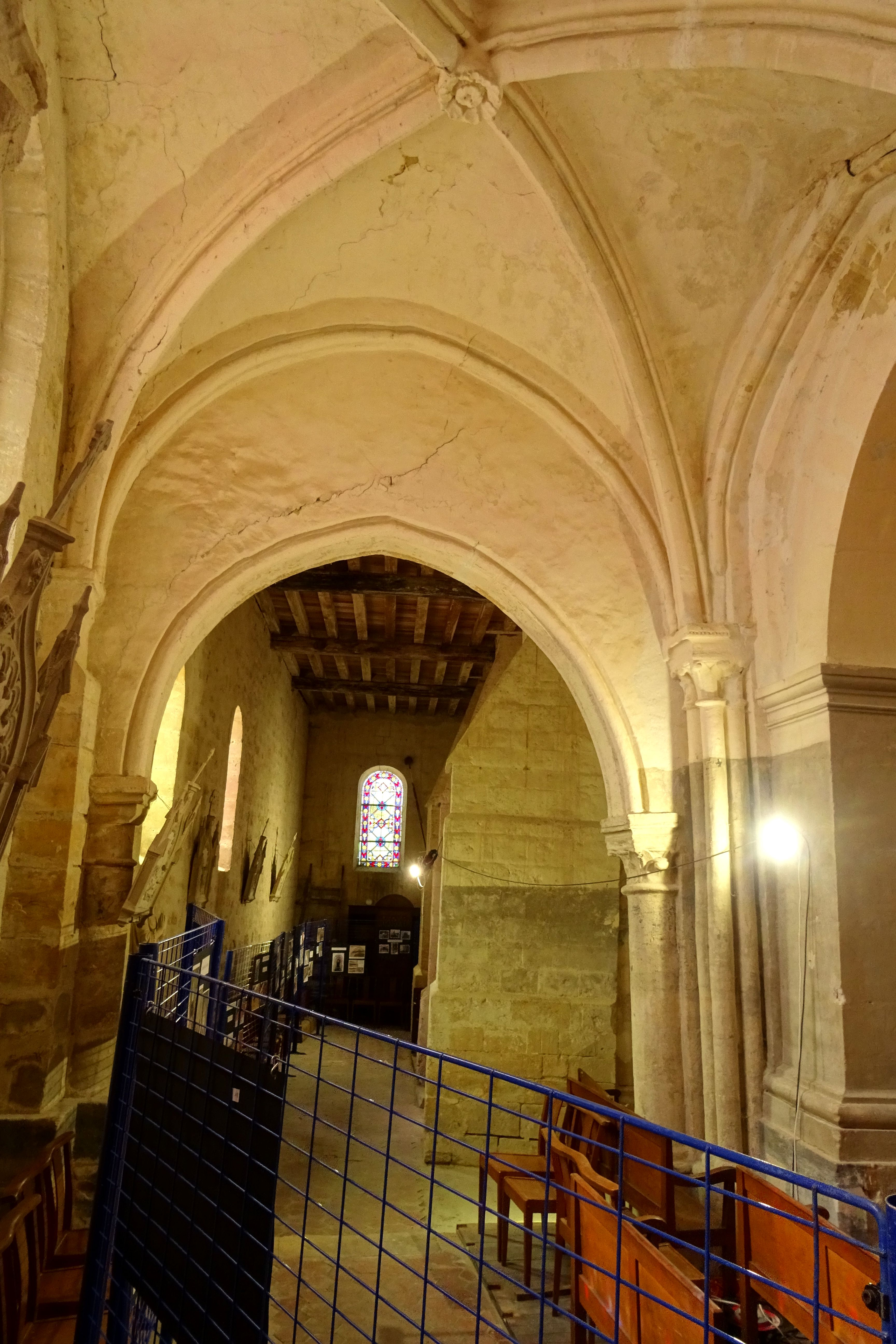
Chapelle latérale sud, vue vers l'ouest.
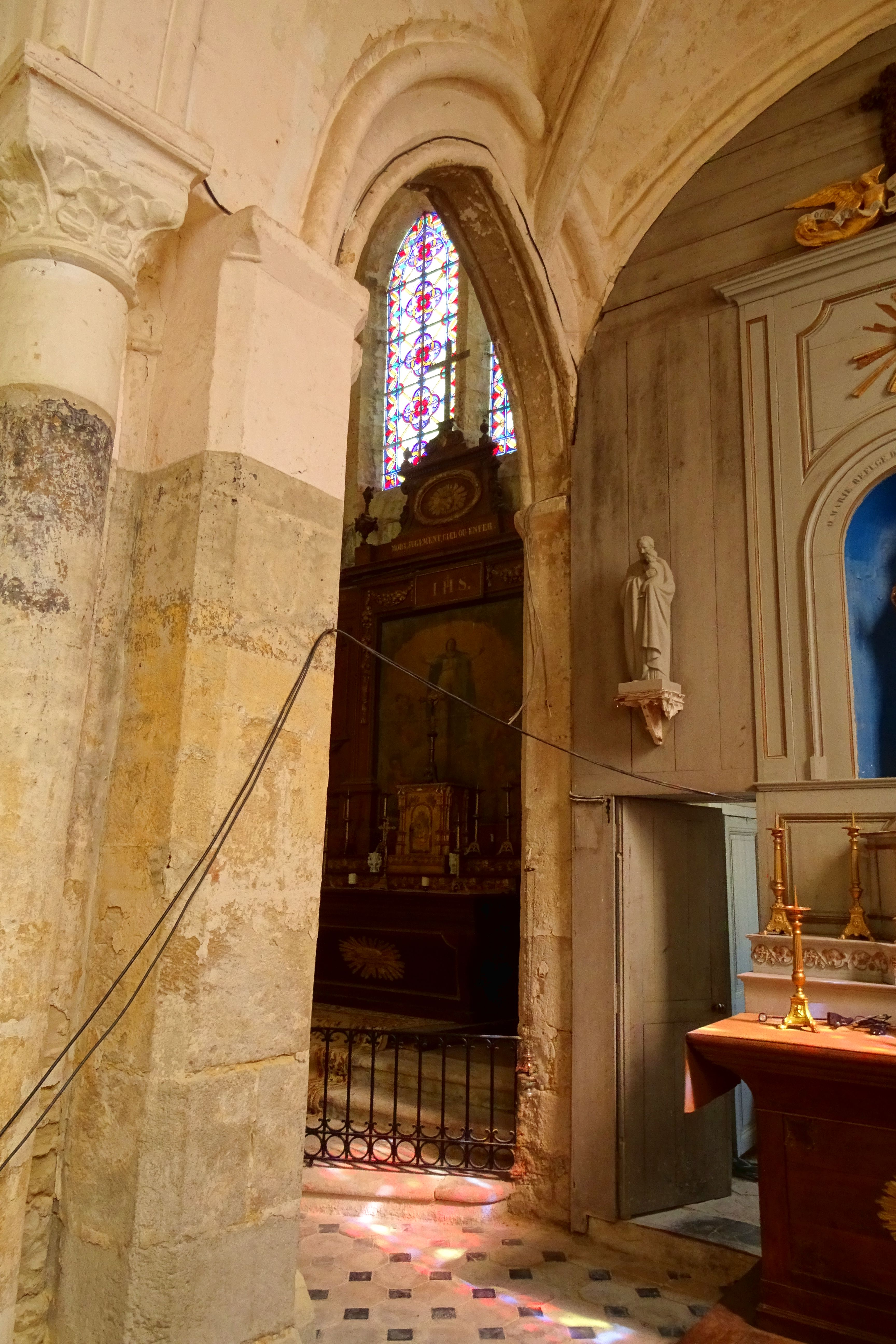
Chapelle latérale sud, 2e travée, vue vers le nord-est dans le chœur.
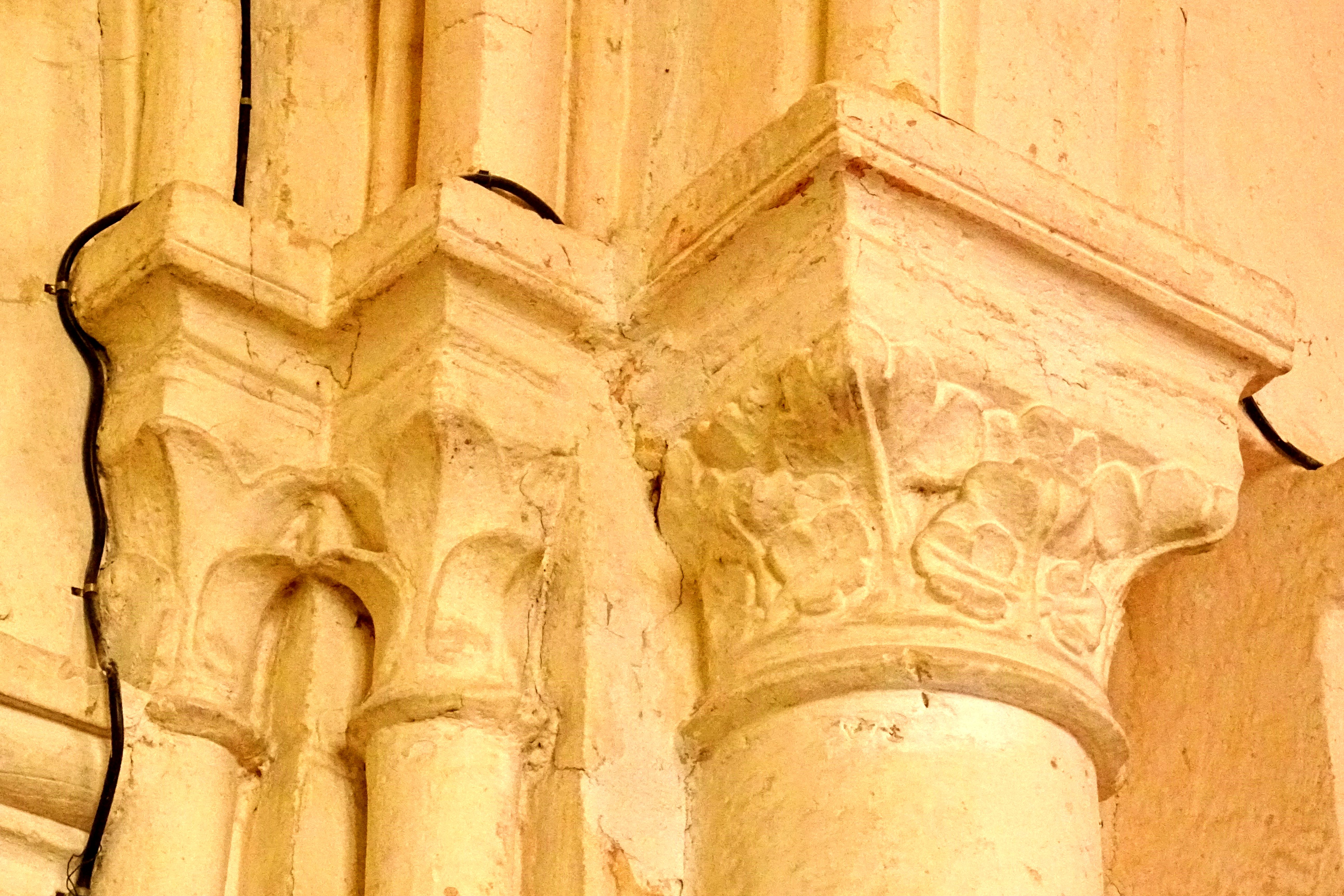
Chapelle latérale sud, 1re travée, chapiteaux dans l'angle nord-est.
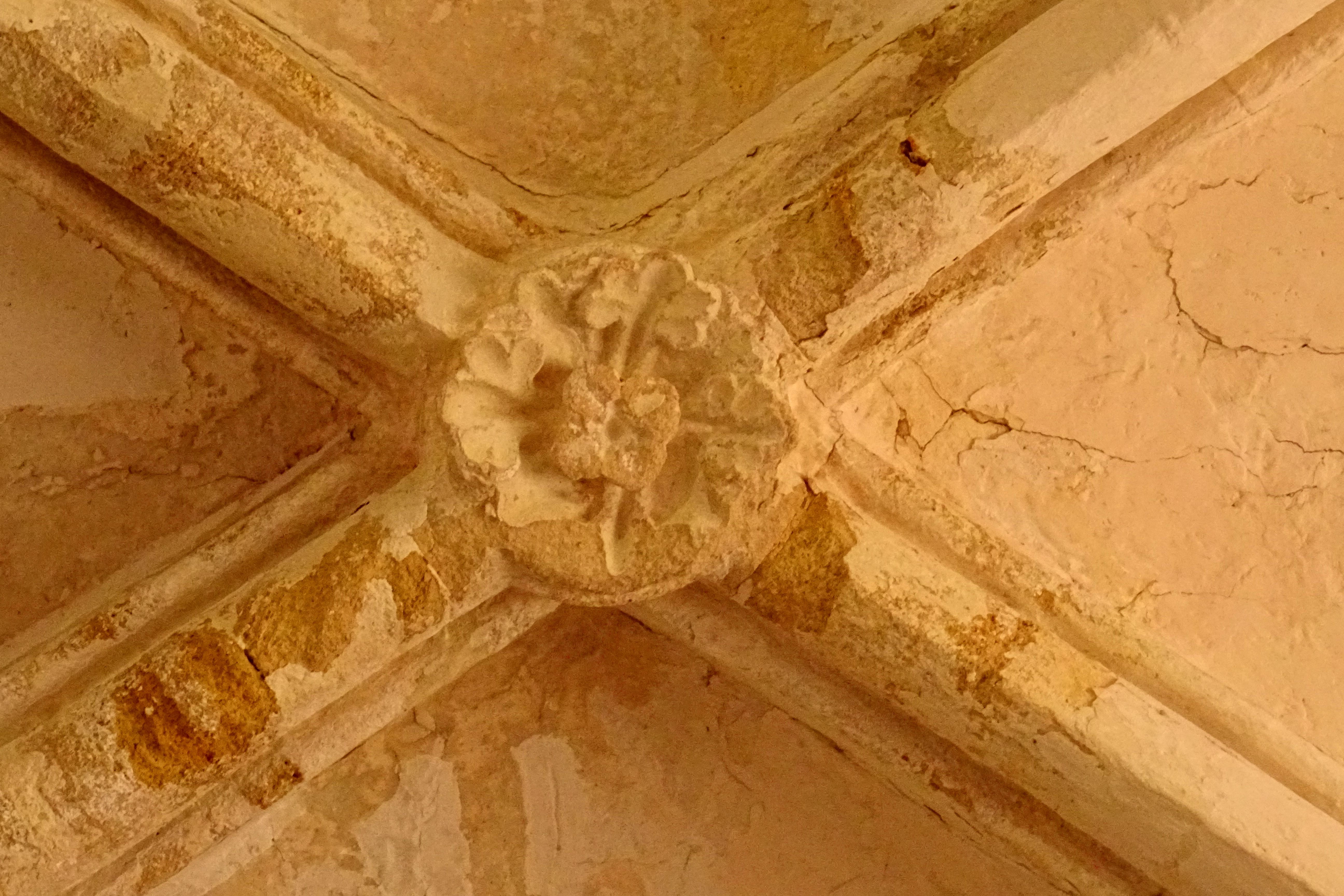
Chapelle latérale sud, clé de voûte de la 2e travée.

#### Bas-côtés de la nef

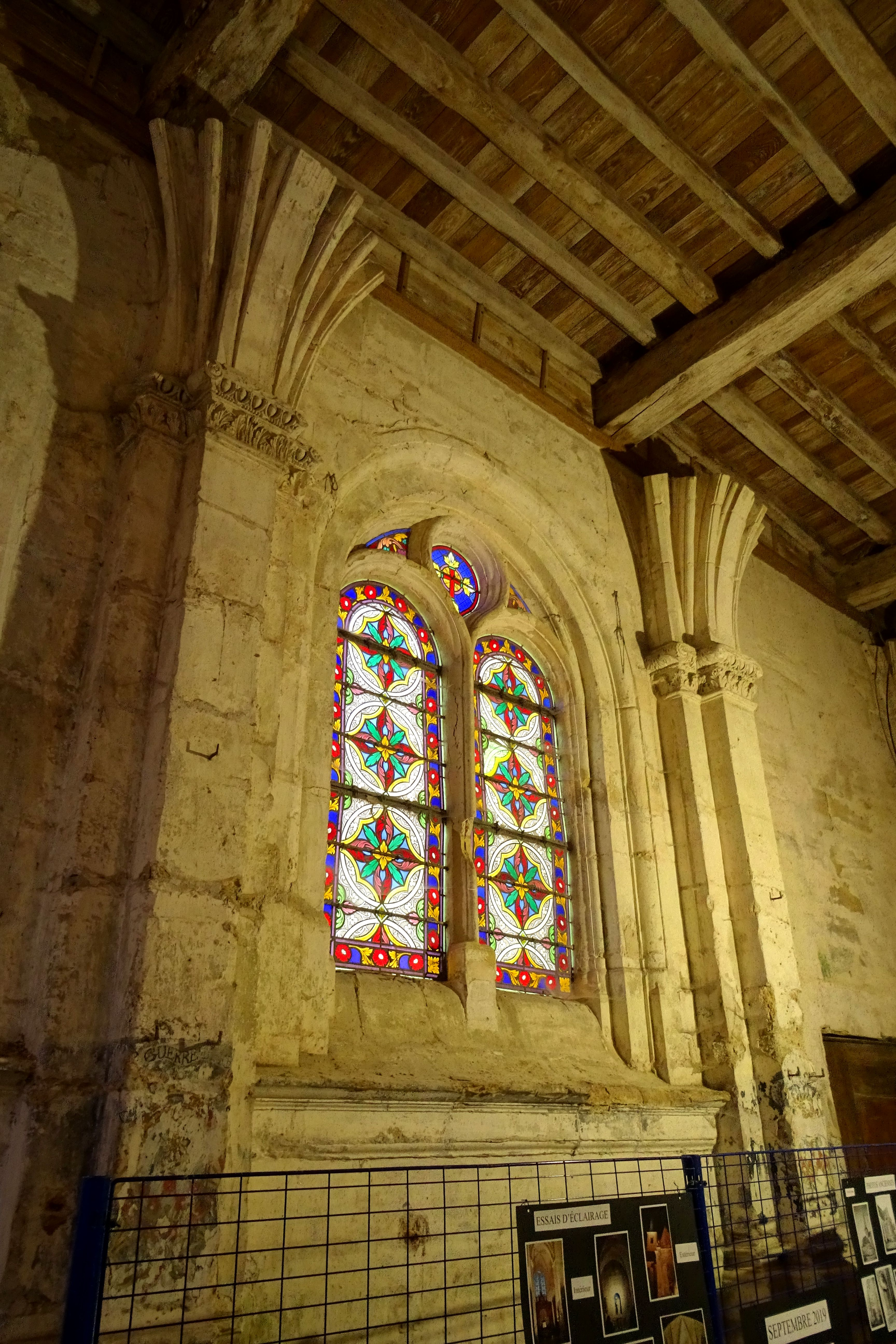
Bas-côté nord, pilastres et fenêtre de la 2e travée.

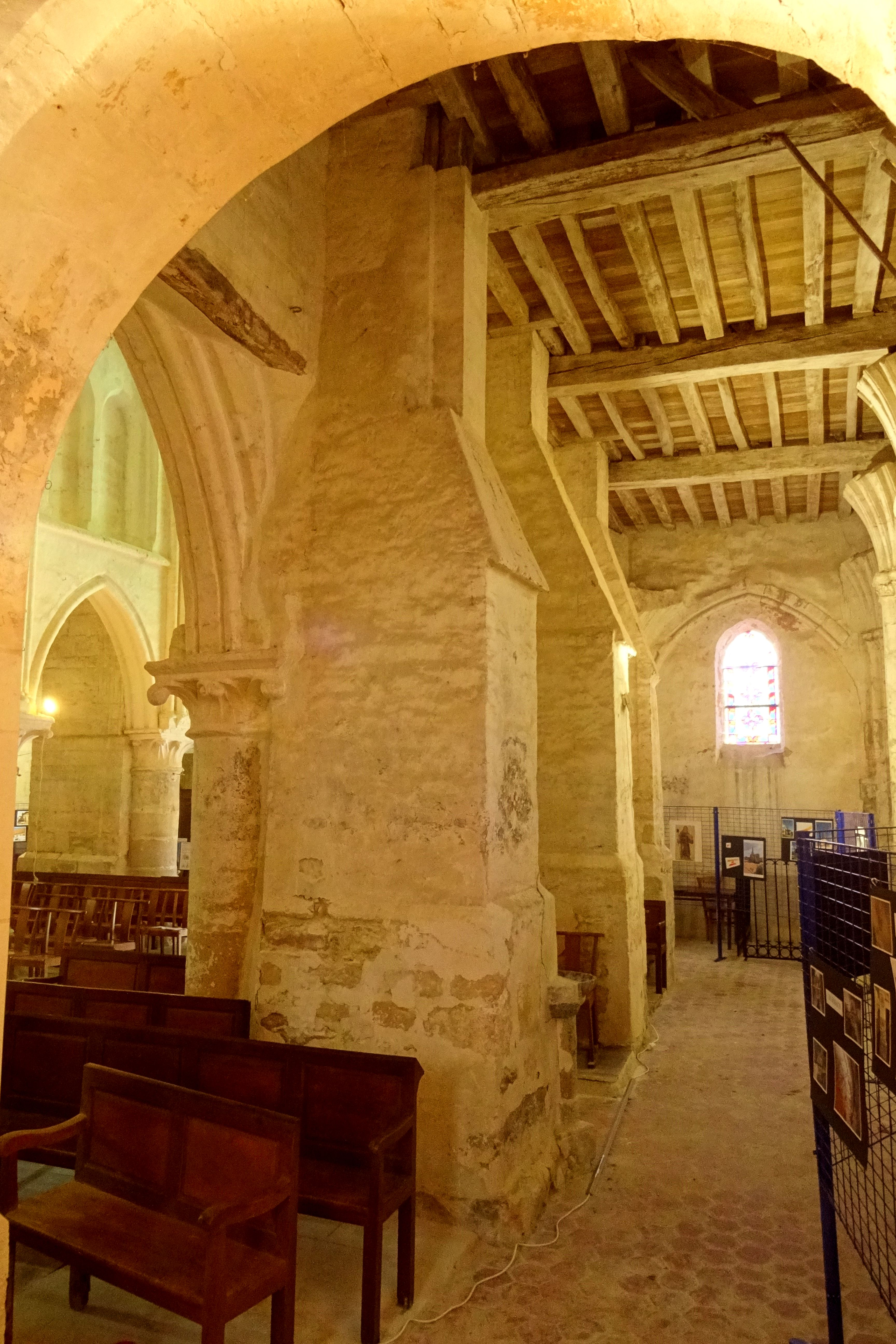
Bas-côté nord, vue vers le sud-ouest.

Le bas-côté nord de la nef gothique a été démoli après le milieu du XVIe siècle, hormis le mur occidental, et a été remplacé par une construction Renaissance, inachevée ; après l'achèvement, le bas-côté sud aurait été rebati de la même manière. L'architecture de la Renaissance est omniprésente dans le Vexin français, mais la seule église entièrement de style Renaissance est Épiais-Rhus. Les exemples de chantiers inaboutis ne manquent pas, le plus exposé étant sans doute celui de l'extension de l'église Saint-Christophe de Cergy. Le portail richement orné, de même que les fenêtres, ouvrent sur un espace ouvert, sans couverture. À Théméricourt, on a voûté la nef gothique, mais n'a pas trouvé les moyens pour voûter les bas-côtés, ce qui suscitent des problèmes de stabilité évidentes. À Jouy-le-Comte, on a entamé un nouveau bas-côté sud, sans même terminer la sculpture des chapiteaux des deux grandes arcades. À Génicourt, paroisse mère de Livilliers, on a achevé seul le bas-côté sud, avec les grandes arcades au sud de la nef, et un portail à l'ouest. Cette église a été démolie en 1904. À Marines, on érigea un nouveau collatéral sud assorti d'un porche, mais l'on se contenta de l'adaptation de l'ancienne nef, et le collatéral nord demeure inachevé. À Nucourt, c'est le clocher-porche qui attend toujours sa coiffe.
En ce qui concerne donc Livilliers, la qualité du porche peut motiver des regrets quant à l'inachèvement du bas-côté, mais force est de constater que le projet fut mené en éludant les questions du raccordement avec la nef et de la destinée des volumineux contreforts à l'intérieur du bas-côté. Cela est démontré par la survivance de l'amorce d'une voûte gothique dans l'angle sud-ouest de la première travée, et par l'absence totale de supports Renaissance au sud de la nouvelle construction. Les supports engagés dans le mur gouttereau nord sont des pilastres non sculptés, avec des ressauts, soit un pilastre étroit correspondant à l'arc-doubleau, et un pilastre plus large derrière, destiné aux ogives et aux formerets. Ces pilastres ont des bases attiques montées sur des hauts socles, qui sont scandés, plus bas, par un filet et un tore. Les chapiteaux, tous assez semblables, et discrets avec leur faible envergure, sont issus d'une fusion entre l'ordre ionique, pour la partie haute, et de l'ordre corinthien, pour la partie basse. En haut, des coussinets encadrent un rang d'oves et de dards. Suit un rang de perles. En bas, des feuilles d'acanthe se profilent devant le pilastre. Suit une succession de moulures. Sans que l'on sache si c'est par hasard ou pas, la nef de Berville possède des chapiteaux de la même facture. Au-dessus des chapiteaux, un regard sur les « pieds de gerbe » permet de voir que les voûtes devaient être munies de liernes en plus des ogives, et donc certainement aussi de tiercerons, à moins que furent projetés des motifs plus complexes. La modénature complexe des nervures cherche à éviter la monotonie, avec des liernes d'une section carrée dans l'intrados, et des ogives d'une section torique dans l'intrados. Si ces voûtes avaient été exécutées, le plancher du sol du comble aurait été porté à 80 cm au-dessus de son niveau actuel.
Les trois fenêtres du côté nord sont en plein cintre, et affichent le remplage habituel d'usage à la Renaissance pour les baies de ces dimensions, à savoir deux formes en plein cintre surmontées d'un oculus entre deux écoinçons ajourés, soit la rémininiscence du soufflet et des mouchettes flamboyantes. Les meneaux accusent une modénature émoussée, et ont pour base un bloc non sculpté. L'ébrasement est entouré d'un quart-de-rond et comporte un ressaut. Le seuil prend la forme d'une doucine, et repose sur un bandeau agrémenté d'une succession de moulures. Cette architecture est très soignée. Le revers du portail sous le porche est en revanche dénué de toute décoration. À l'ouest, subsiste une petite baie gothique sous la forme d'une lancette simple en tiers-point. Telles sont aussi les fenêtres de la troisième et de la quatrième travée du bas-côté sud, tandis que la baie occidentale du bas-côté sud est en plein cintre. Étant donné le tableau qui l'encadre à l'extérieur, il est manifeste que cette baie a été refaite à la période classique. La première et la deuxième travée du bas-côté sud ne semblent pas avoir eu de fenêtres du côté sud. Pour venir aux grandes arcades ouvrant sur la nef et les volumineux contreforts qui font saillie dans les bas-côtés, et déterminent leur caractère, ils ont déjà été mentionnés dans le contexte de la nef et de l'histoire de l'édifice, de même que les colonnettes à chapiteaux gothiques dans l'angle sud-ouest du bas-côté nord. On y voit quelques claveaux d'une ogive torique, et le vestige des voûtains adjacents, qui atteignent encore plus d'un mètre de hauteur. L'arc formeret occidental est même presque entièrement conservé, jusqu'à une vingtaine de centimètres du pilier engagé Renaissance dans l'angle nord-ouest. Dans le bas-côté sud, la réfection du mur occidental à la période classique n'a pas laissé de tels vestiges, mais l'on peut néanmoins noter une colonnette à chapiteau sans emploi dans l'angle nord-est de la dernière travée, destinée à recevoir une ogive. Reste à mentionner la litre funéraire présente sur les piliers engagés du bas-côté nord, les piliers gothiques et sur les contreforts. C'est la même que l'on trouve aussi dans l'église d'Ennery. Elle est aux armes de Victor-Thérèse Charpentier, marquis d’Ennery et seigneur de Livilliers, mort en 1776.

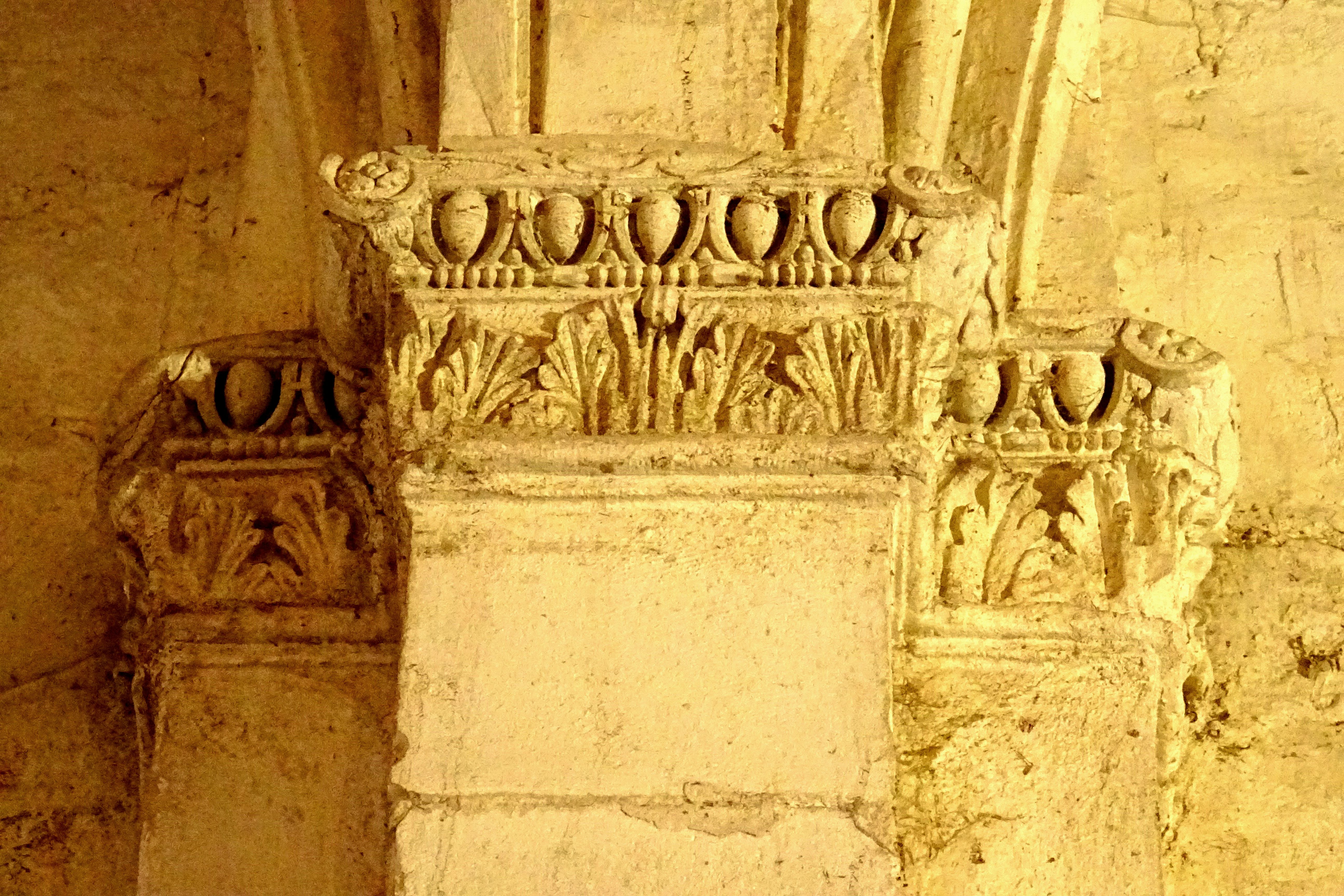
Bas-côté nord, chapiteaux Renaissance au nord du 1er doubleau.
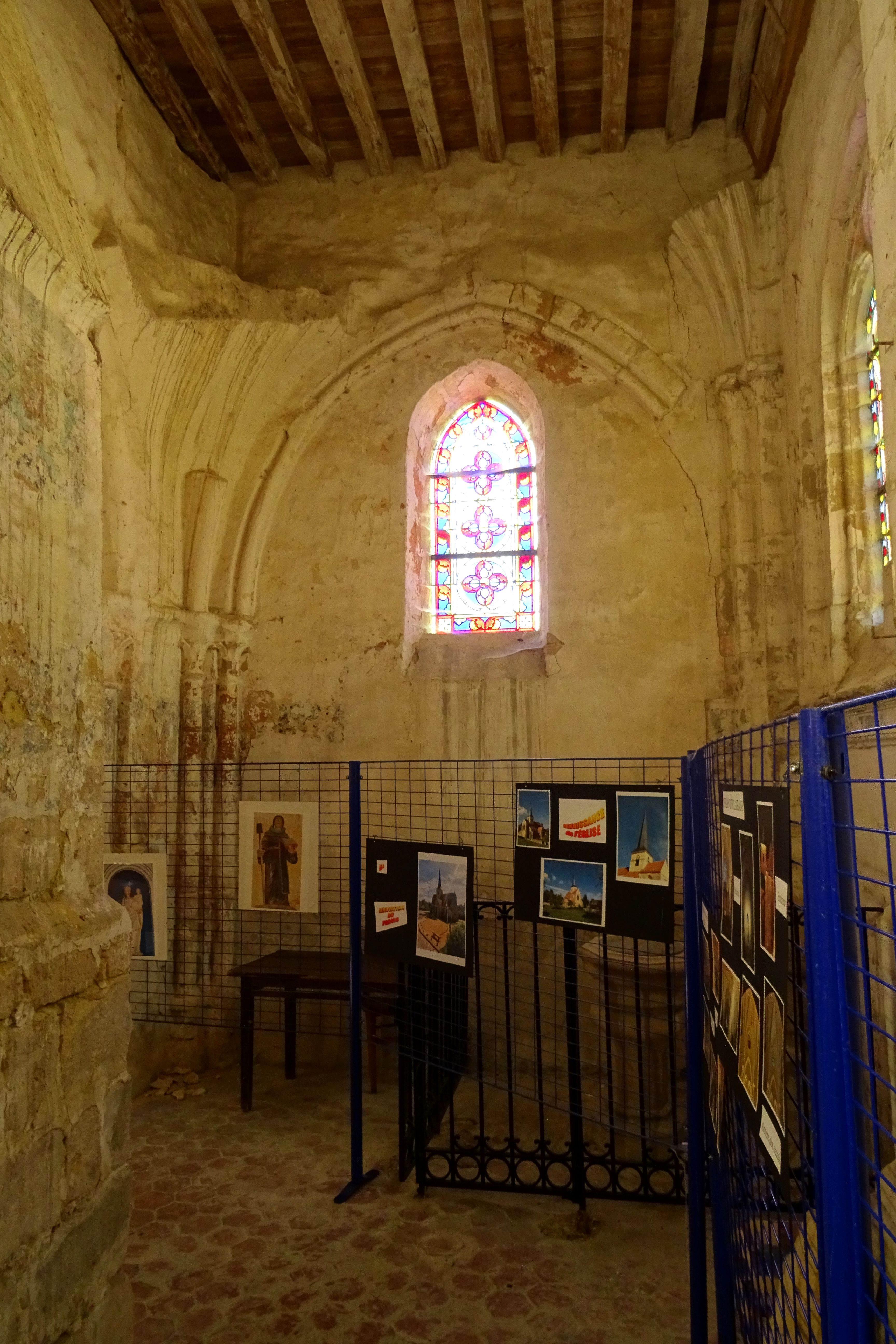
Bas-côté nord, mur occidental, avec formeret gothique.
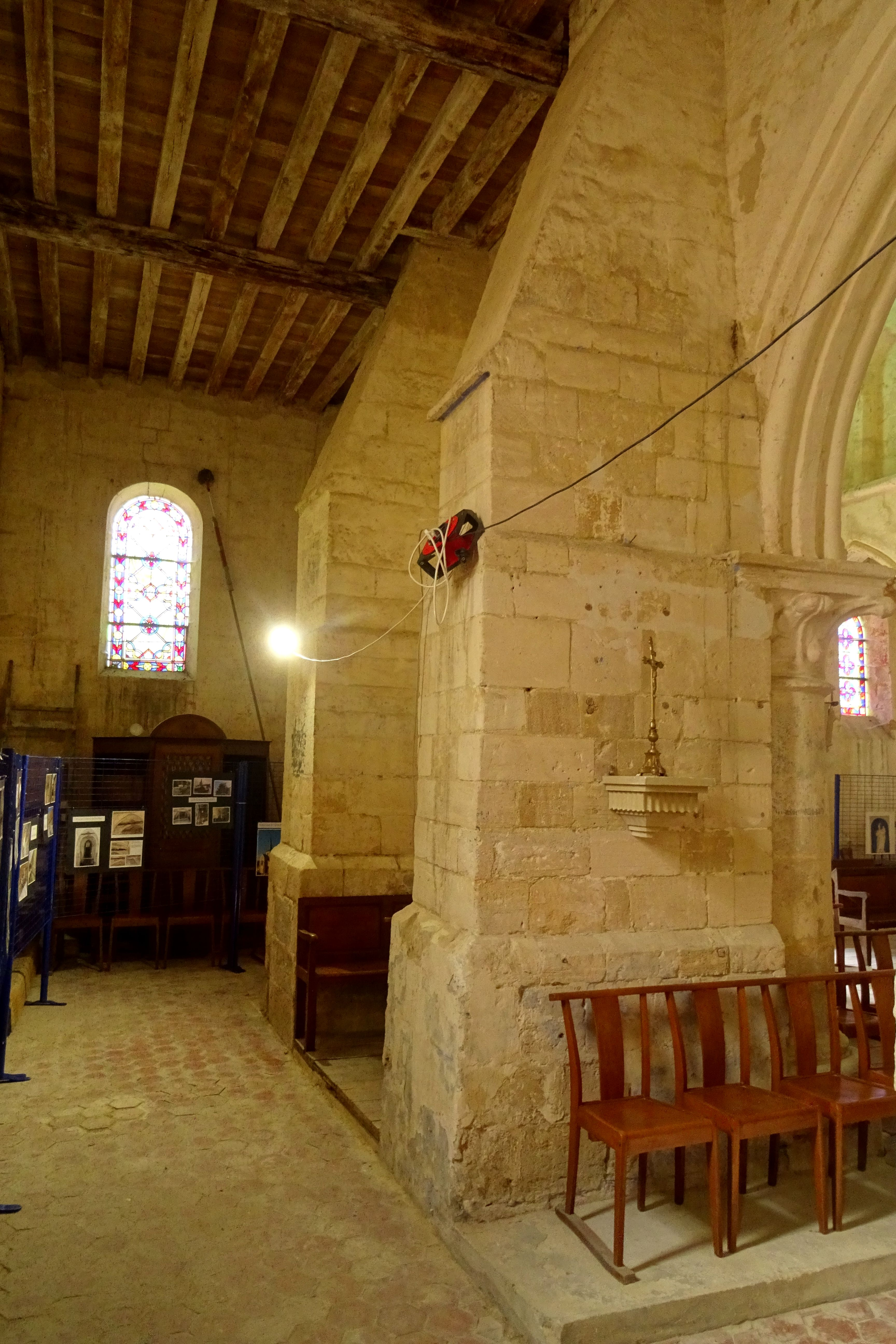
Bas-côté sud, vue diagonale vers le nord-ouest.
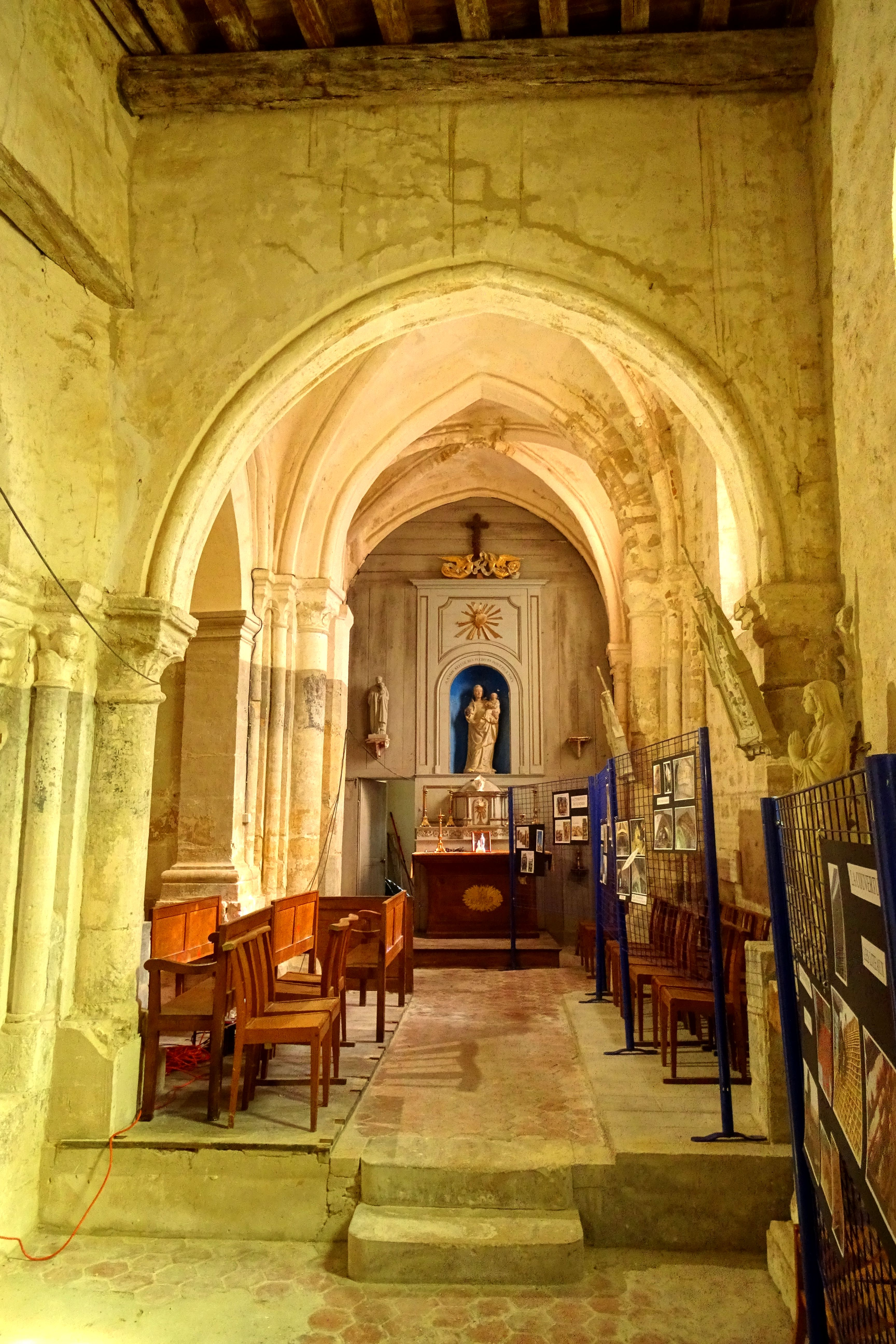
Bas-côté sud, vue vers l'est dans la chapelle latérale sud.
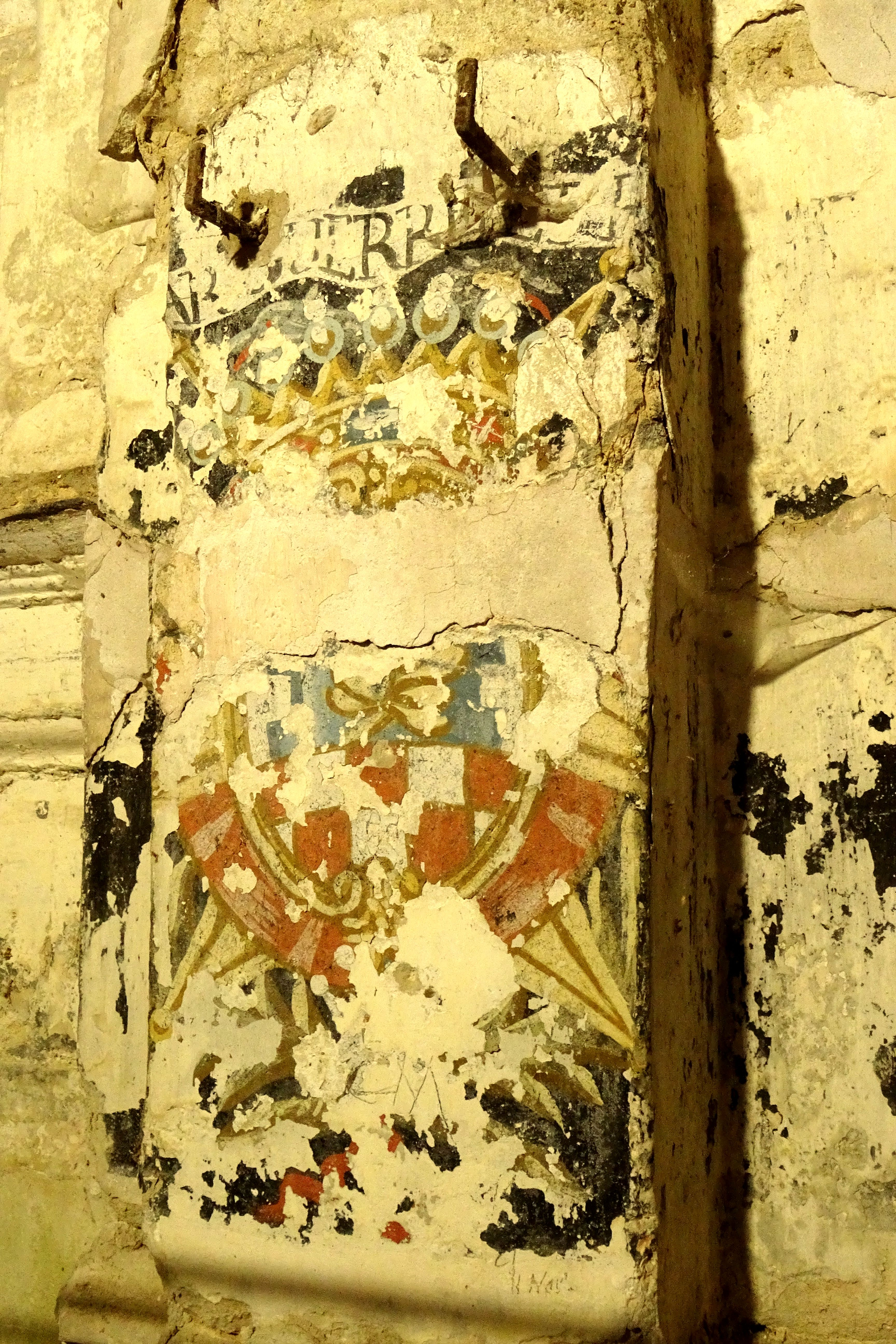
Litre funéraire (à côté du portail nord).
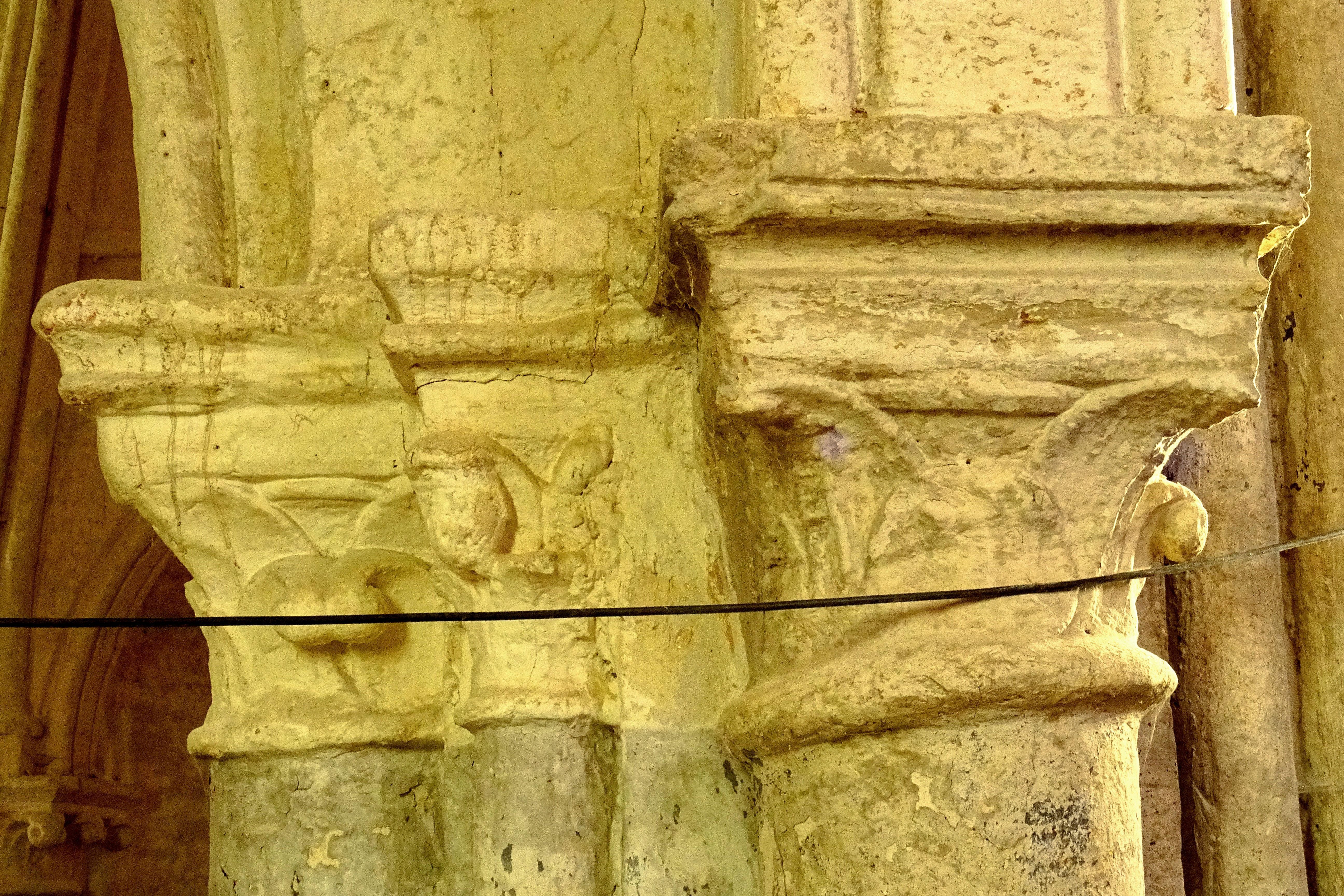
Bas-côté sud, chapiteaux gothiques dans l'angle nord-est.

### Extérieur

#### Chapelles latérales, bas-côté sud et clocher

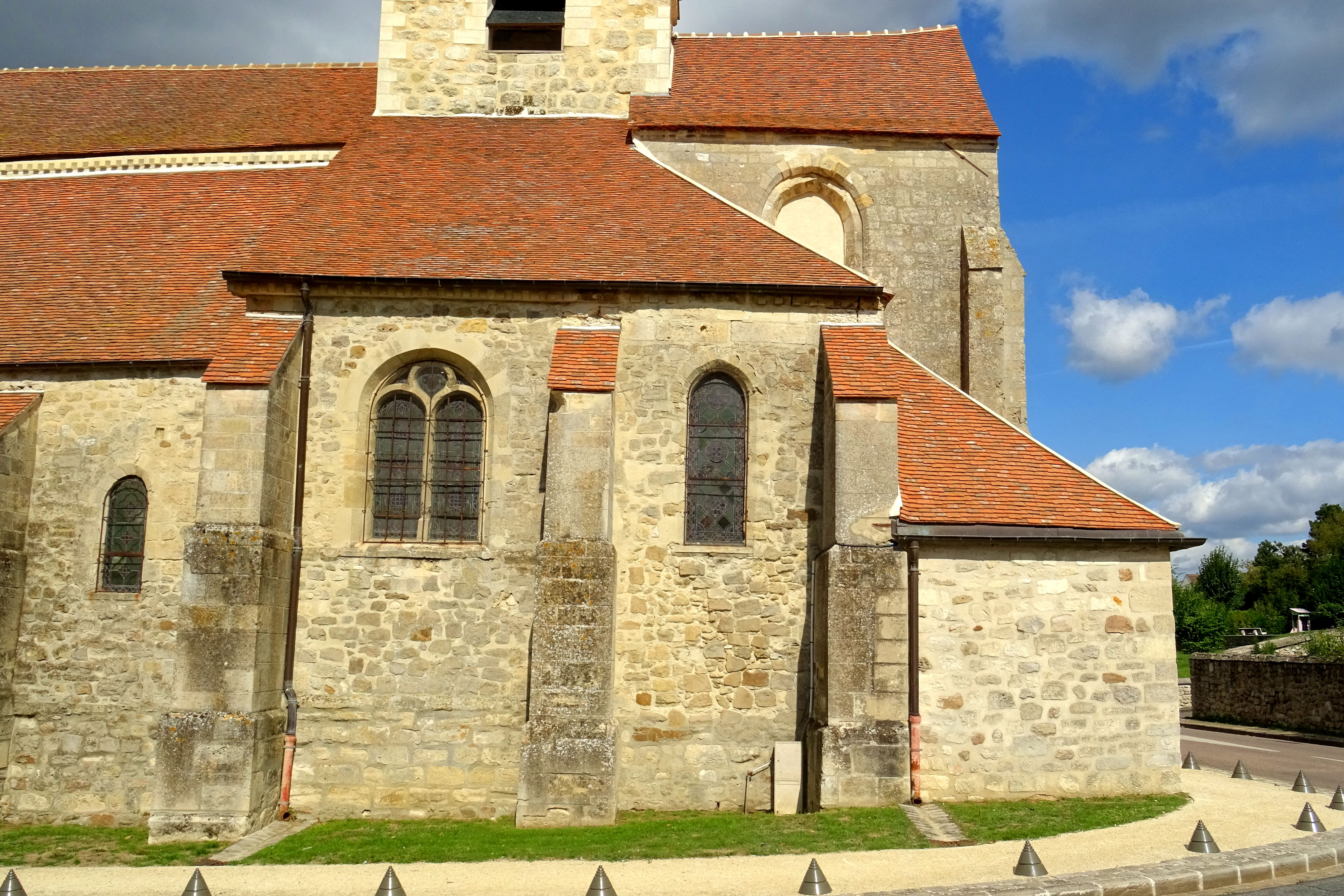
Chapelle latérale sud, chœur et sacristie, vue depuis le sud.

Les seules parties intéressantes à l'extérieur sont, dans cet ordre, le porche avec le bas-côté nord, des années 1560-1580 ; la façade occidentale du premier quart du XIIIe siècle ; et le chevet du début du XIIIe siècle. Les chapelles latérales du chœur ont été largement remaniées, comme déjà évoqué lors de la description de l'espace intérieur. Tout ce qui reste d'origine à l'extérieur sont la baie de la deuxième travée de la chapelle latérale sud, hormis le glacis inférieur qui a été remplacé par une tablette, et la corniche de modillons côté sud. Les trois contreforts méridionaux, extrêmement saillants, sont certainement anciens, mais ne datent pas de la construction du chevet et de la façade, quand les contreforts étaient scandés de plusieurs retraites moyennant des courts glacis ou des larmiers. Les contreforts dimininuent seulement deux fois en diamètre grâce à un fruit, et sont amortis par un glacis recouvert de tuiles, dispositif inconcevable dans l'archtitecture gothique. Les trois contreforts du bas-côté sud de la nef sont par ailleurs du même type, mais moins saillants. Ils n'auraient néanmoins pas eu de cens, avec les dimensions données, en l'absence de voûtement du bas-côté. L'absence de contrefort entre la première et la deuxième travée concorde avec l'absence de fenêtres dans ces travées. En haut de la nef, une corniche de denticules marque la limite entre le rampant sud de la toiture de la nef et le toit en appentis du bas-côté. Elle a été entièrement refaite en 2017-2018. Du côté nord, elle a disparu. Quant au clocher, il a déjà été évoqué dans le contexte de l'histoire de l'édifice, et est dénué de caractère : « maussade » est l'adjectif que Louis Régnier lui attribue. Tout en incluant de minces vestiges de la période romane, il est, dans sa forme actuelle, un produit de la reconstruction entre la fin du XVIIe siècle et le milieu du XVIIIe siècle, et de la restauration profonde des années 2018-2019.

#### Porche Renaissance et bas-côté nord

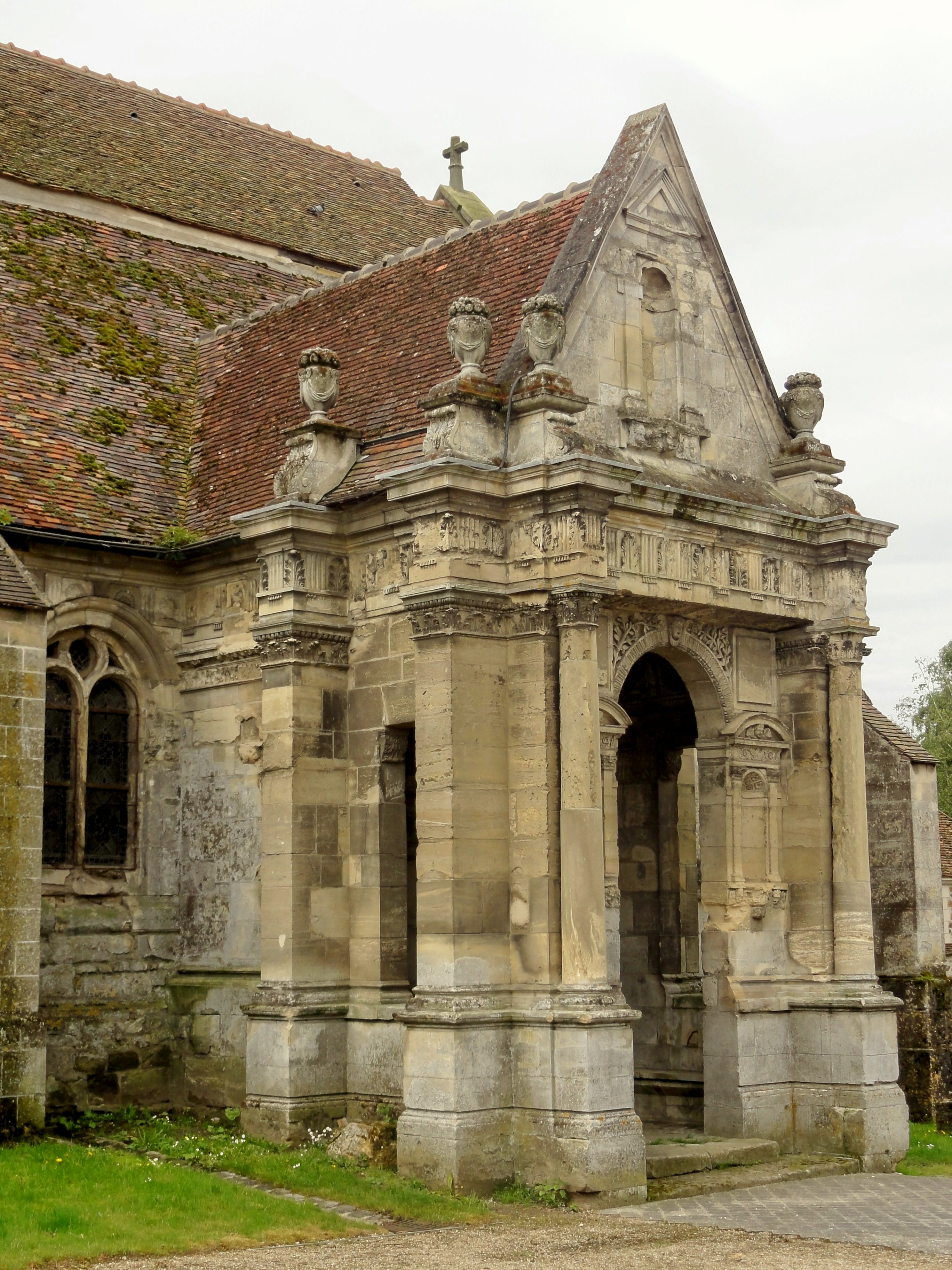
Porche, vue depuis le nord-est.

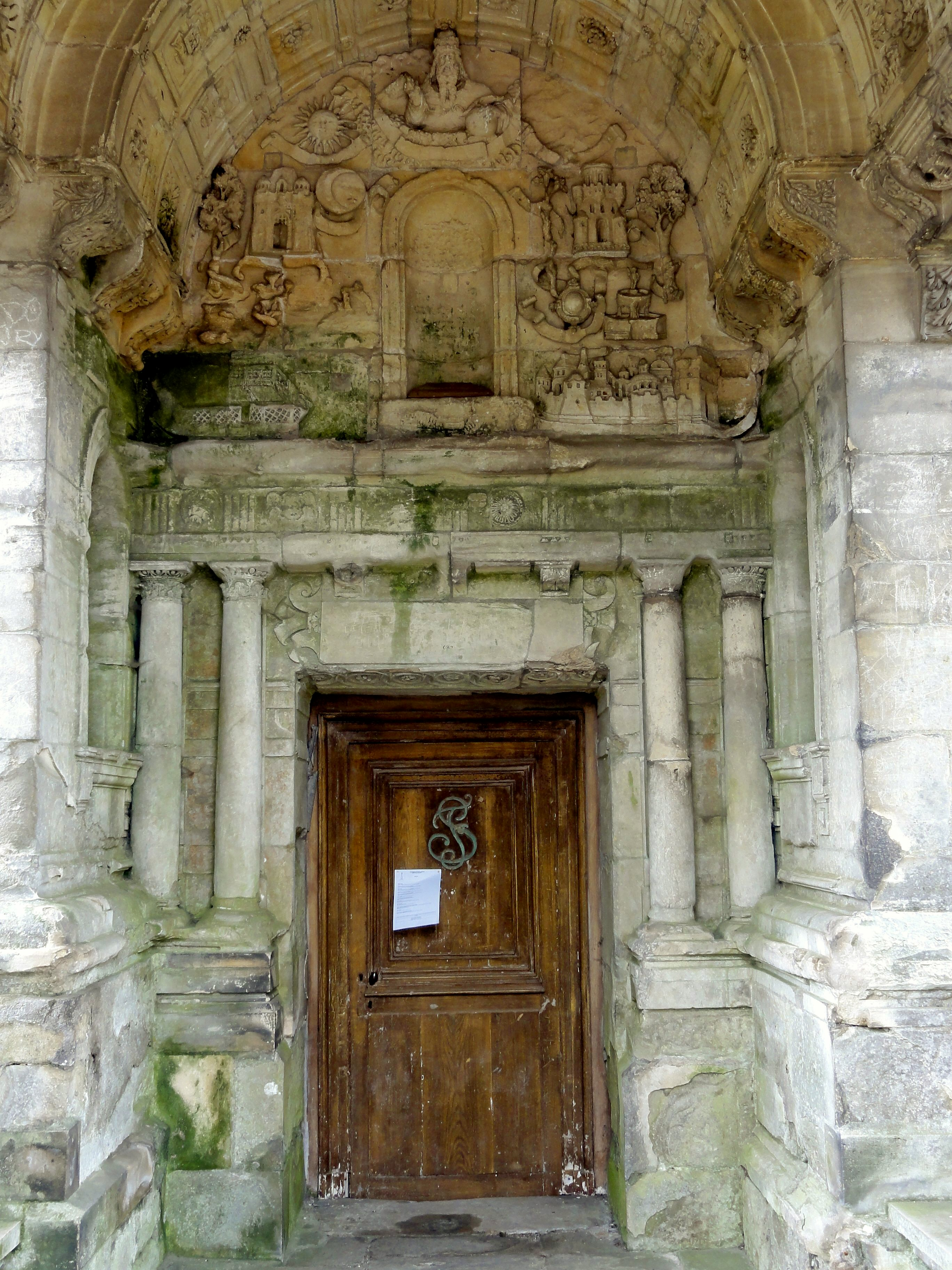
Portail sous le porche.

Le porche se présente par une petite façade surmontée d'un gable, qui termine le toit en bâtière. La façade est épaulée par deux contreforts othogonaux à ses deux angles. Les contreforts latéraux ont des homologues au milieu des élévations latérales. Les contreforts de face, plus élaborés, ne sont pas pleins, mais une colonnette à chapiteau est prise sur leur envergure. Ses chapiteaux ont une corbeille ronde, contrairement aux chapiteaux à l'intérieur du bas-côté, mais sont sinon sculptés des mêmes motifs. Ce n'est pas ce que l'on entend par l'ordre composite. Louis Régnier décrit le concept ainsi : « Tout en s'inspirant des ordres antiques, comme le voulait la mode de son temps, cet architecte ne craignait pas, d'ailleurs, de les interpréter avec la plus grande liberté. Au-dessus de colonnes un peu longues, ses chapiteaux, revêtus de feuilles d'acanthe sous un rang d'oves, ne sont ni ceux de l'ordre ionique, ni ceux du corinthien ; ce que l'artiste a visiblement cherché à faire, c'est un dorique orné, à dire vrai, non dépourvu d'agrément ». Le motif des chapiteaux se poursuit sur le sommet des autres contreforts et des couronnes du mur, tandis qu'en bas, ce sont les moulures de la base attique qui marquent la limite supérieure du soubassement. Tous ces contreforts supportent un entablement complet avec une frise dorique avec alternance de triglyphes à gouttes et de feuilles d'acanthe. En plus, les contreforts sont amortis par une console surmontée d'un vase, qui est orné de mascarons crachant des rinceaux. L'arcade en plein cintre ouvrant sur l'intérieur du porche est haute et étroite. Elle est ornée d'un rang de feuilles simples stylisées et d'un rang de perles, et surmontée d'une tête de chérubin, tandis ques des rameaux de laurier garnissent les écoinçons. L'espace entre les piédroits de l'arcade et les colonnettes est occupé par des niches à statues architecturées, vides, flanquées de pilastres corinthiens et surmontées d'un entablement et d'un frontons en arc-de-cercle, qui arbore une tête de chérubin. D'autres têtes de chérubin servent de consoles aux bases des pilastres. Une troisième niche, visiblement mutilée et mal restaurée sous Jules Formigé en 1936, garnit le gâble. Si elle devait initialement être analogue aux autres niches, elle est toutefois surmontée d'un fronton triangulaire. Louis Régnier se prononce ainsi sur l'état du porche : « Dans toute cette construction, la résistance de la pierre s'est montrée malheureusement très inégale, et l'on ne pourrait songer à une restauration sans se yoir entraîné à refaire une grande partie de la sculpture et de la mouluration. Il faut cependant, de toute nécessité, chercher à consolider ce charmant spécimen de l'art de la seconde Renaissance ».
L'intérieur du porche est voûté en berceau et agrémenté d'un plafond à caissons. Ces caissons sont sculptés tantôt de têtes humaines, souvent au milieu d'un décor végétal ou ornemental, et de fleurons végétaux divers. Il y a certes quelques répetitions du même motif, mais la diversité et créativité du sculpteur sont tout à fait remarquables. Au croisement des bandeaux qui encadrent les caissons, se profilent des patères. Les bandeaux retombent, à la base de la voûte, sur des consoles sculptées de feuilles d'acanthe, dans les intervalles desquelles se profilent des têtes de chérubin assez diverses. La voûte, de même que l'espace intérieur, se répartissent entre le porche proprement dit et le portail, qui est en partie pris dans l'épaisseur du mur, et où le plafond se retracte par un ressaut. Les murs latéraux du porche sont longés par des bancs de pierre, et ajourés par deux étroites baies rectangulaires de chaque côté. L'ornementation se concentre, pour le reste, sur le portail. Une niche en plein cintre assez simple est ménagée dans chacun des piédroits de l'intrados. La porte, assez petite, s'ouvre sous un large cartouche qui ne semble jamais avoir reçu son inscription. Elle est flanquée de deux paires de colonnettes semblables à celles de la façade du porche. Leurs chapiteaux, ainsi que trois consoles intercalées, supportent un entablement à triglyphes et patères, qui a son tour sert d'appui au tympan. Sous les yeux bienveillants d'un buste de Dieu le Père bénissant et tenant le globe terrestre, et de part et d'autre d'une troisième niche en plein cintre qui abritaient encore en 1895 une statue de la Vierge à l'Enfant en bois, mutilée, se déploient les symboles des litanies de la Vierge ou du Cantique des Cantiques. Ils s'accompagnent des phylactères, qui sont depuis longtemps illisibles. On peut distinguer les motifs suivants : le soleil, la lune, une porte fortifiée (la porte du ciel), un serpent qui s'enroule autour du tronc d'un arbre, une scène qui reste à identifier (liée au  jardin d'Éden ?), une clôture de jardin, une fleur de lys, la tour de David, un arbre (un olivier ?), le miroir de justice, un petit personnage au-dessus d'une cuve qui semble déverser de l'eau dans une fontaine, et le Jérusalem céleste
Le bas-côté nord n'est pas en tous points homogène avec le porche. Certes, ses allèges sont scandées verticalement par une plinthe moulurée au niveau de la base des pilastres et murs du porche, mais cette scansion à mi-hauteur des allèges n'est pas esthétiquement favorable, puisqu'il y a aussi une plinthe en forme de doucine à la limite du soubassement, et un bandeau mouluré à la naissance des fenêtres, ce qui fait une triple scansion sur une faible hauteur. D'autre part, l'entablement, qui se poursuit aussi sur les murs du bas-côté, ne se situe pas à un niveau suffissamment élevé pour dépasser le sommet de l'arc des fenêtres. Il est donc entamé à leur niveau. Enfin, les deux contreforts septentrionaux propres au bas-côté nord de la nef sont différents tous les deux et pas de style Renaissance. Le contrefort médian entre les deux travées est très large. Il se retraite une fois par un larmier au niveau de la limite des allèges, et se termine par un long glacis, ce qui évoque l'architecture gothique. L'autre contrefort est plus mince, et s'arrête en dessous de la corniche de l'entablement. Contrairement à ses voisins, le contrefort occidental voisin du XIIIe siècle a été remanié avec une frise Renaissance à son sommet, et une section d'entablement découpée diagonalement habille les faces latérales de son glacis sommital. Ces deux contreforts d'angle paraissent toutefois contemporains dans leur partie inférieure.

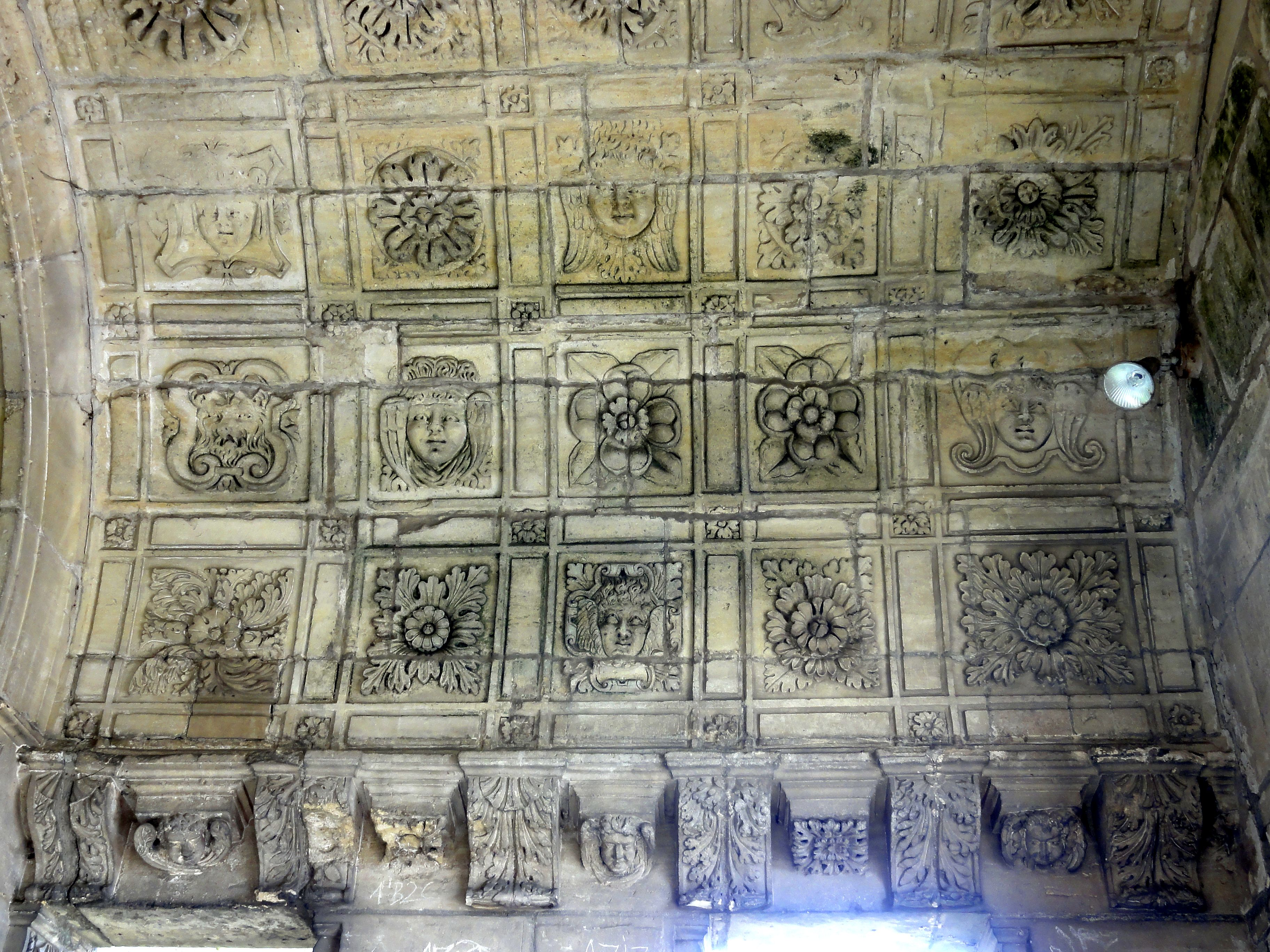
Plafond à caissons.
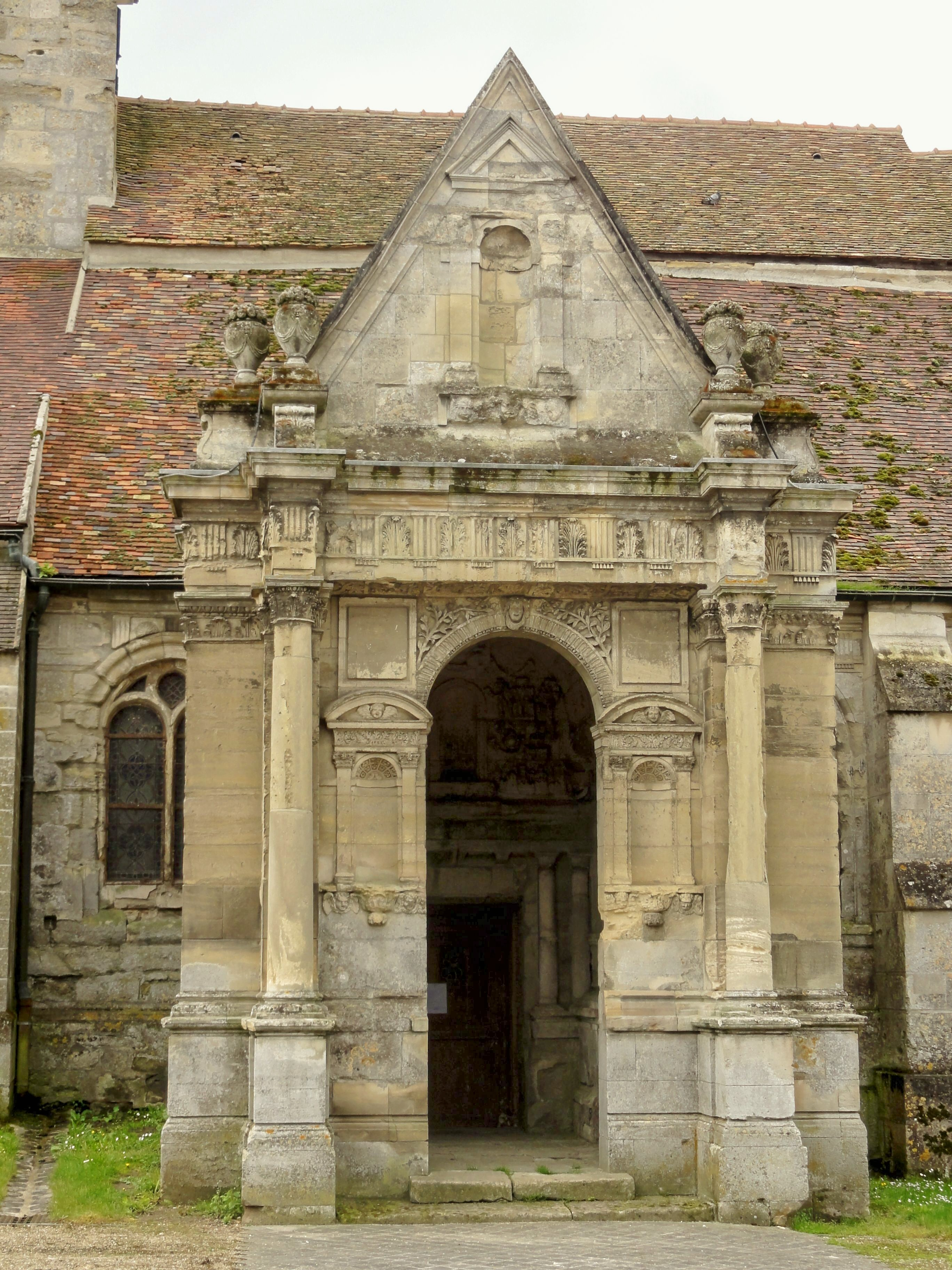
Porche, vue depuis le nord.
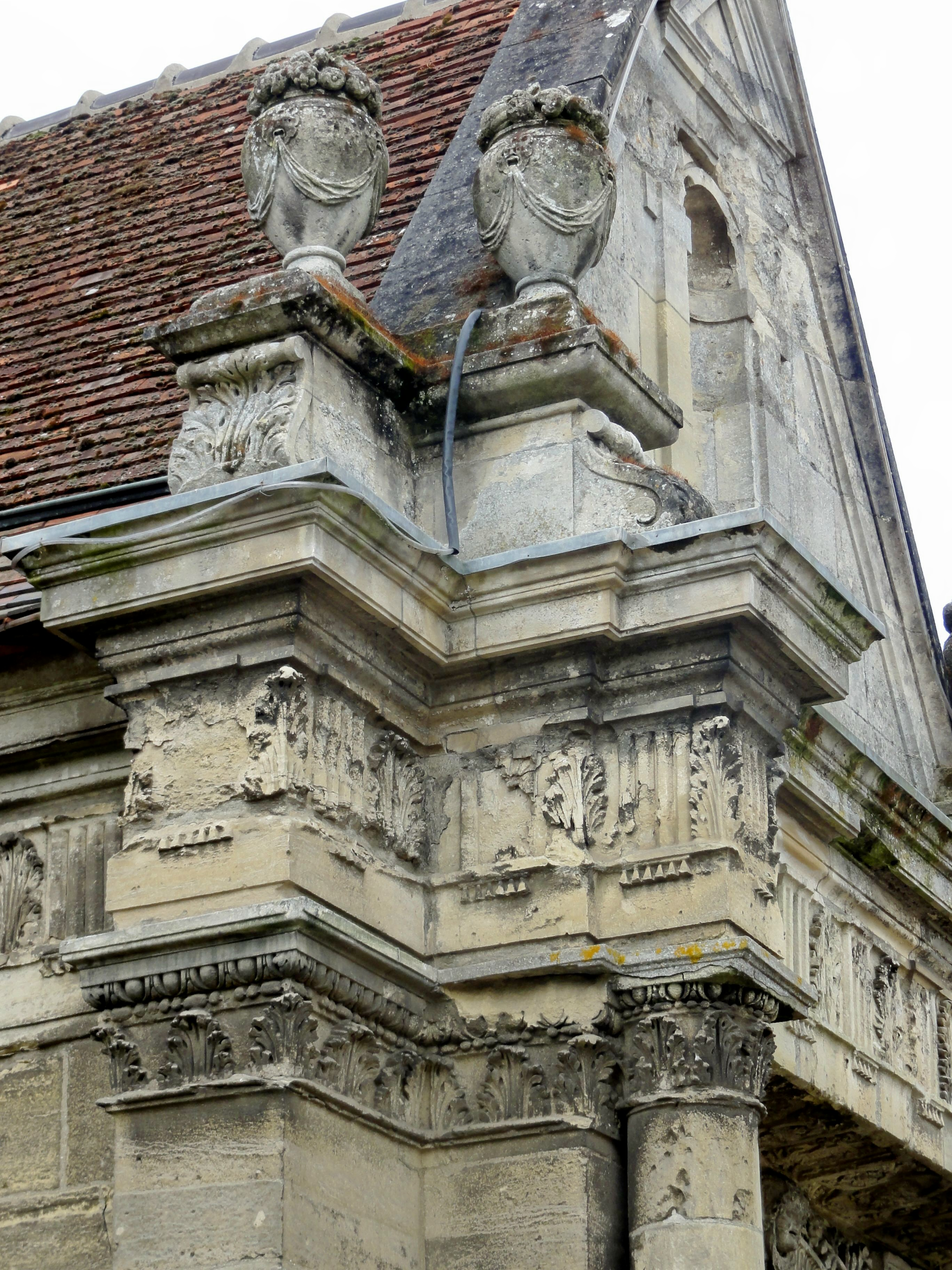
Amortissement des contreforts.
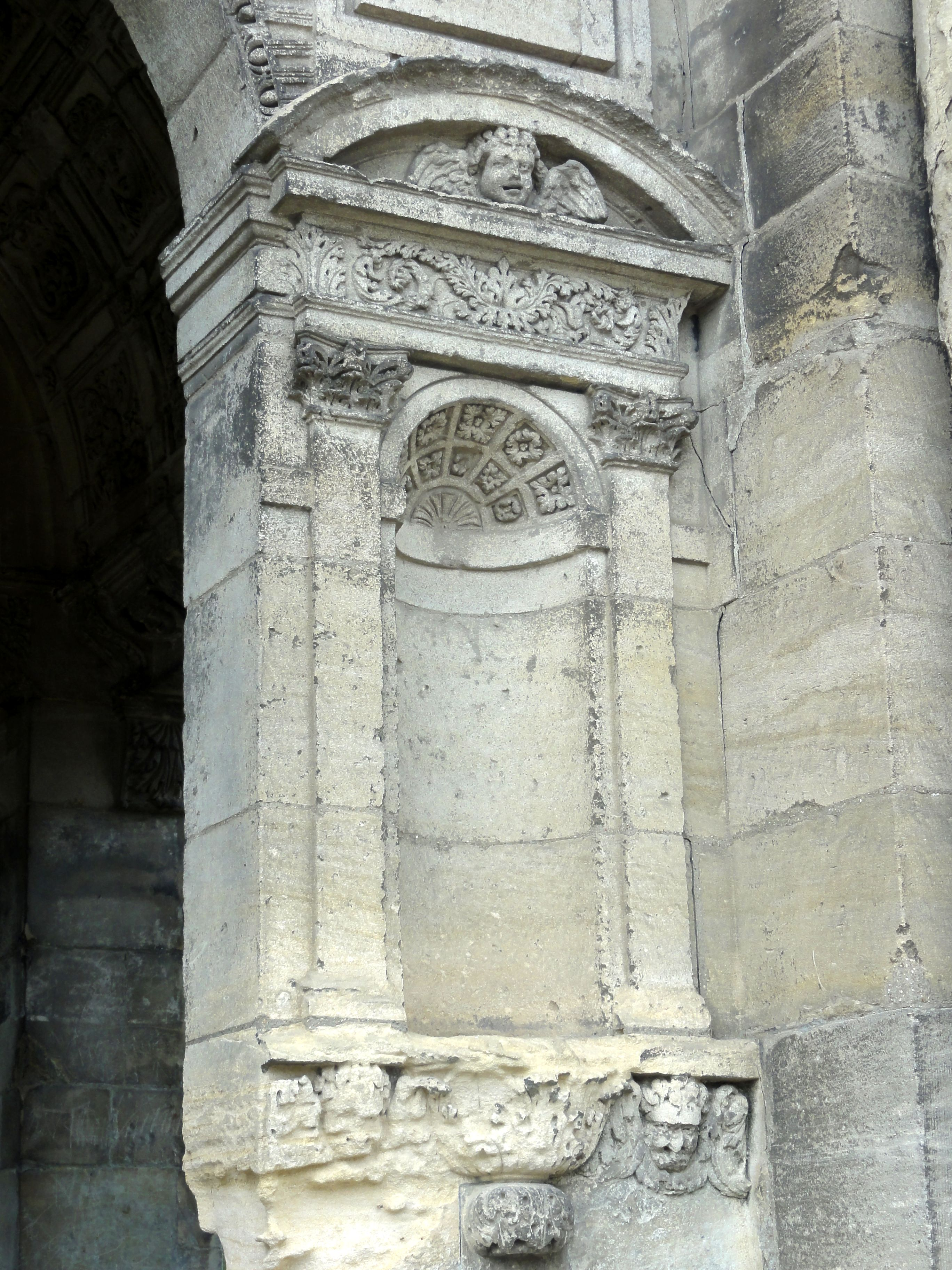
Niche à droite du portail.
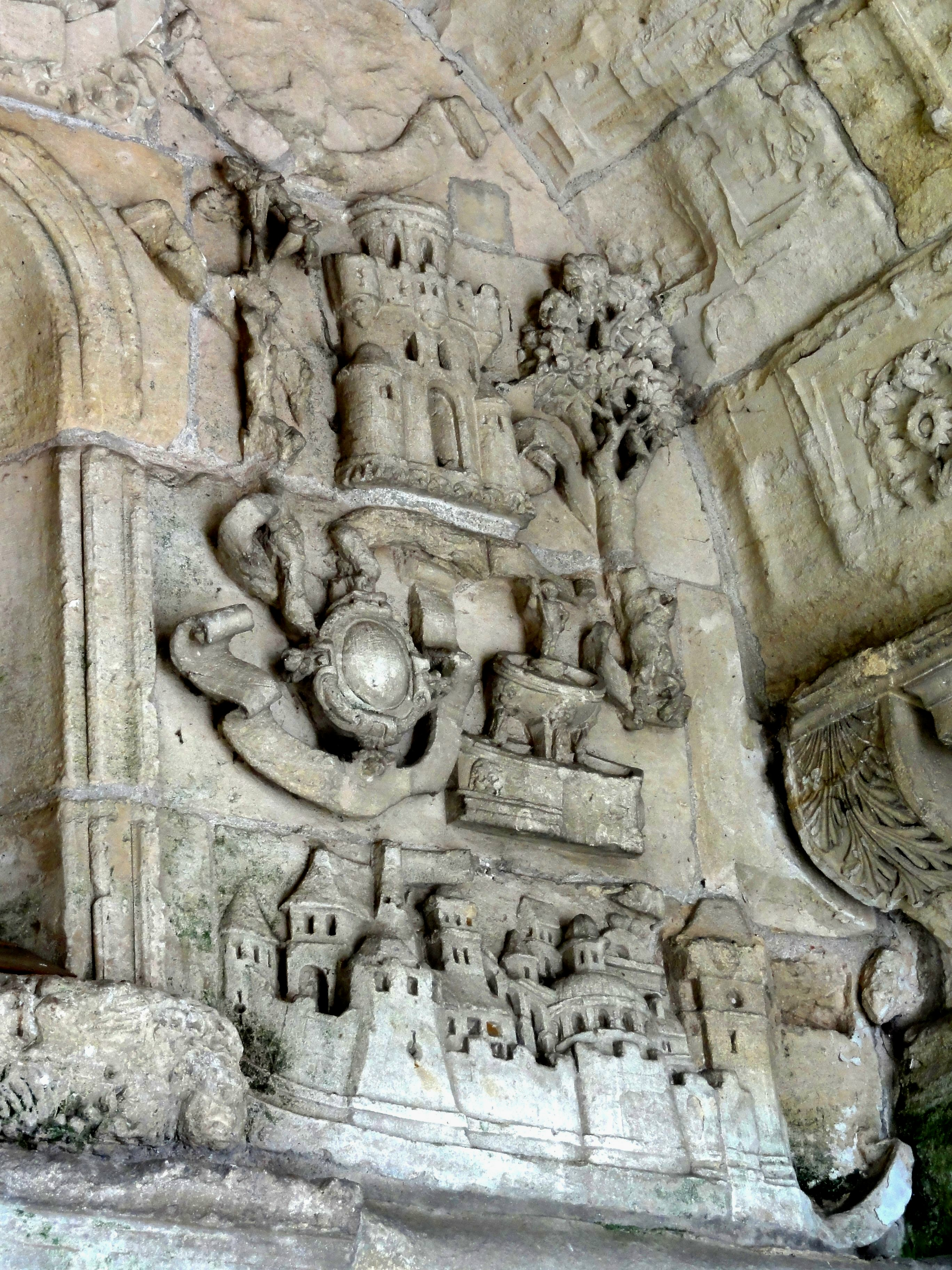
Tympan, partie droite.
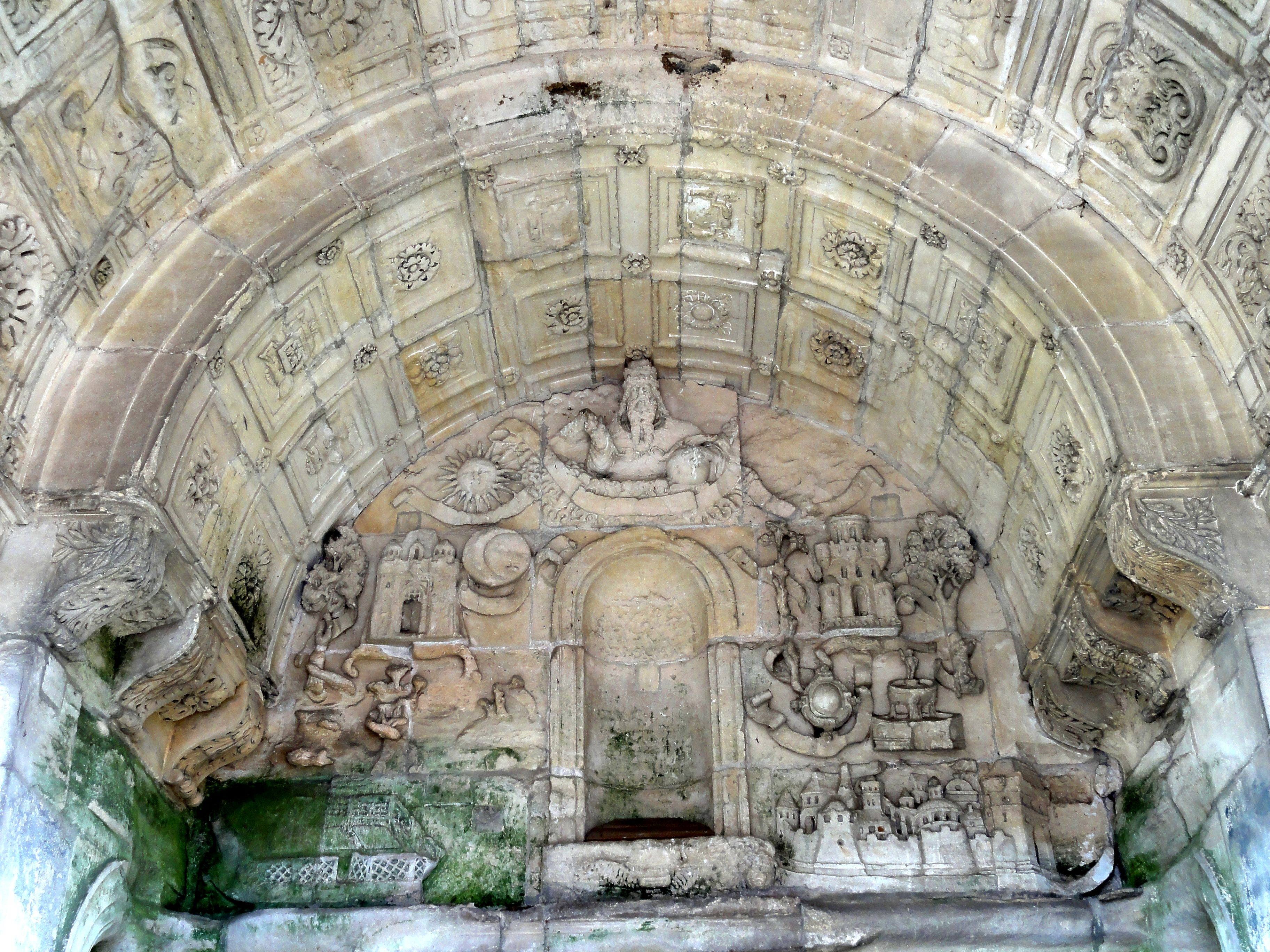
Tympan du portail.

#### Façade occidentale et chœur

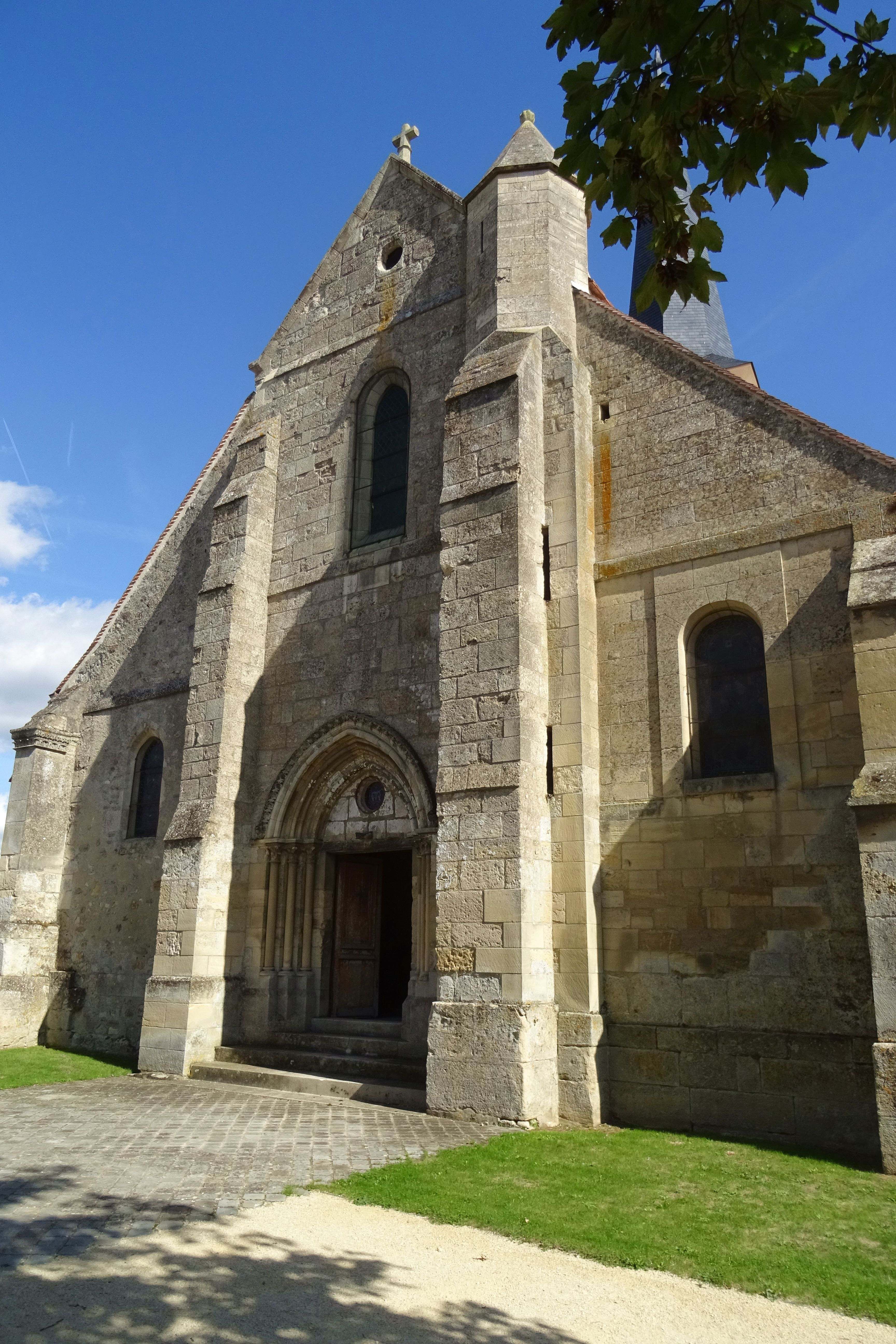
Façade occidentale, vue depuis le sud-ouest.

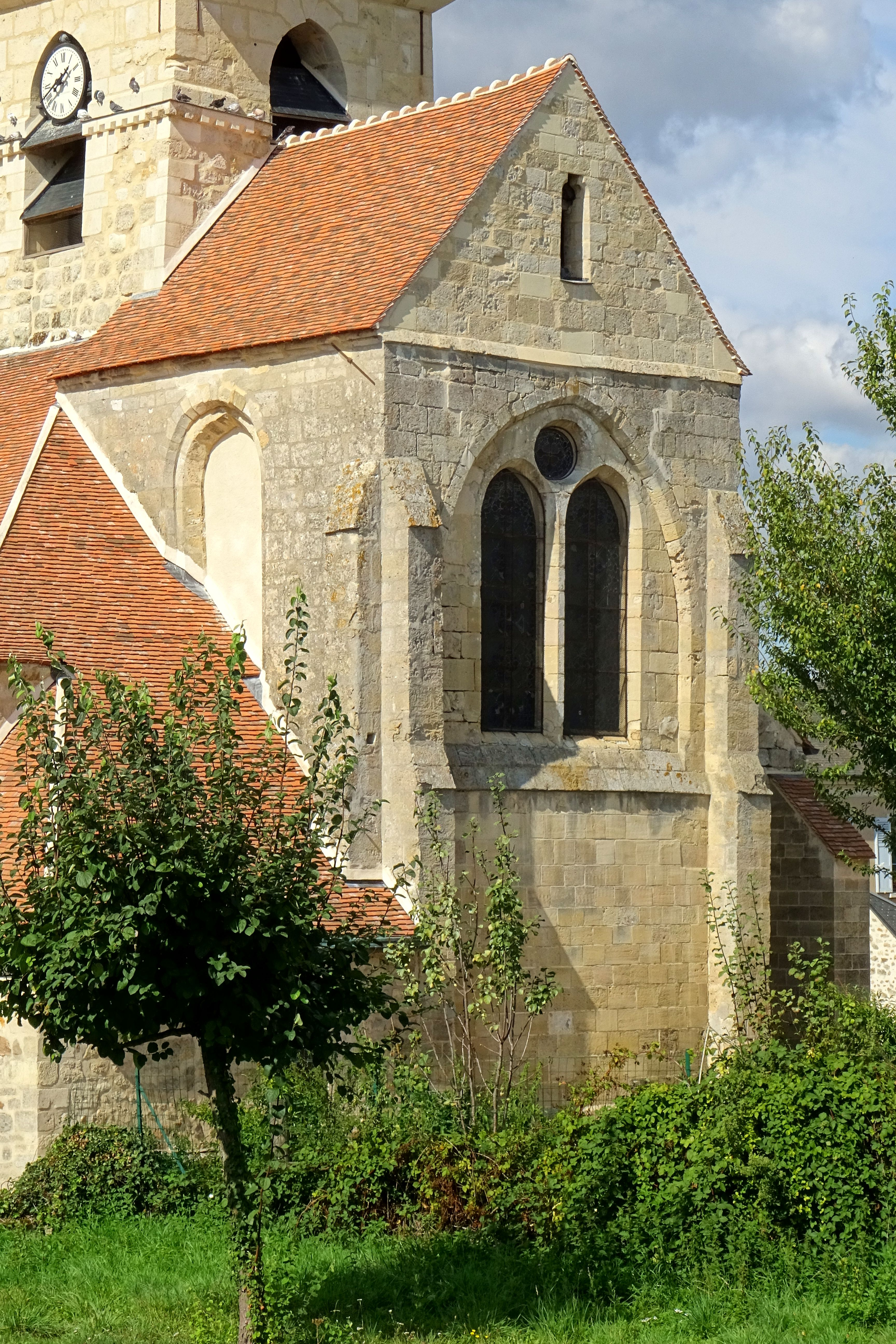
Chœur, côté sud-est.

La façade occidentale de la nef n'a guère évolué depuis sa construction, peu après le chœur. Elle est appareillée en pierre de taille, et délimitée verticalement par des contreforts à ressauts caractéristiques de la première période gothique, relativement peu saillants dans leur partie supérieure. Le contrefort de droite dissimule la tourelle d'escalier, dont la présence est seulement trahie par des ressauts dans le mur à gauche et à droite, sauf en hauteur. Cette disposition est comparée à Auvers-sur-Oise et Nesles-la-Vallée. La cage d'escalier se termine en effet par une échauguette sur plan octogonal coiffée, d'une pyramide de pierre sommée d'une boule. Entre les contreforts, se dresse le pignon de la nef, muni d'acrotères et surmontée d'une croix en antéfixe. Il est percé d'un oculus pour l'aération des combles de la nef en son milieu, et repose sur un larmier. Un autre larmier court en dessous de la lancette nettement ébrasée qui est actuellement l'unique source de lumière directe de la nef. Toute la partie inférieure de la façade est occupé par le portail principal. Celui-ci se rapproche de ses homologues d'Auvers-sur-Oise et Vallangoujard. Fortement restauré aujourd'hui, il est flanqué de deux groupes de trois colonnettes en délit aux chapiteaux de feuillages et bases à tores aplatis, qui sont logés dans des ressauts du mur. Les fûts de colonnette de gauche n'existaient plus dès la fin du XIXe siècle. Louis Régnier observe que la sculpture des chapiteaux n'atteint pas la délicatesse des deux portails précités, et que les tailloirs sont creusés d'un cavet entre deux filets, à l'instar des tailloirs des gros chapiteaux de la nef. Il ne mentionne pas la tablette supérieure où figure un rang de têtes de clous. Les tailloirs au milieu de chaque groupe supportent une double archivolte torique, tandis que les autres tailloirs supportent deux par deux une seule archivolte torique, profilée en amande, qui se détache devant une large gorge. Le tympan est appareillé normalement, sans aucune sculpture, et percé seulement d'un oculus. Son pourtour est mouluré d'un cavet, au même titre que les baies des fausses tribunes de la nef et les lancettes du chevet. Une poutre en bois tient lieu de linteau.
Concernant maintenant les murs occidentaux des bas-côtés, seulement celui de gauche est ancien, et bâti en moellons irréguliers noyés dans un mortier. Sur le demi-pignon, qui repose sur un larmier, on peut identifier encore la trace de son exhaussement, quand le toit en appentis du bas-côté fut porté à sa hauteur actuelle, ce qui eut pour résultat l'obturation des baies hautes de la nef. Le couronnement Renaissance maladroit du contrefort d'angle et la lancette du XIIIe siècle ont déjà été mentionnés. Le mur occidental du bas-côté sud, également déjà mentionné dans le contexte de la baie en plein cintre, est appareillé en pierre de taille. L'agencement de la baie, le tableau dans lequel l'ouverture est ménagée, et le bandeau mouluré qui court à la naissance du demi-pignon évoquent la période classique ou néo-classique. Tout à droite, le contrefort d'angle subsiste quant à lui de la période gothique. Il se retraite une fois par un larmier présent sur les trois faces, comme fréquemment à la période rayonnante et flamboyante, et s'amortit par un glacis. Curieusement, le deuxième contrefort d'angle placé orthogonalement côté sud épaule pour moitié le précédent contrefort, et pour moitié seulement le mur de la façade. C'est encore un exemplaire qui n'a pas d'équivalent exact autour de l'ensemble de l'édifice.
Avec son austérité, le chœur tranche avec le caractère représentatif de la nef, même si le maître d'œuvre a dû être le même, vue l'analogie de modénature signalée ci-dessus. L'ensemble est dénué de tout ornement, il ne séduit que par les proportions harmonieuses et son caractère authentique. L'appareil est en pierre de taille. Les deux angles sont épaulés par deux contreforts orthogonaux, de la même facture que ceux qui encadrent la façade occidentale (et le bas-côté nord entre la première et la deuxième travée). Ils se retraitent une fois grâce à un glacis formant larmier, et s'achèvent par un glacis quatre assises en dessous de la couronne des murs. Le premier niveau de glacis se poursuit sur le mur du chevet, et sert d'appui aux deux lancettes surmontées d'un oculus, qui s'inscrivent sous un arc de décharge dont le ressaut devant le plan mural est adouci par un biseau. De la même manière, les lancettes qui éclairaient jadis la travée latéralement sont entourées d'un double biseau. Les murs gouttereaux se terminent par un ressaut, et le mur du chevet par un larmier peu saillant, qui le délimite du pignon. Celui-ci est ajouré d'une baie de forme oblongue, dont le court linteau repose sur deux corbeaux.

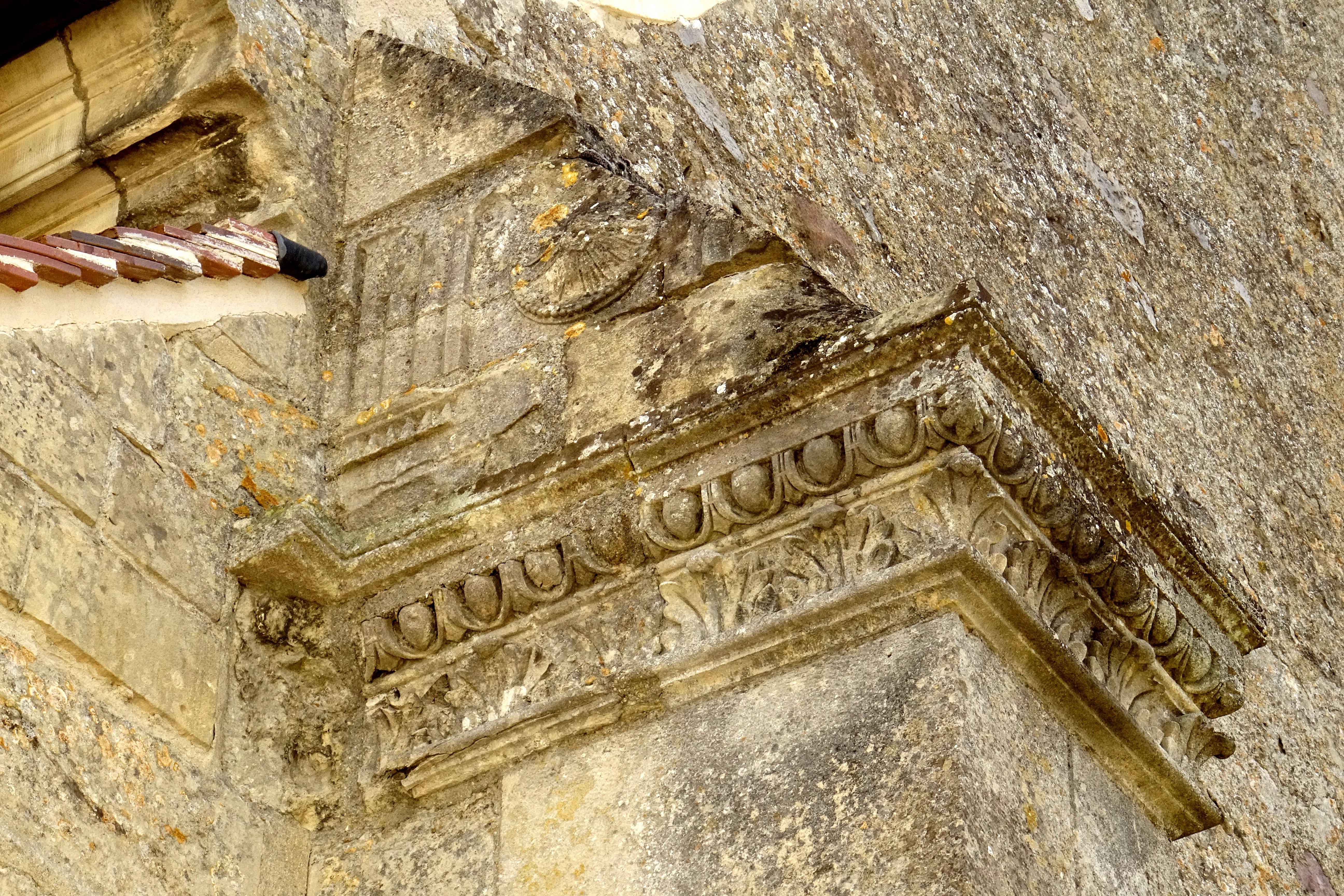
Amortissement du contrefort à gauche de la façade.
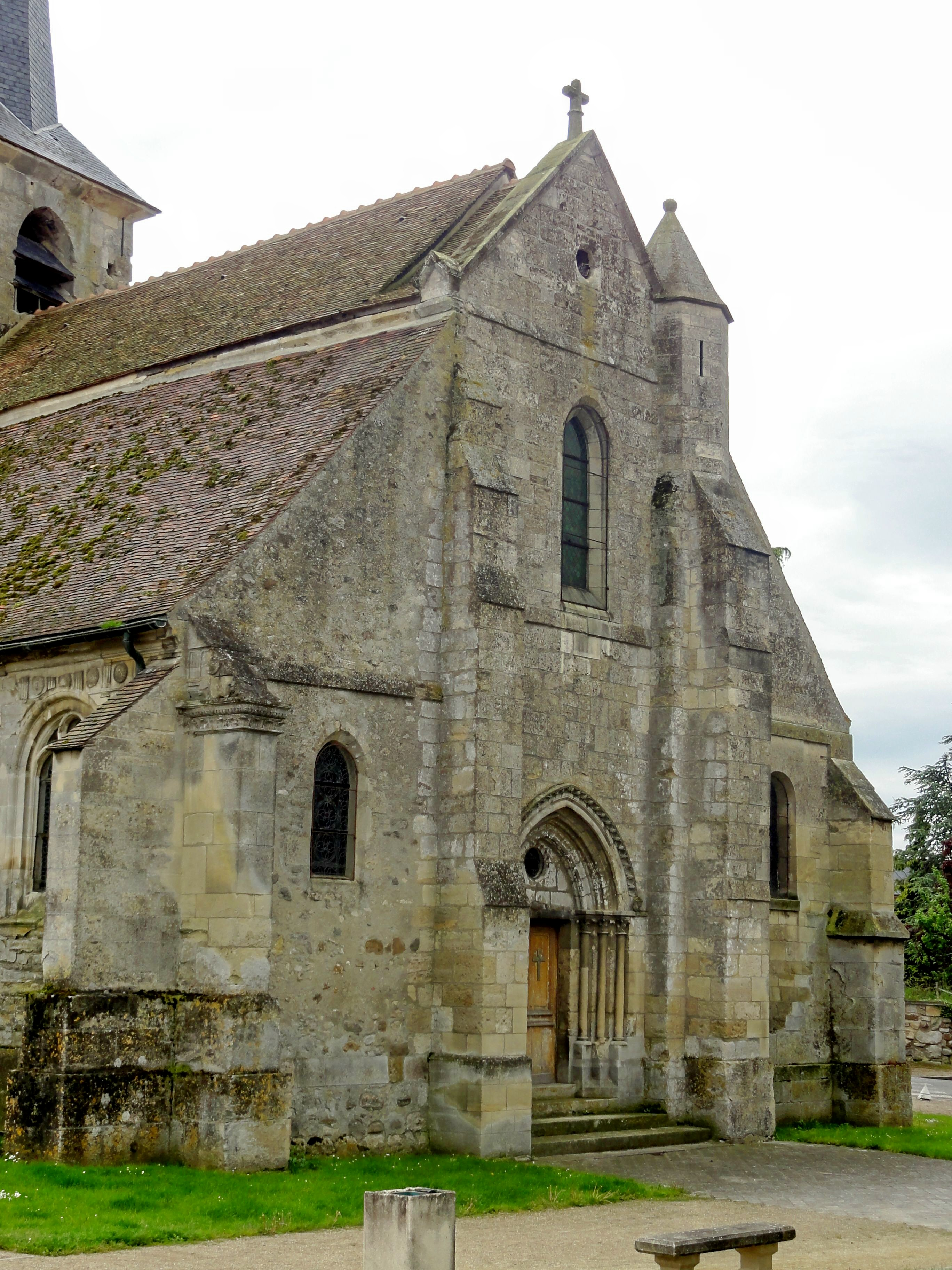
Façade occidentale, vue depuis le nord-ouest.
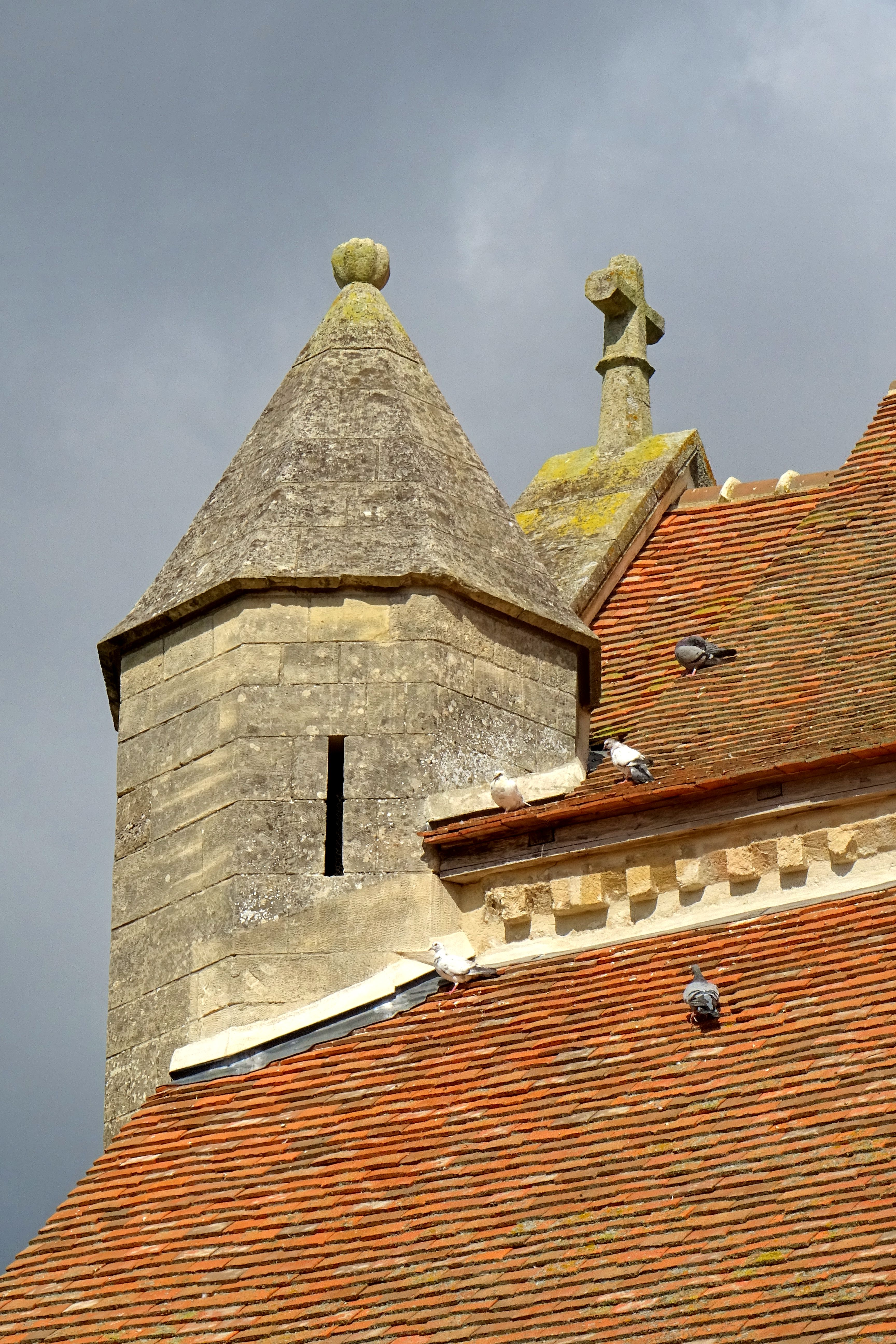
Tourelle d'escalier, vue depuis le sud-est.
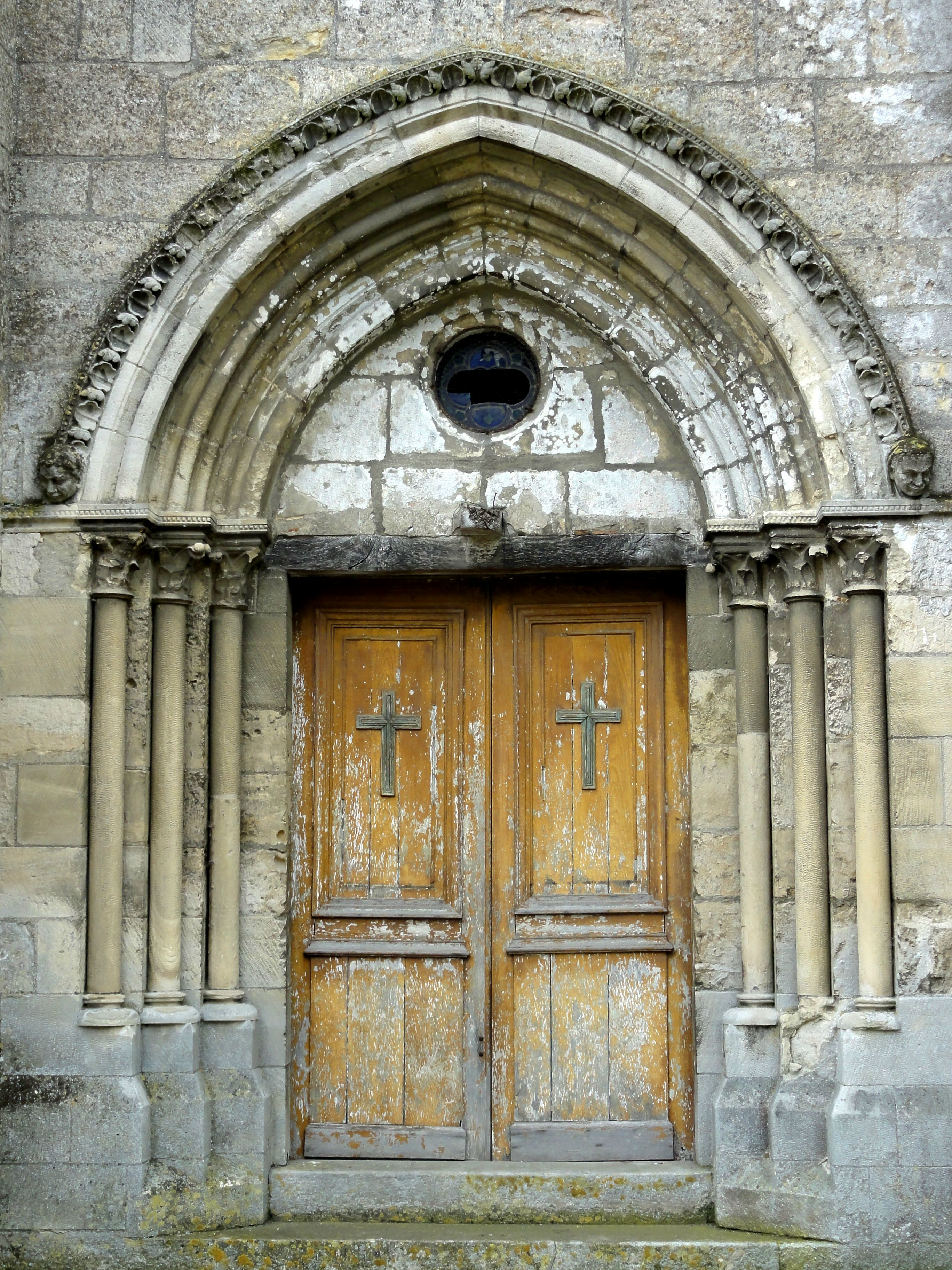
Portail occidental de la nef.
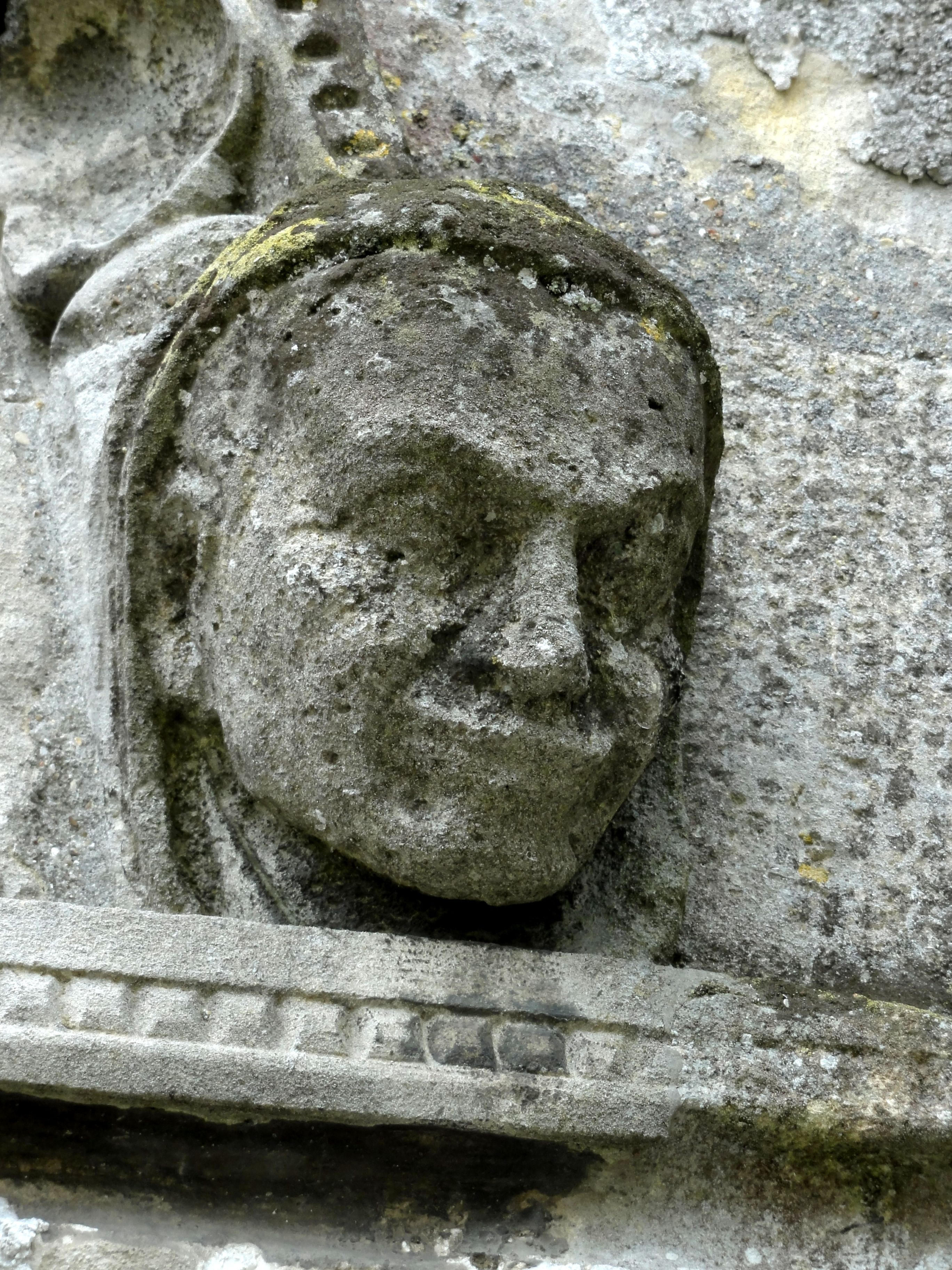
Tête sculptée à droite du portail.
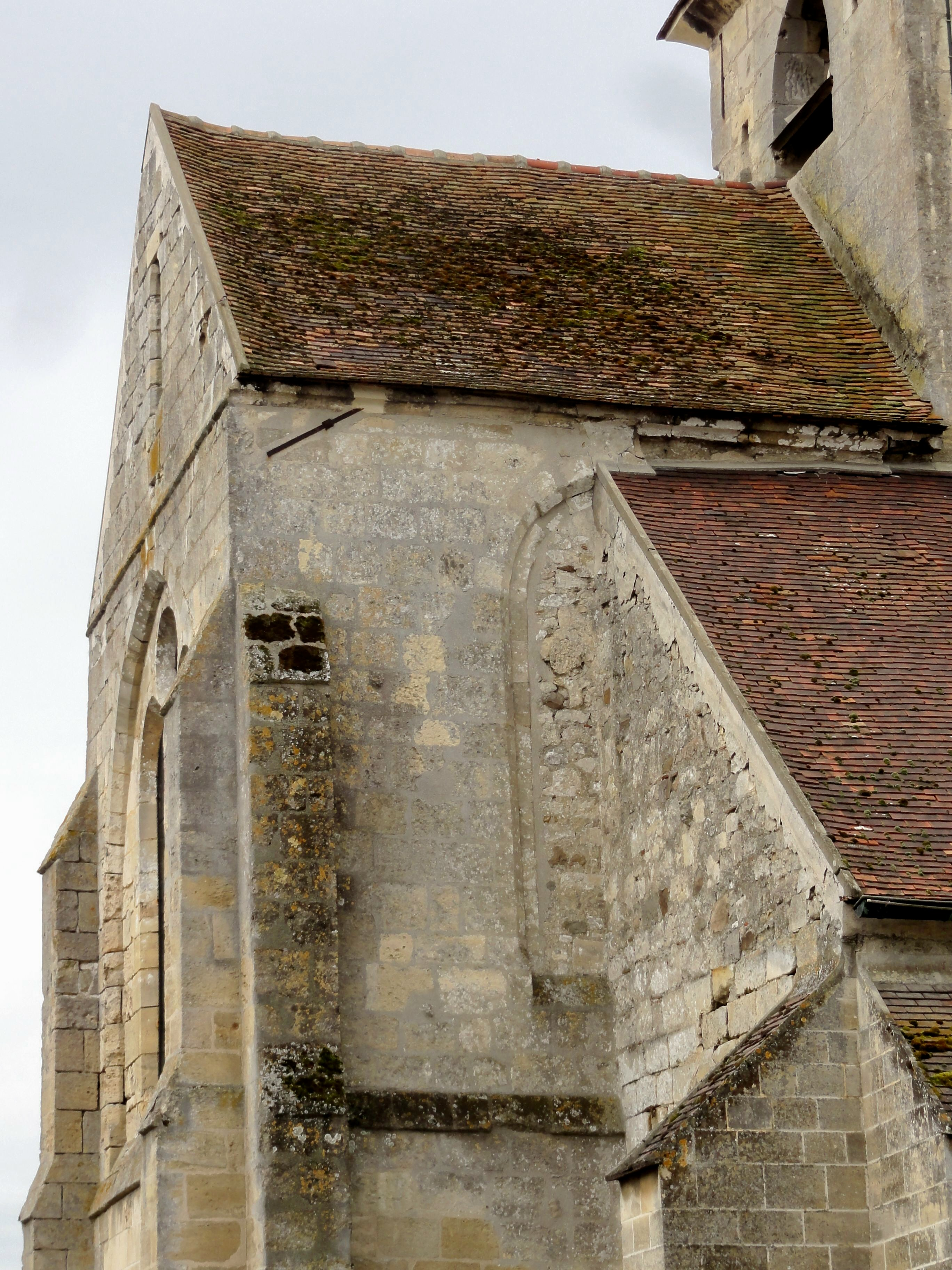
Chœur, côté nord, et toiture de la chapelle latérale.

## Mobilier

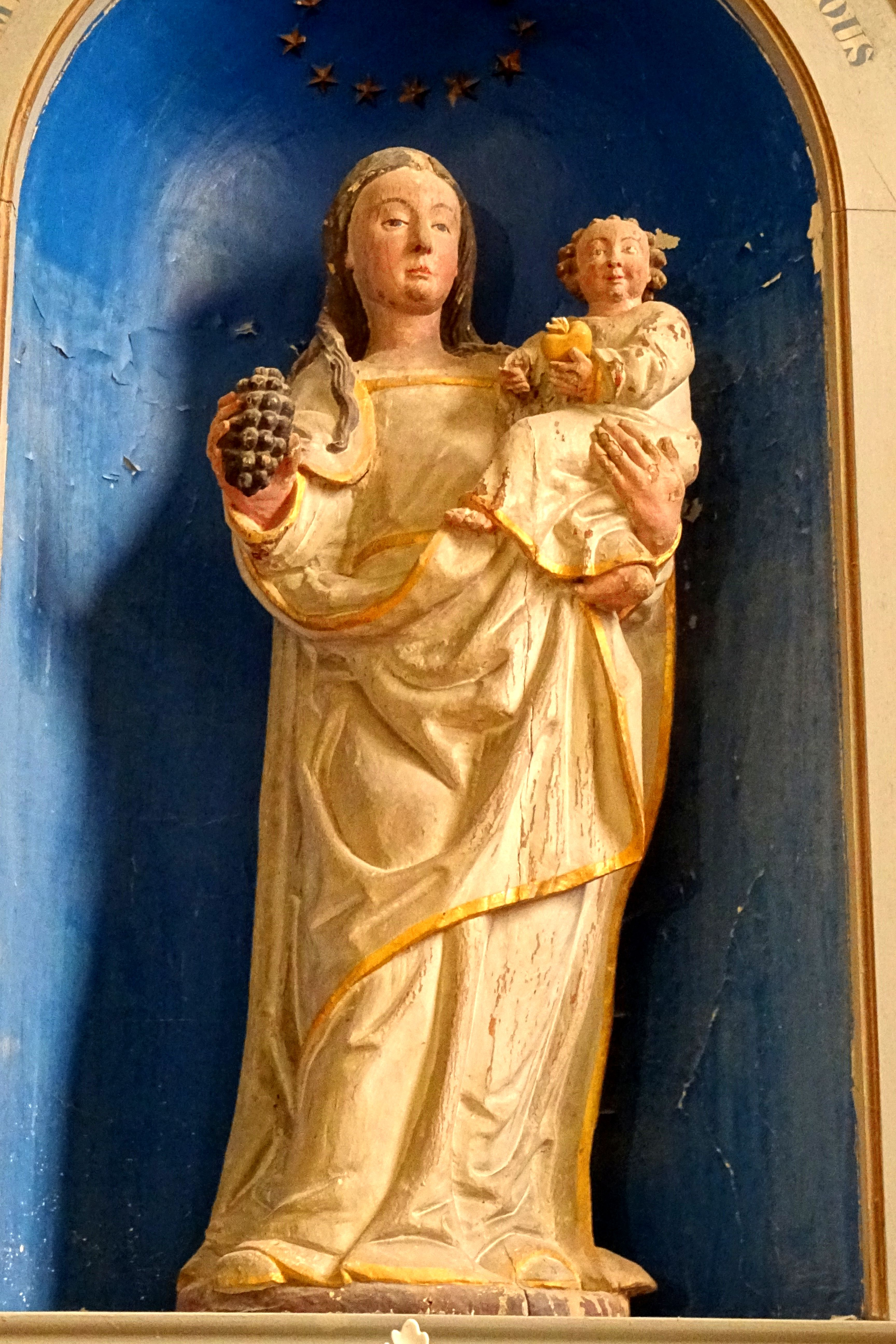
Vierge à l'Enfant.

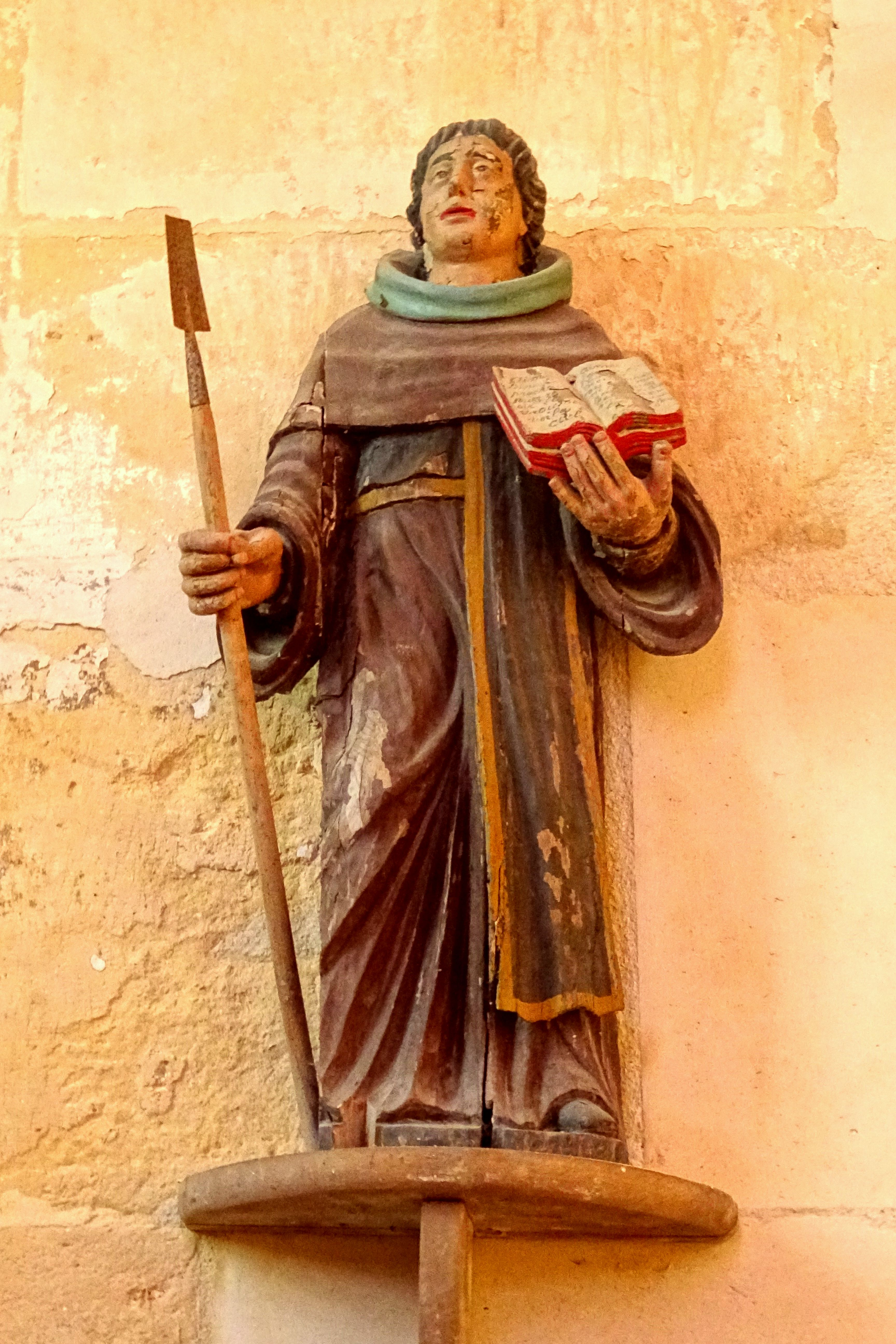
Saint Fiacre.

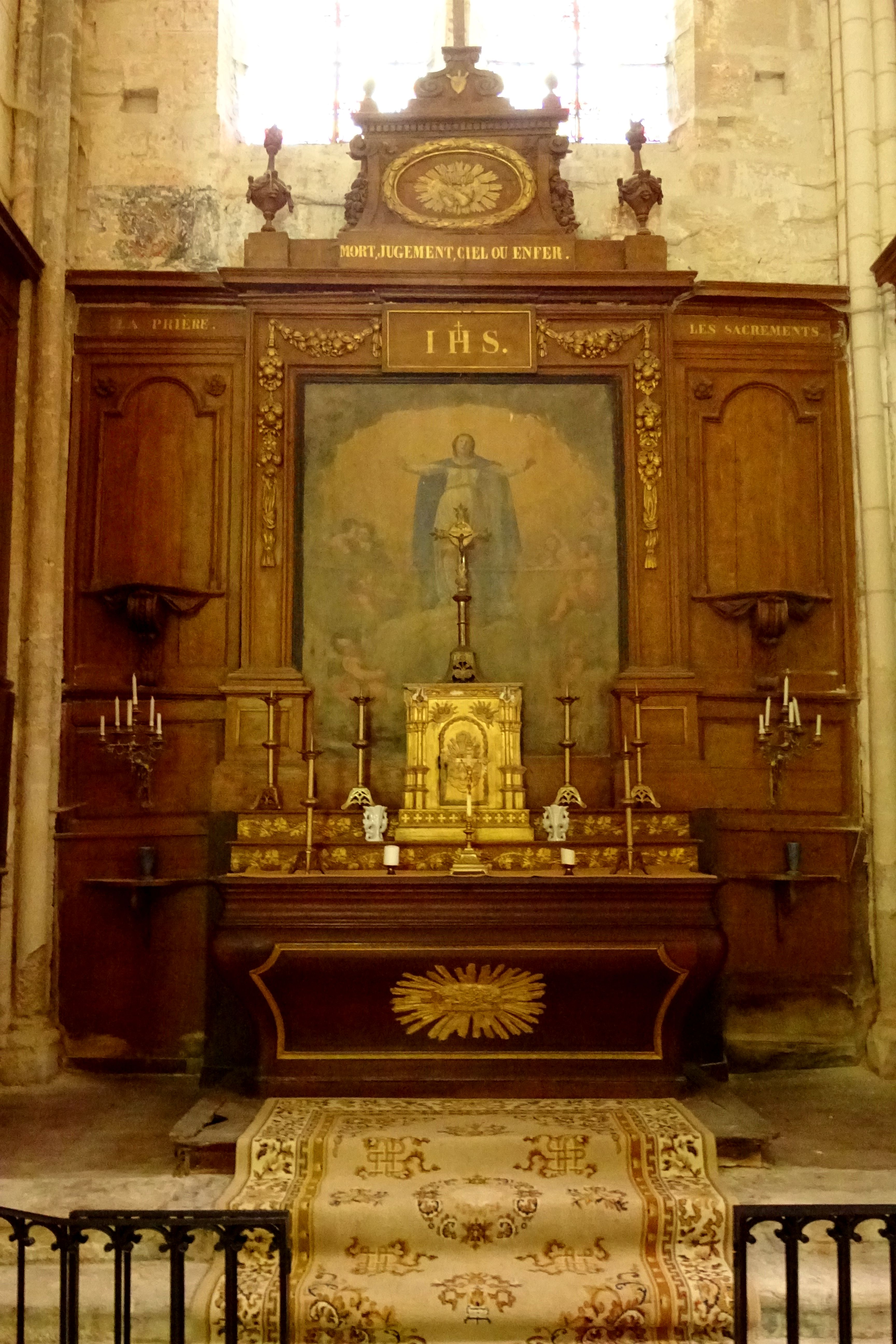
Maître-autel et retable.

Parmi le mobilier de l'église, une statue est classée, et une autre est inscrite monument historique au titre objet. Quelques autres éléments retiennent l'attention.
- La cloche en bronze mesure 104 cm de hauteur et 103 cm de diamètre. Elle est ornée de feuilles d'acanthe, et a été fondue en 1896 par l'étabalissement Dubuisson fils à Paris. Le conseil municipal a pu financer cette nouvelle cloche grâce à la refonte de l'ancienne cloche de 1676. Le nom de baptême Anne Louise[29] est celui de l'ancienne cloche. Un an avant sa refonte, Louis Régnier a pu étudier l'ancienne cloche. Elle ne mesurait que 105 cm de diamètre, et portait sur la panse une large croix élevée sur trois degrés, et couverte de rinceaux comme les degrés eux-mêmes. Des extrémités de ceux-ci montaient obliquement, à droite et à gauche, comme un supplément de décoration, quatre feuilles d'aulne. La cloche n'était pas signée du fondeur. L'inscription qu'elle portait était la suivante : « LAN 1676 IAY ETE BENISTE PAR Mgr CLAVDE DAMEVILLE CVRE DE CESTTE PAROISSE DE LIUILLIES ET NOMMEE ANNE LOVISE PAR MONSEIGNEVR LOVIS DE BOVRBON ET DAME ANNE GENEVIEFVE DE BOVRBON PRINCESSE DV SANG DVCHESSE DE LONGVEVILLE NICOLAS VAILLANT MARGVILLIER ». Concrètement, elle a dû avoir pour marraine Anne-Geneviève de Bourbon-Condé, la duchesse de Longueville (1619-1679), et pour parrain, Louis-Armand de Bourbon-Conti (1661-1685)[66].
- La statue de la Vierge à l'Enfant, dans la niche du retable de la chapelle latérale sud, est en bois polychrome. La statue a été repeinte. Elle mesure entre 112 cm et 114 cm de hauteur, et date du XVIe siècle selon l'arrêté de classement. Le dossier d'inscription rectifie la datation et table sur le premier quart du XVIIe siècle. La Vierge se tient debout, le regard sérieux, et porte les cheveux ouverts. Elle est vêtue d'une longue robe qui tombe jusq'aux pieds. L'Enfant Jésus, les yeux bouclés, est assis sur son bras gauche, regarde vers le spectateur, et présente un cœur enflammé dans sa main gauche. Quant à la Mère, elle tient une grappe de raisin dans sa main droite. L'œuvre, d'art populaire, a été classée au titre objet par arrêté du 10 juin 1963[67],[68].
- La statue de saint Fiacre de Meaux, placée sur une console de la chapelle latérale nord, est en bois polychrome. La statue est incomplète : manquent la bêche d'origine et le pied ainsi que toute la partie inférieure de la jambe droite. En effet, la statue est composée de plusieurs morceaux de bois assemblés par des chevilles. La bêche a été remplacée par un jouet d'unfant. L'œuvre a aussi été repeinte. Saint Fiacre mesure 110 cm de hauteur, et date de la fin du XVIIe siècle ou du début du XVIIIe siècle. Étant moine, saint Fiacre est vêtu d'une robe de bure, d'une coule en dessous, et du scapulaire. Il présente un livre ouvert, orienté vers le spectateur, sur sa main gauche, et tient la bêche en tant que son principal attribut dans la main droite. Cette œuvre, qui illustre la dévotion paysanne, est de facture populaire. Ainsi, les cheveux qui encadrent le visage, les volumes et les plis des tissus sont réalisés avec simplicité. L'inscription au titre objet est intervenue le 30 janvier 2013[69],[70].
- Le chœur abrite l'ancien maître-autel, le tabernacle et le retable, dont le centre est occupé par une toile représentant l'Assomption de la Vierge Marie. Elle est peinte à l'huile, mesure 215 cm de hauteur pour 144 cm de largeur à l'ouverture du cadre, et est en mauvais état. C'est une œuvre anonyme du XVIIIe siècle ou du XIXe siècle[71]. Le retable est de style néo-classique, et confectionné en bois partiellement mouluré, taillé et doré. Il se développe sur une surface de 600 cm de hauteur au niveau du couronnement, pour 410 cm de largeur, et date du XVIIIe siècle, hormis le lambris de hauteur qui revêt la partie postérieure des murs latéraux, et qui a été ajouté au XIXe siècle. Le corps central est constitué de deux pilastres doriques qui font fusion avec l'entablement, l'ensemble étant orné d'un cartouche portant le monogramme IHS, de guirlandes et de chutes de fleurs. Il est surmonté de deux pots à feu et d'une attique flanquée de chutes de fleurs, qui affiche deux cœurs enflammés entourés de rayons de lumière dans une couronne de laurieur, ainsi que, sur la base, les mots « MORT, JUGEMENT, CIEL OU ENFER. » Cette attique est amortie par une corniche à denticules, au-dessus de laquelle on voit deux petits pots à feu et une console, arborant un cœur percé de trois flèches, et sommée d'une croix. Quant aux ailes latérales du retable, elles sont formées par des boiseries, qui comportent de chaque côté une console destinée à recevoir une statue. Sur l'entablement, on lit « LA PRIÈRE » à gauche, et « LES SACREMENTS » à droite[72]. En bas du retable, se superposant à la partie basse du tableau de l'Assomption, repose, sur les gradins de l'autel, le tabernacle en bois doré, du XIXe siècle. La décoration des montants évoque des piliers flamboyants, et la frise de feuilles de vigne en haut évoque la même époque. Sur la porte, un encadrement un plein cintre inscrit un bas-relief représentant le pélican mystique nourrissant ses petits de sa propre chaire, tandis que des groupes de trois chérubins chantent des louanges du haut des deux écoinçons[73]. L'autel lui-même, sur plan rectangulaire et en forme de tombeau à élévation galbée, est en bois de chêne taillé et partiellement doré. Il mesure 216 cm de longueur pour 95 cm de hauteur, et daterait de la fin du XVIIIe siècle ou du début du XIXe siècle. Le bas-relief en son centre serait rapporté. C'est le troisième motif iconographique présent dans le sanctuaire qui fait appel aux rayons de lumière, qui entourent ici le classique agneau mystique reposant sur le livre aux sept sceaux[74].